# Esquibien
Esquibien [ɛskibjɛ̃] (en breton : An Eskevien) est une ancienne commune française du département du Finistère, en région Bretagne, devenue, le 1er janvier 2016, une commune déléguée de la commune nouvelle d'Audierne. Esquibien et Audierne retrouvent l'unité qu'elles avaient perdue à l'issue de la Révolution française en 1793 (Audierne était une trève de la paroisse d’Esquibien).
Esquibien faisait partie de la Communauté de communes du Cap-Sizun.

## Géographie

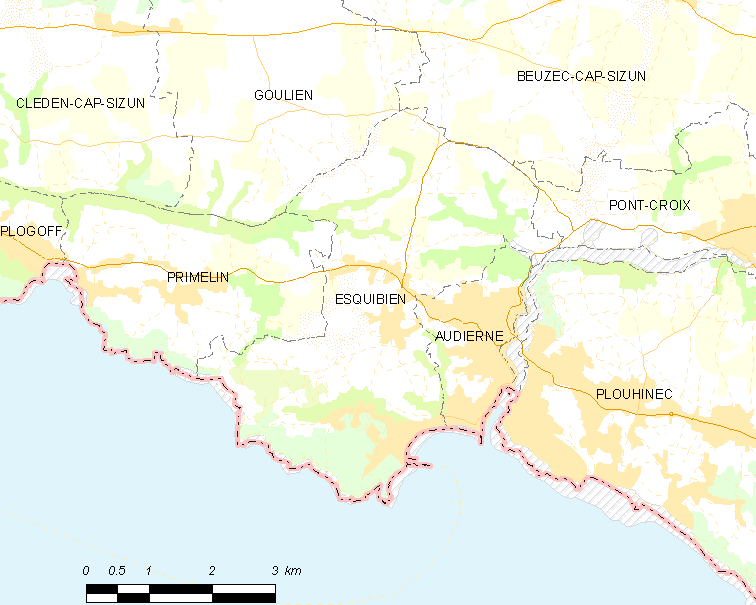
Carte de l'ancienne commune d'Esquibien avant la fusion avec Audierne

### Description générale
Esquibien est située dans le sud-ouest du département du Finistère, à l'ouest d'Audierne et à l'est de Primelin. Elle se trouve sur la route de la pointe du Raz à 42 km à l'ouest de Quimper, elle est bordée par l'océan atlantique.
Le bourg est situé à une certaine distance de la côte, sur un plateau : c'est là une caractéristique commune à de nombreuses communes littorales bretonnes (par exemple à Ploaré, Plouhinec, Poullan, Combrit, Beuzec-Conq, Nizon, etc.), les premiers immigrants bretons fixèrent le centre de leurs plous à l'intérieur des terres, probablement par crainte des pirates saxons, même si bourg initial semble avoir été à proximité de la mer à Trez Goarem, mais sur une hauteur en position défensive.

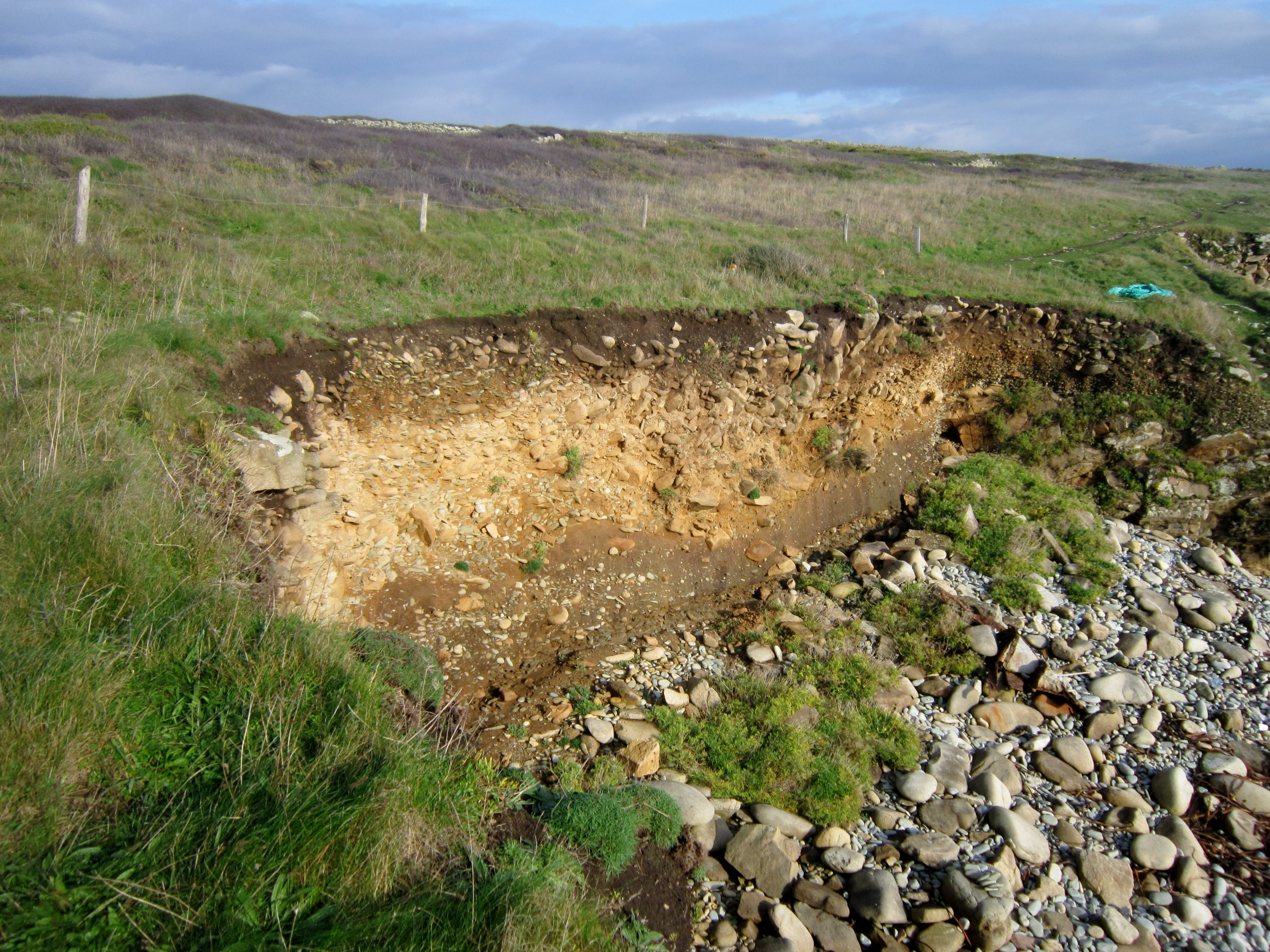
Plage suspendue attaquée par l'érosion (entre la Pointe de Lervily et Pen an Enez).

Esquibien possède deux façades littorales : la principale, au sud, donne sur l'Océan Atlantique et, bien que principalement formée de falaises, dispose de 4 plages : le Pouldu, Sainte Evette, Pors Péré et Trez Goarem : les trois premières sont abritées des vents d'ouest et sûres, la quatrième plus sauvage et plus dangereuse.
La commune fait 6 560 mètres du nord au sud. Les altitudes s'échelonnent entre le niveau de la mer et 72 mètres à l'est du château de Ménez Bras. La commune présentait traditionnellement un habitat rural dispersé en de nombreux écarts formés de hameaux et fermes isolées, le bourg étant de peu d'importance ; la périurbanisation a modifié la répartition de l'habitat, avec la construction de nombreuses maisons le long du littoral entre Landrevet et la pointe de Lervily en passant par Sainte-Évette et une urbanisation linéaire le long des axes routiers partant du bourg, ainsi que le long de la D 784, l'axe routier allant d'Audierne à la Pointe du Raz, dans les quartiers de Croix Rouge et Toulemonde. Le reste du littoral reste à l'état naturel, préservé de toute urbanisation.
Esquibien est traversé à son extrémité Sud, à la pointe de Lervily, par le 48e parallèle Nord.

### Le littoral atlantique

#### Le littoral entre Sainte-Évette et la Pointe de Lervily
Le port de Sainte-Évette assure notamment les traversées vers l'Île de Sein.

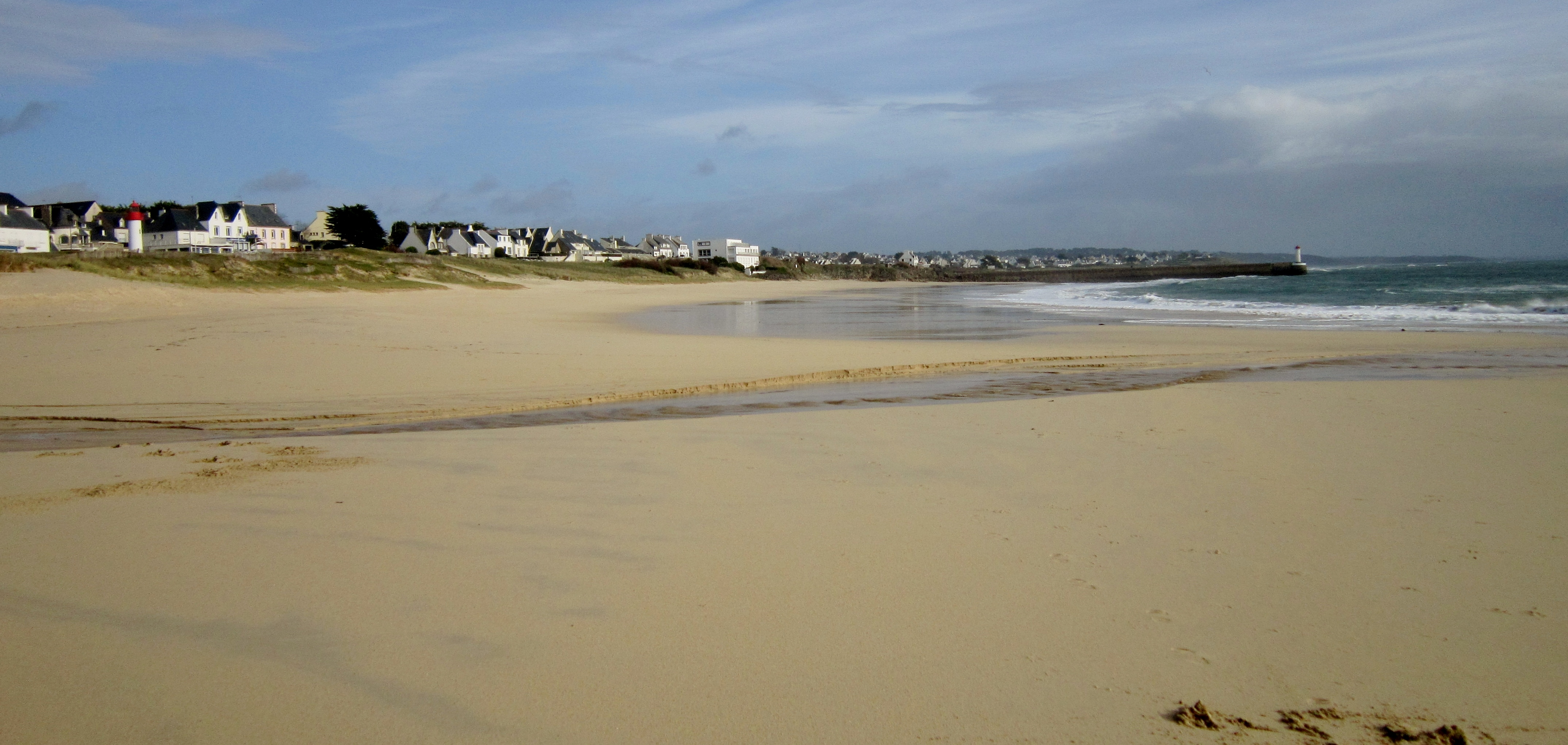
La plage de Landrevet-Le Pouldu à cheval sur les anciennes communes d'Esquibien et Audierne.
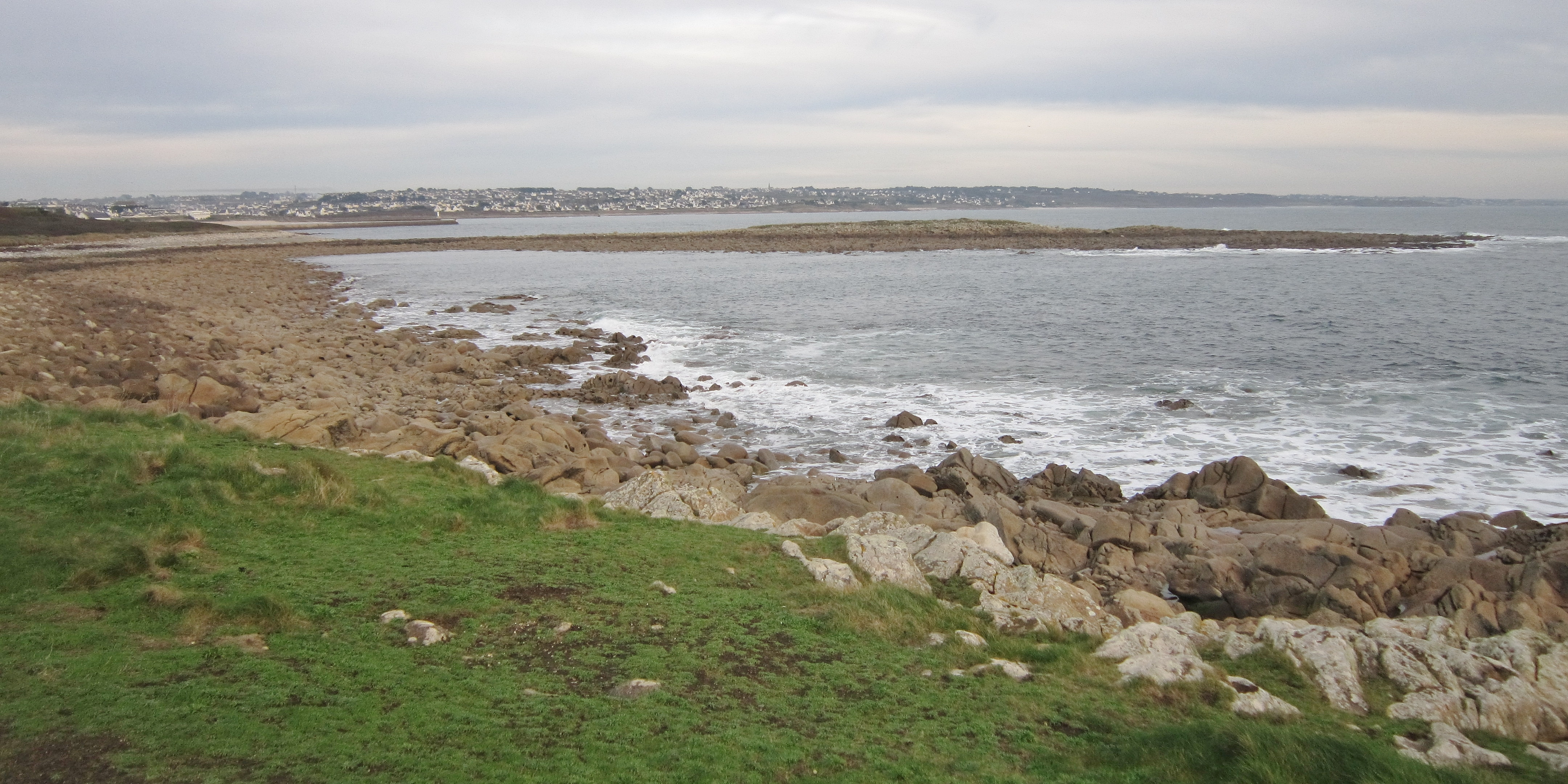
La côte rocheuse à l'est de la pointe de Lervily.

#### Le littoral entre la pointe de Lervily et la pointe de Pen an Enez
Ce littoral est formé d'une côte rocheuse basse, formant des falaises de faible hauteur (de 6 à 10 mètres), avec de nombreuses plages de galets, y compris des plages suspendues de galets, situées à environ 1,50 mètre au-dessus du niveau actuel de la mer, liées aux variations du niveau de la mer et datant ici principalement de l'Éémien et qui reposent sur un socle granitique ; la disposition des galets de ces plages suspendues a été perturbée par la cryoturbation à la suite des différentes périodes de gel-dégel liées au climat périglaciaire qui a suivi, au Weichsélien.

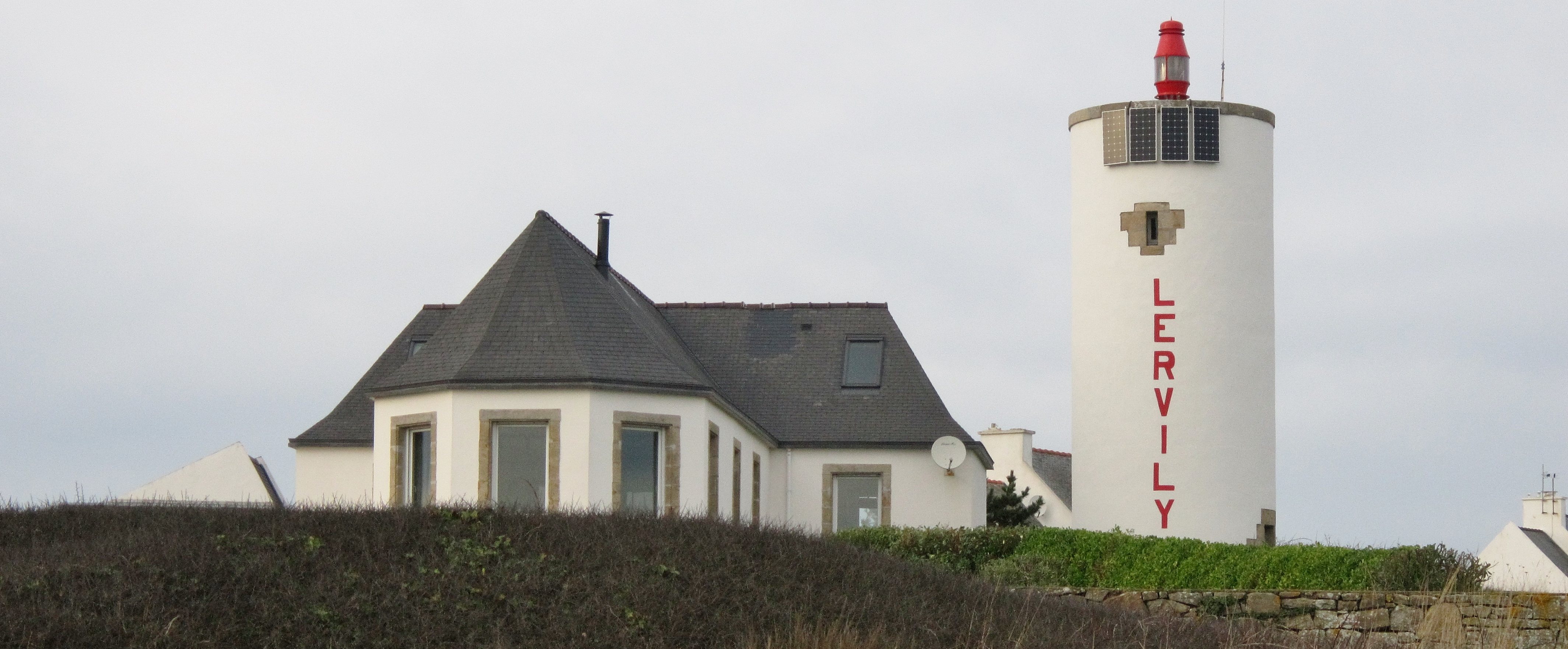
Le sémaphore de Lervily.
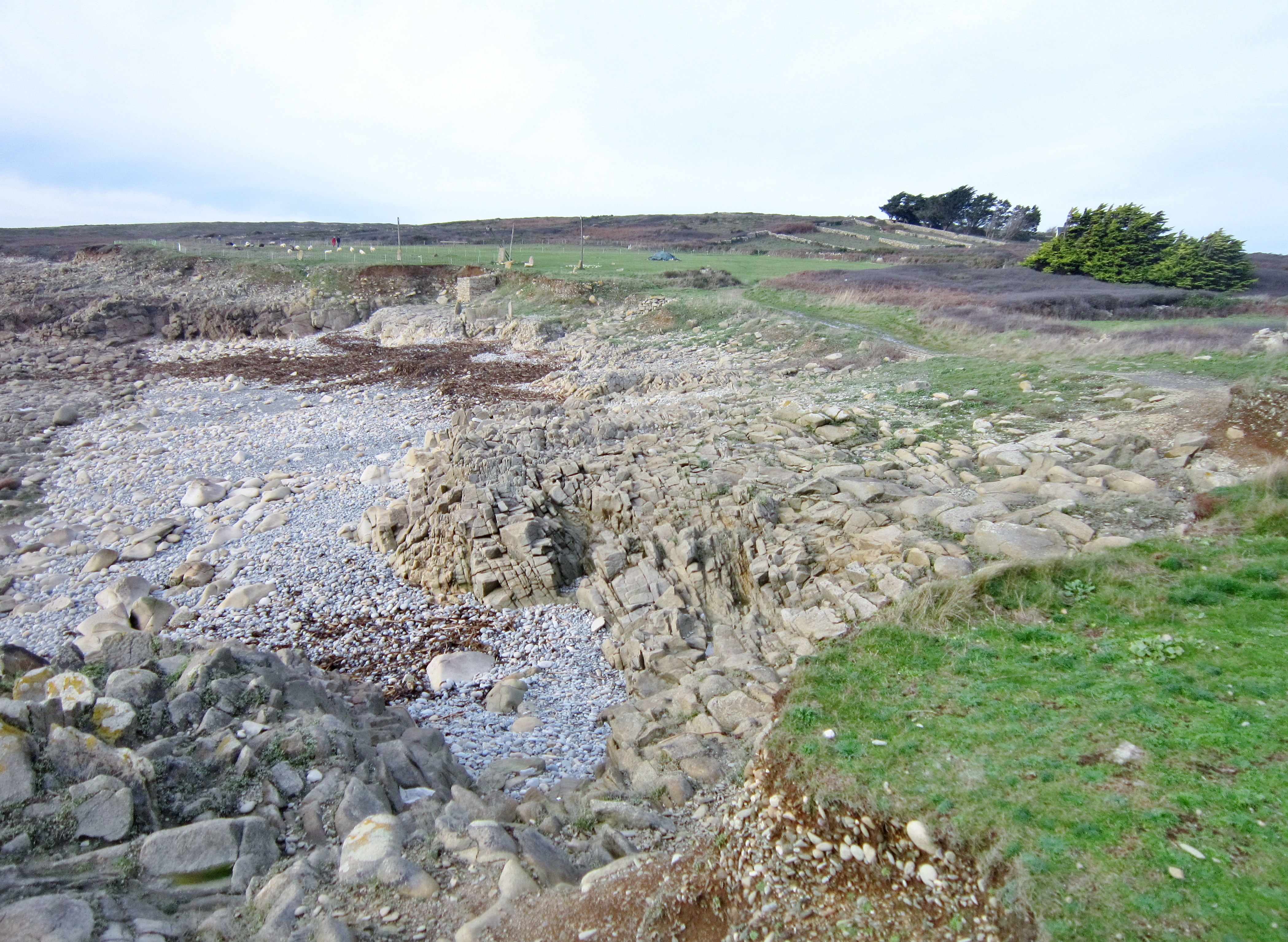
Côte rocheuse basse entre la pointe de Lervily et celle de Pen an Enez 1.
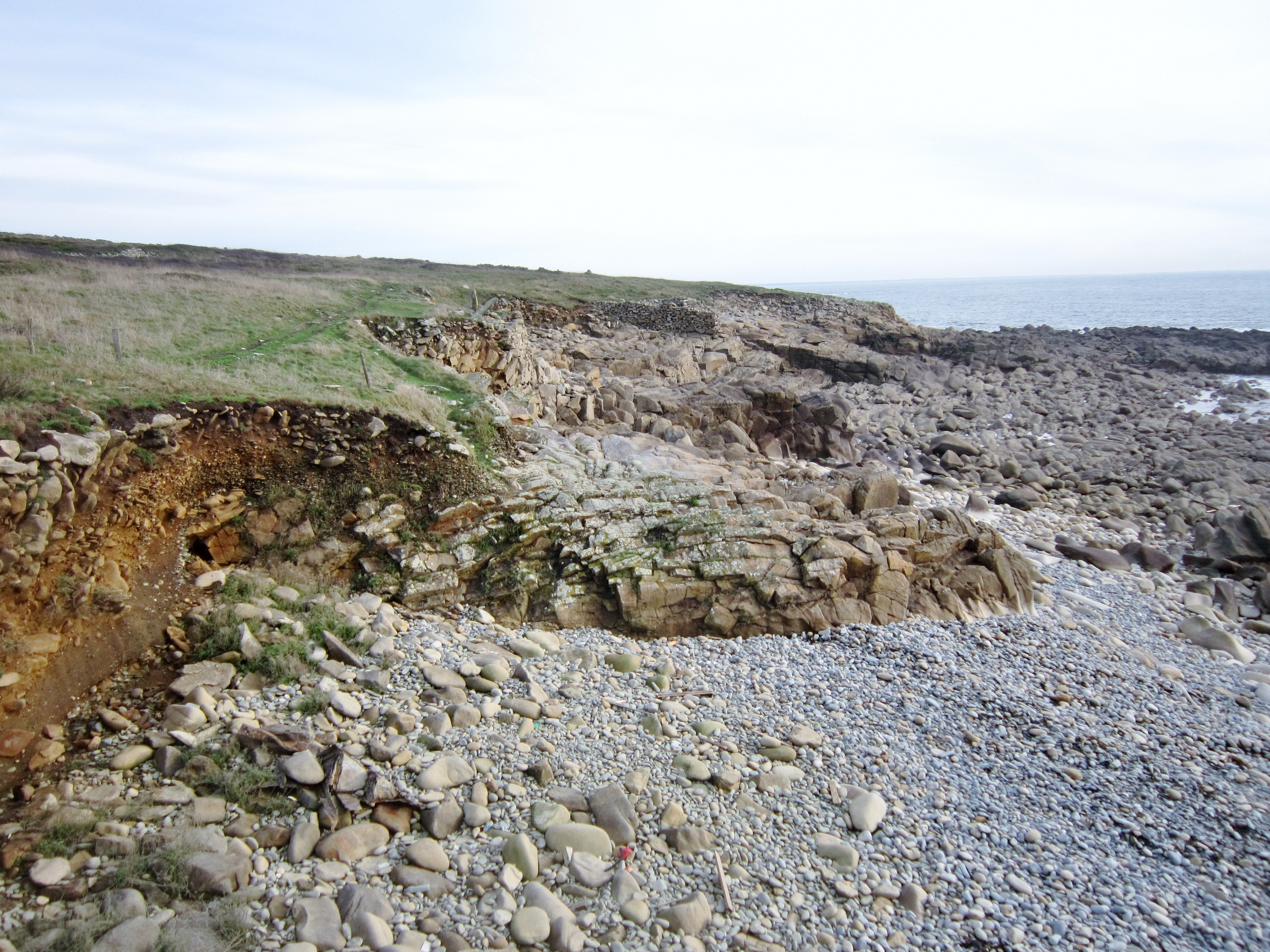
Côte rocheuse basse entre la pointe de Lervily et celle de Pen an Enez 2.
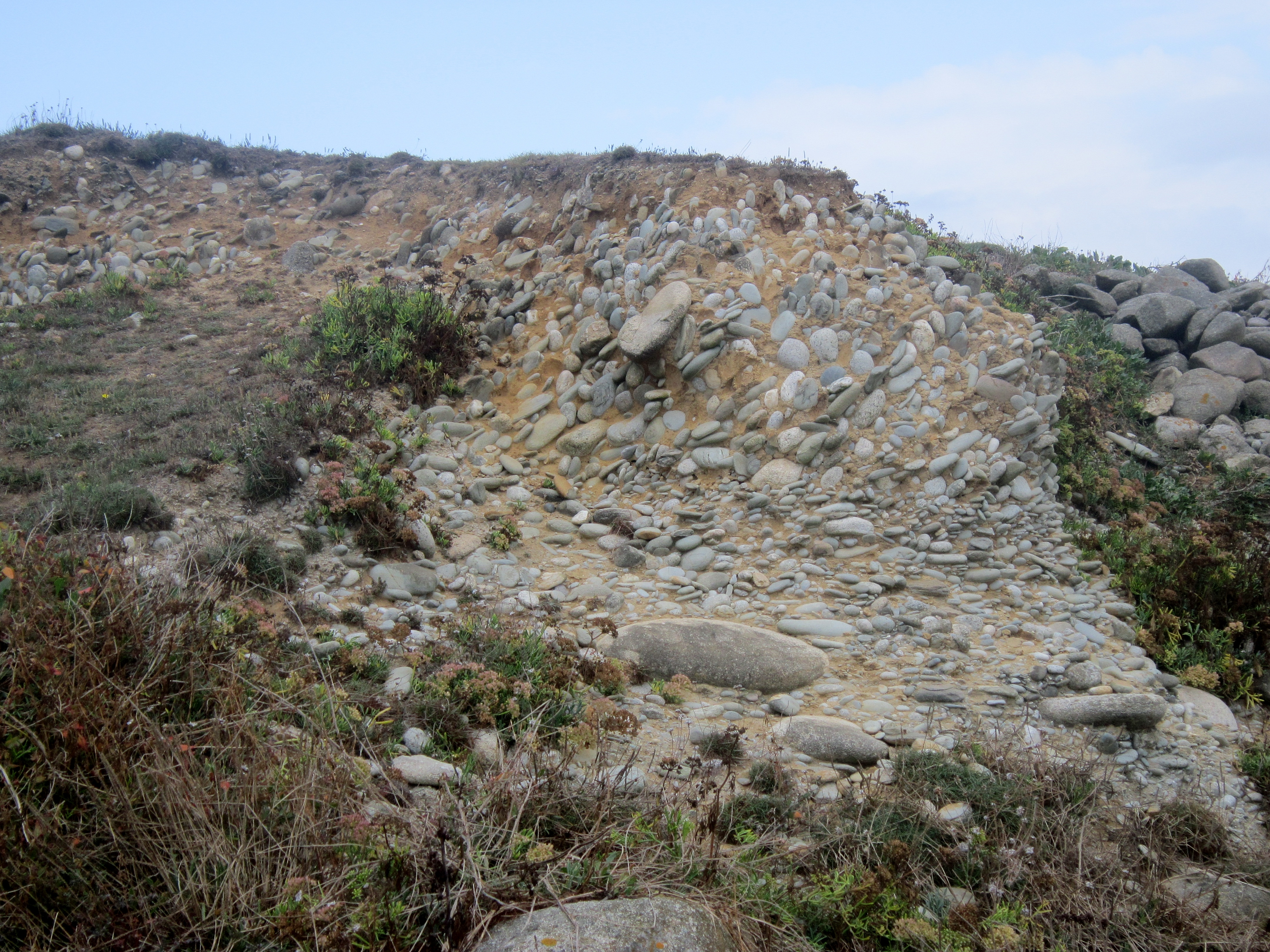
Plage suspendue de galets le long du littoral d'Esquibien.
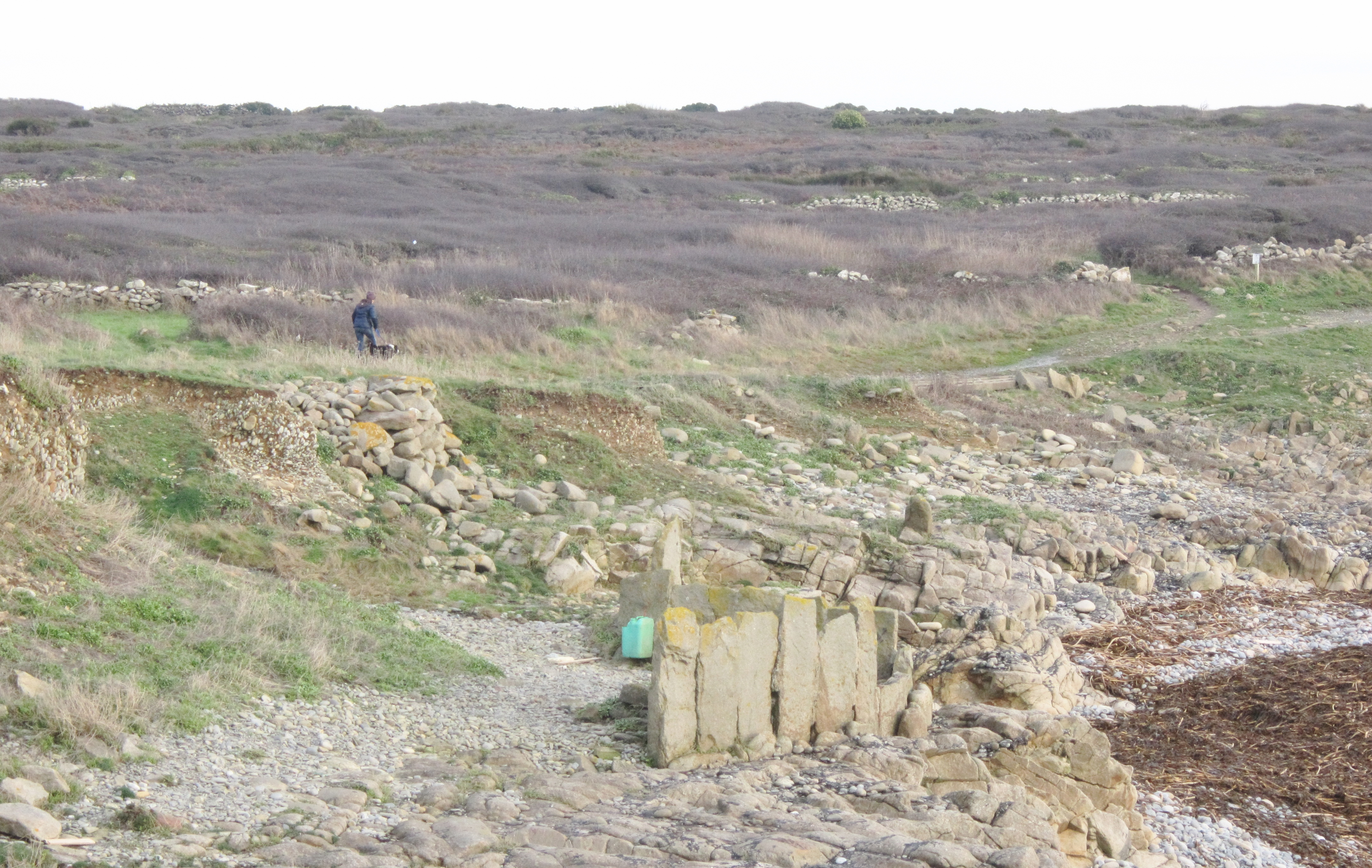
Le GR 34 près du site de Lennac'h (au sud de Kernod).

#### Les dunes de Trez Goarem

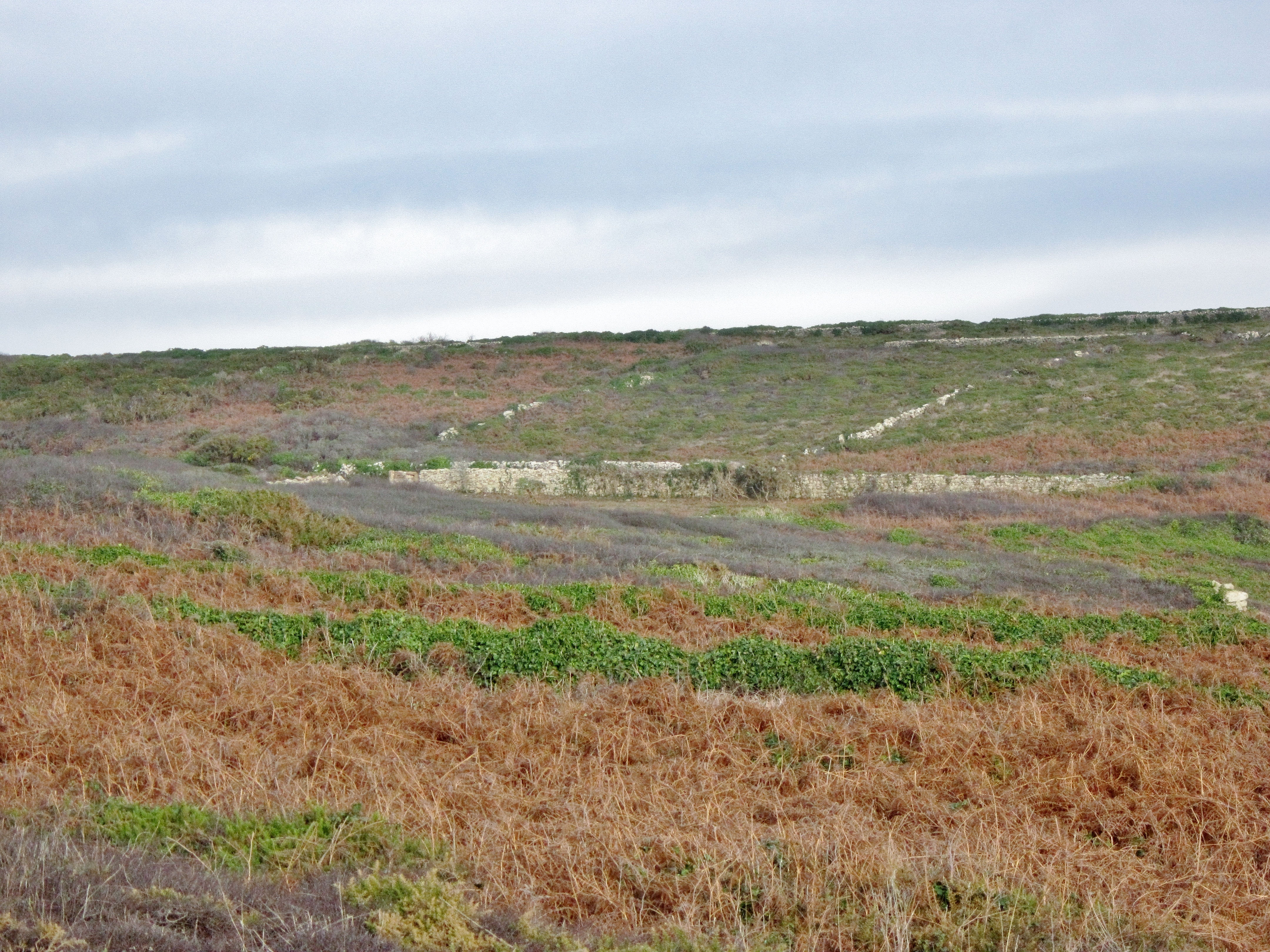
Murets de pierres sèches entourant d'anciens champs gagnés par les friches à proximité de Trez Goarem.

Les dunes de Trez Goarem sont l'un des principaux massifs dunaires du cap Sizun ; l'ensemble naturel comprend une côte basse sableuse entourée à l'est comme à l'ouest d'une côte rocheuse où se développent pelouses maritimes et landes rases ; en arrière le plateau portait autrefois des activités agricoles, échancré par des vallons boisés et des roselières dans les parties aval.
Le village de Gannaeg était l'ancien bourg de la paroisse. De nos jours disparu sous les sables, il ne subsiste de visible que la fontaine dédiée à saint Onneau.

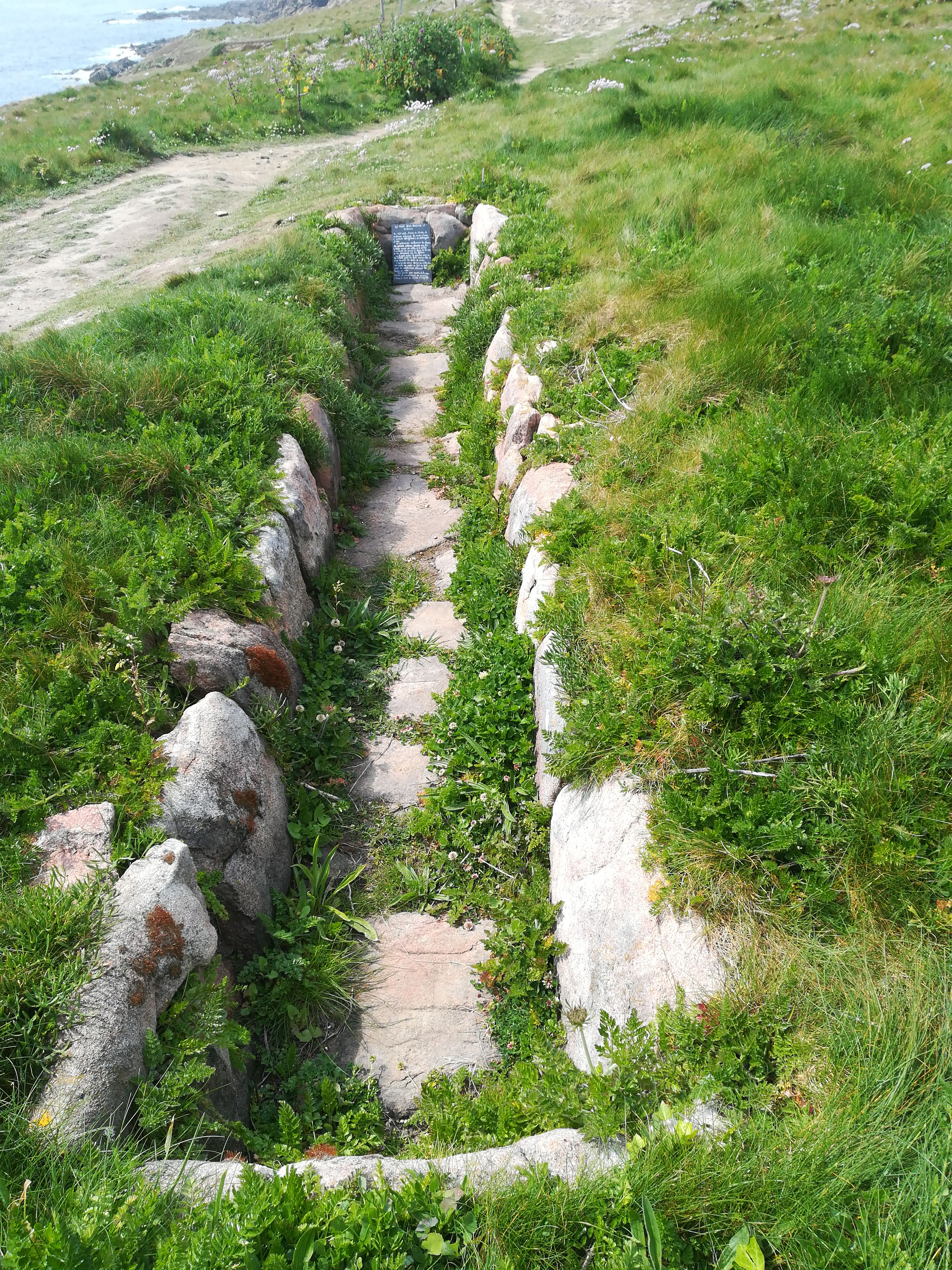
Four à goémon entre l'anse du Cabestan et Portstarz.

Dunes et landes étaient utilisées selon des pratiques pastorales, parcourues par des vaches pie noir et quelques ovins. De nombreuses parcelles étaient cultivées comme en témoignent encore les nombreux murets de pierres sèches encore visibles de nos jours.
Plus de 35 fours familiaux à goémon, pour obtenir de l'iode, tapissent encore la côte entre la pointe de Lervily et l'anse du Cabestan. Ce fut une richesse importante pour les populations riveraines.
Les dunes du Trez Goarem, d'une superficie totale de 21 hectares, sont désormais protégées par le Conservatoire du littoral français, qui en a acheté 86 hectares. On y développe désormais l'éco-pâturage, en privilégiant des races traditionnelles de moutons (mouton des Landes de Bretagne), chèvres (chèvre des fossés), ânes (âne du Cotentin) et vaches (bretonne pie noir). La gestion des espaces naturels privilégie la lutte contre l'enfrichement et aussi contre l'ensablement qui menacent la diversité biologique du site avec l'extension des pruneliers et d'espèces invasives comme l'ail triquètre, l'herbe de la pampa et l'éléagnus.

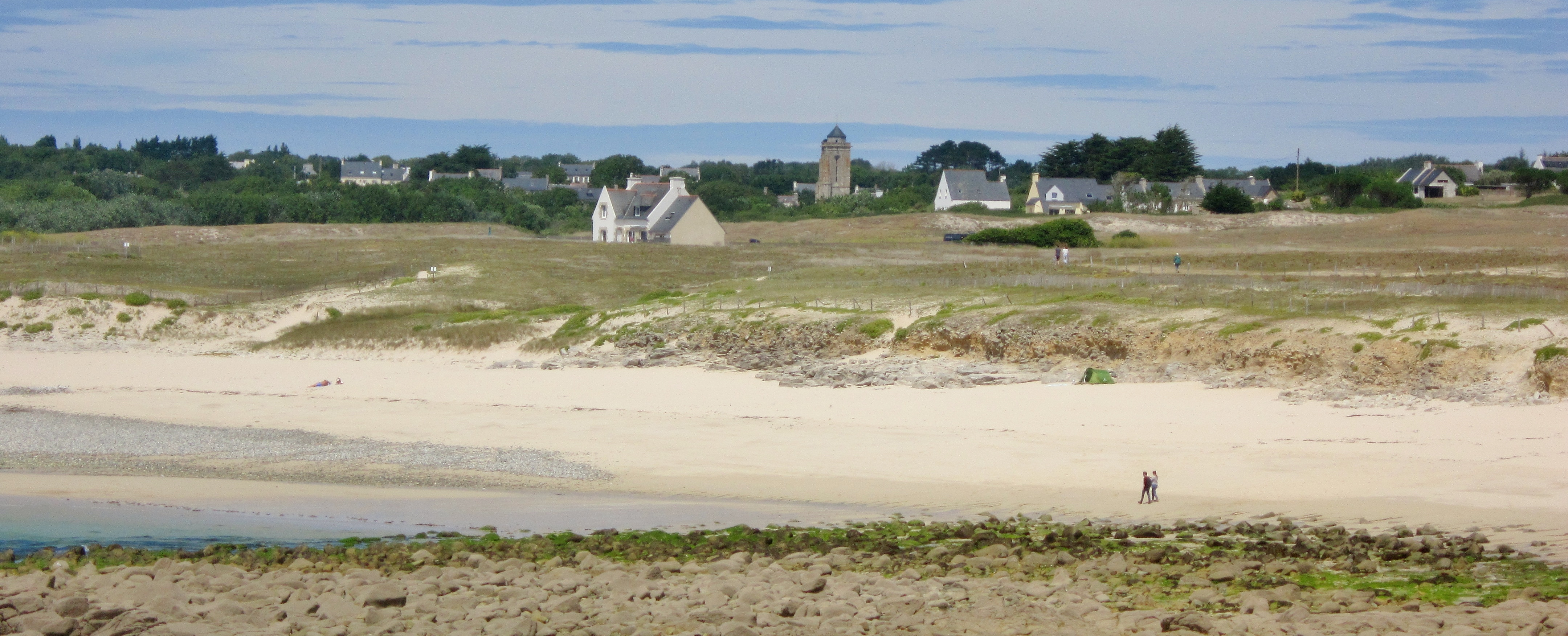
La plage et les dunes de Trez Goarem en Esquibien ; à l'arrière-plan la chapelle de Saint-Tugen (en Primelin).

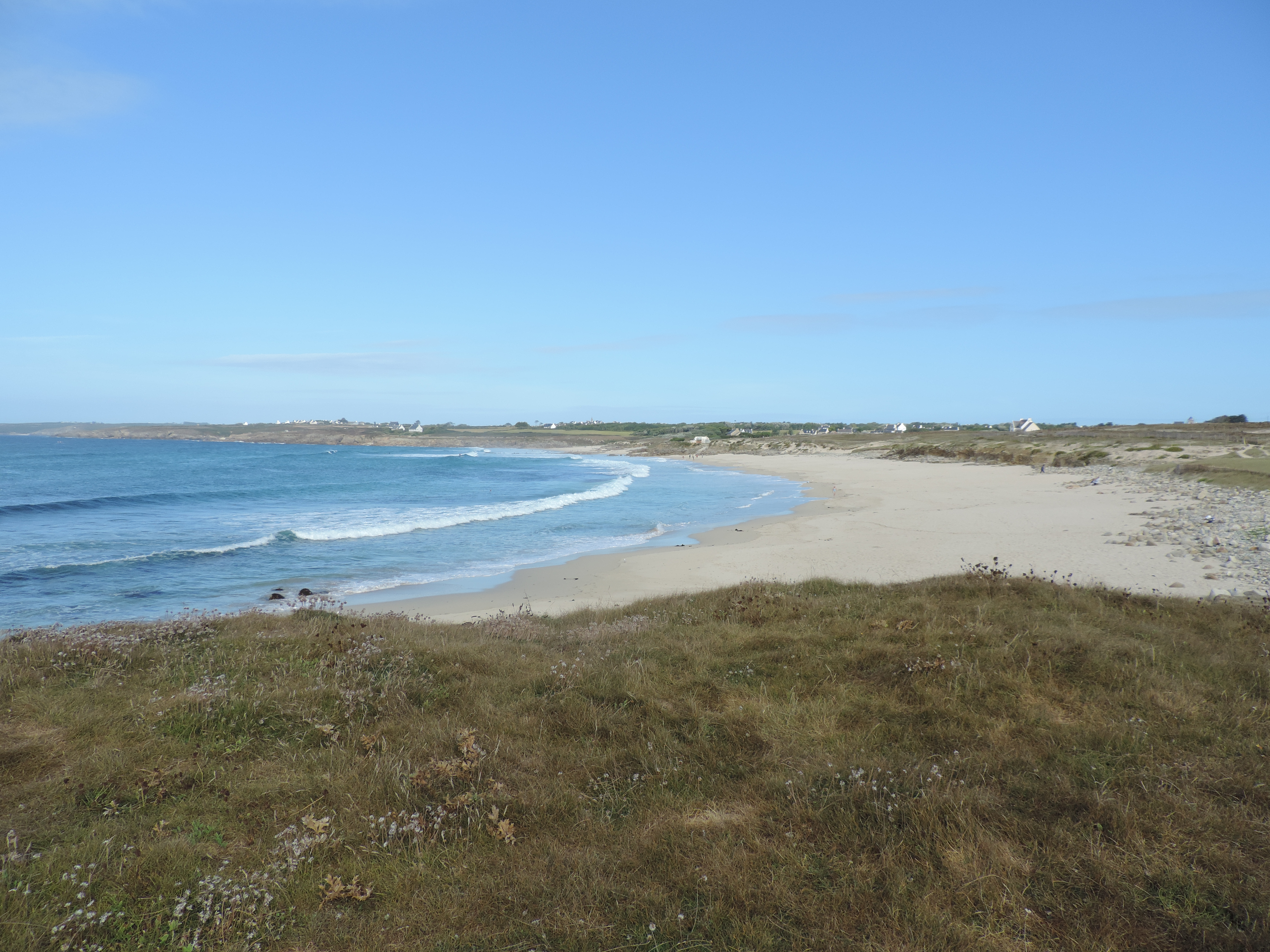
La plage de Trez Goarem vue dans son ensemble depuis son côté Est.
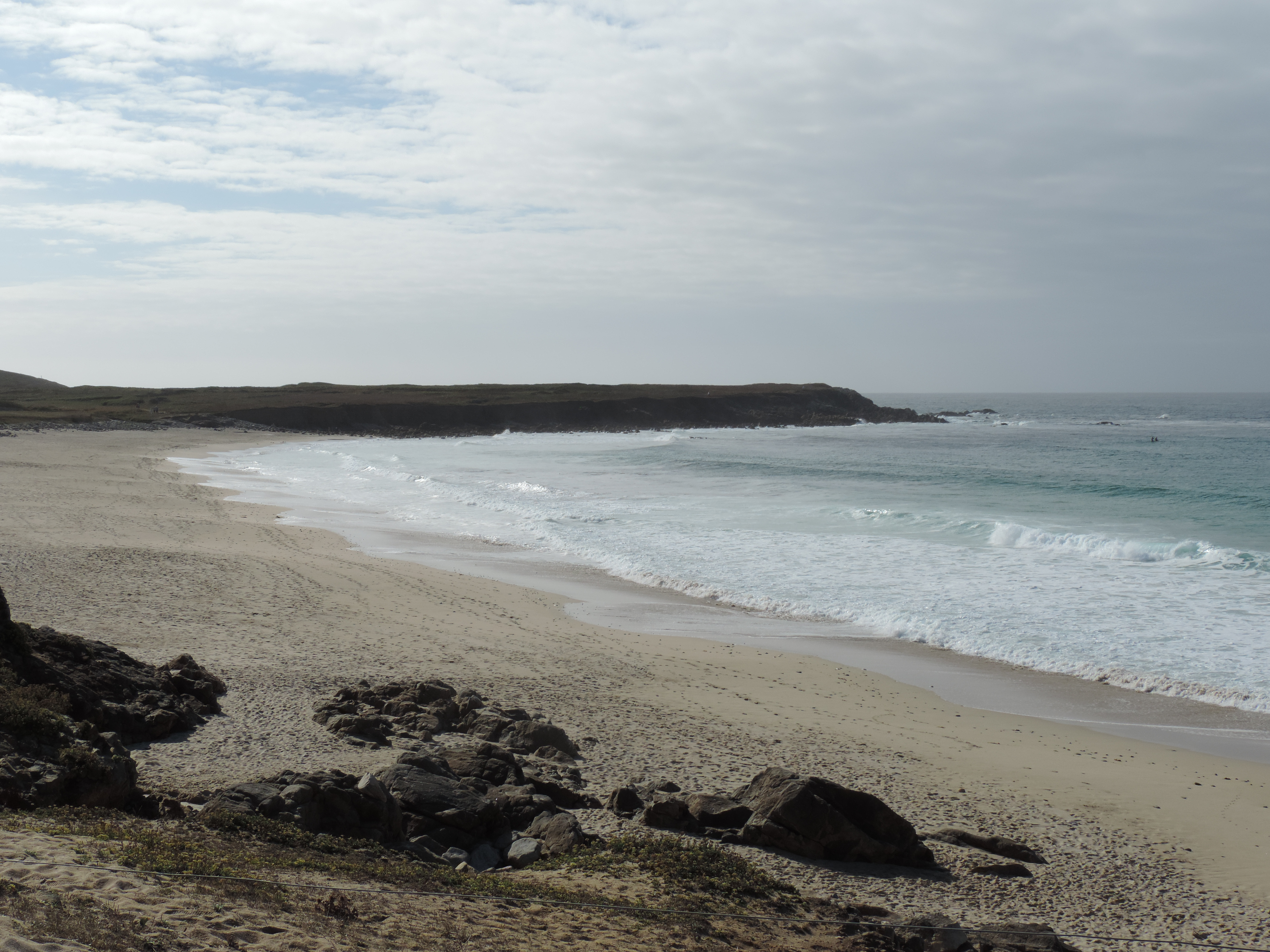
La plage de Trez Goarem côté Est et la pointe de Pen an Enez.
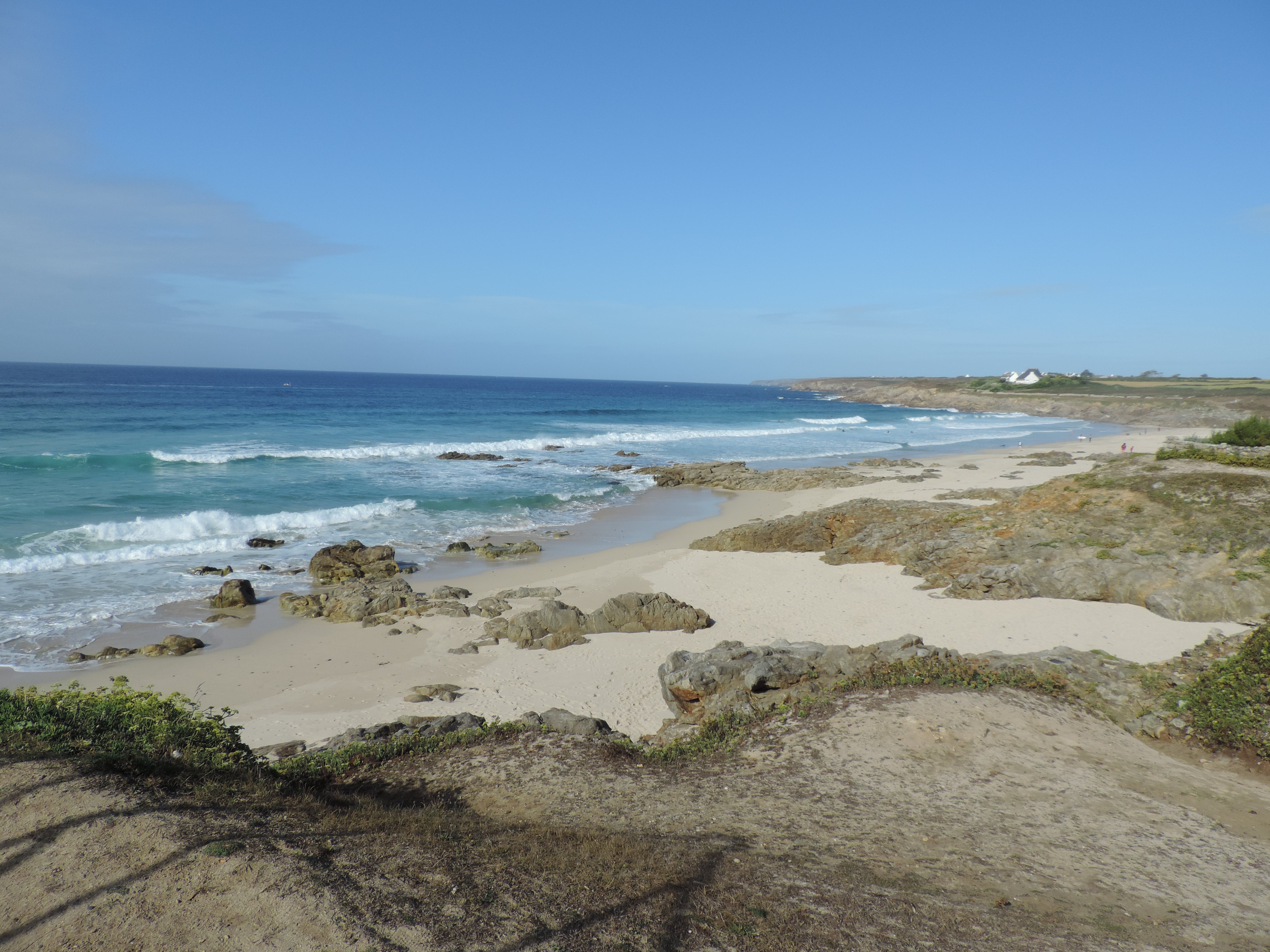
La plage de Trez Goarem côté Ouest et la pointe de Castel.
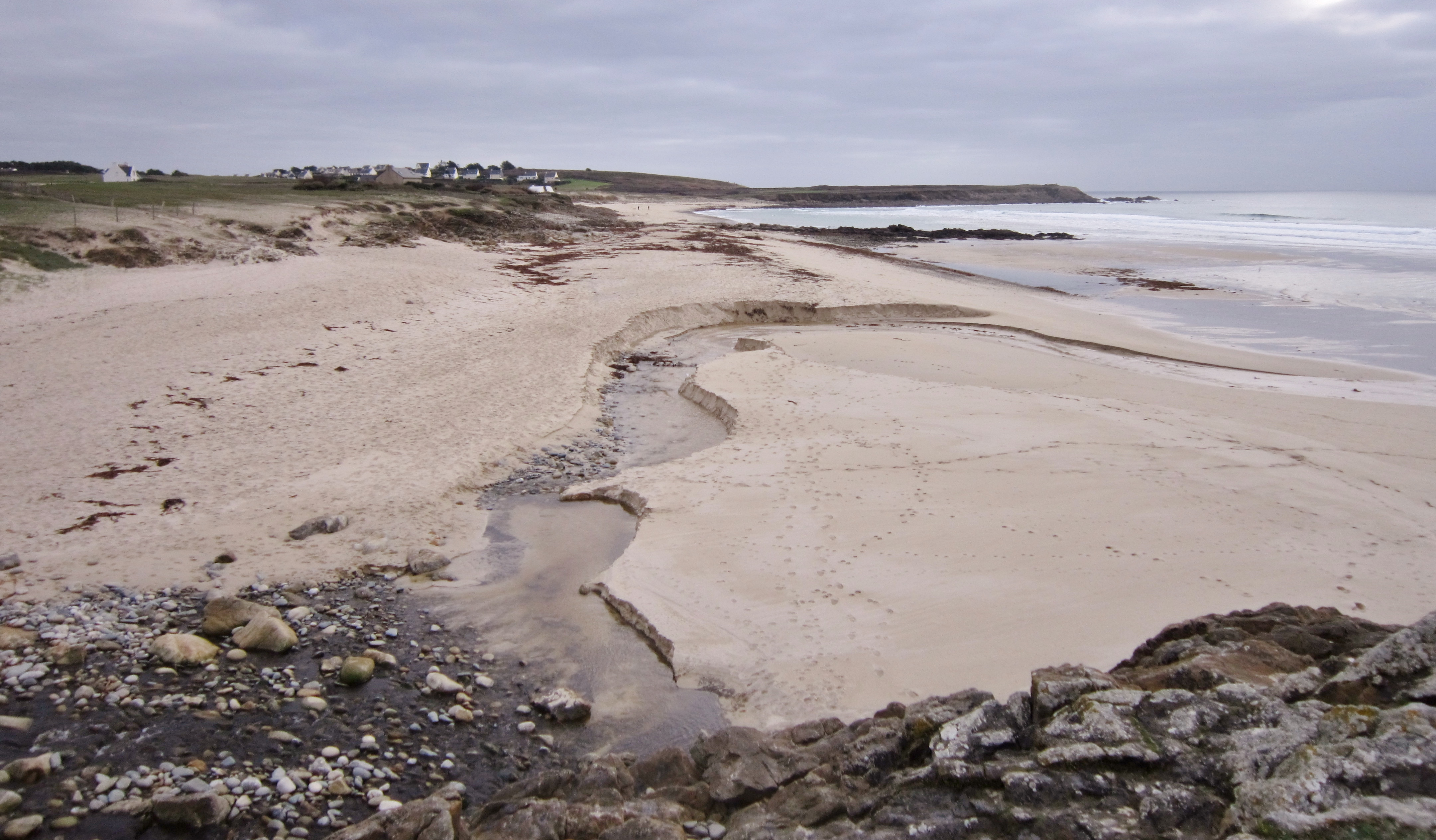
La plage de Trez Goarem vue de l'ouest ; à l'arrière-plan la pointe de Pen an Enez.
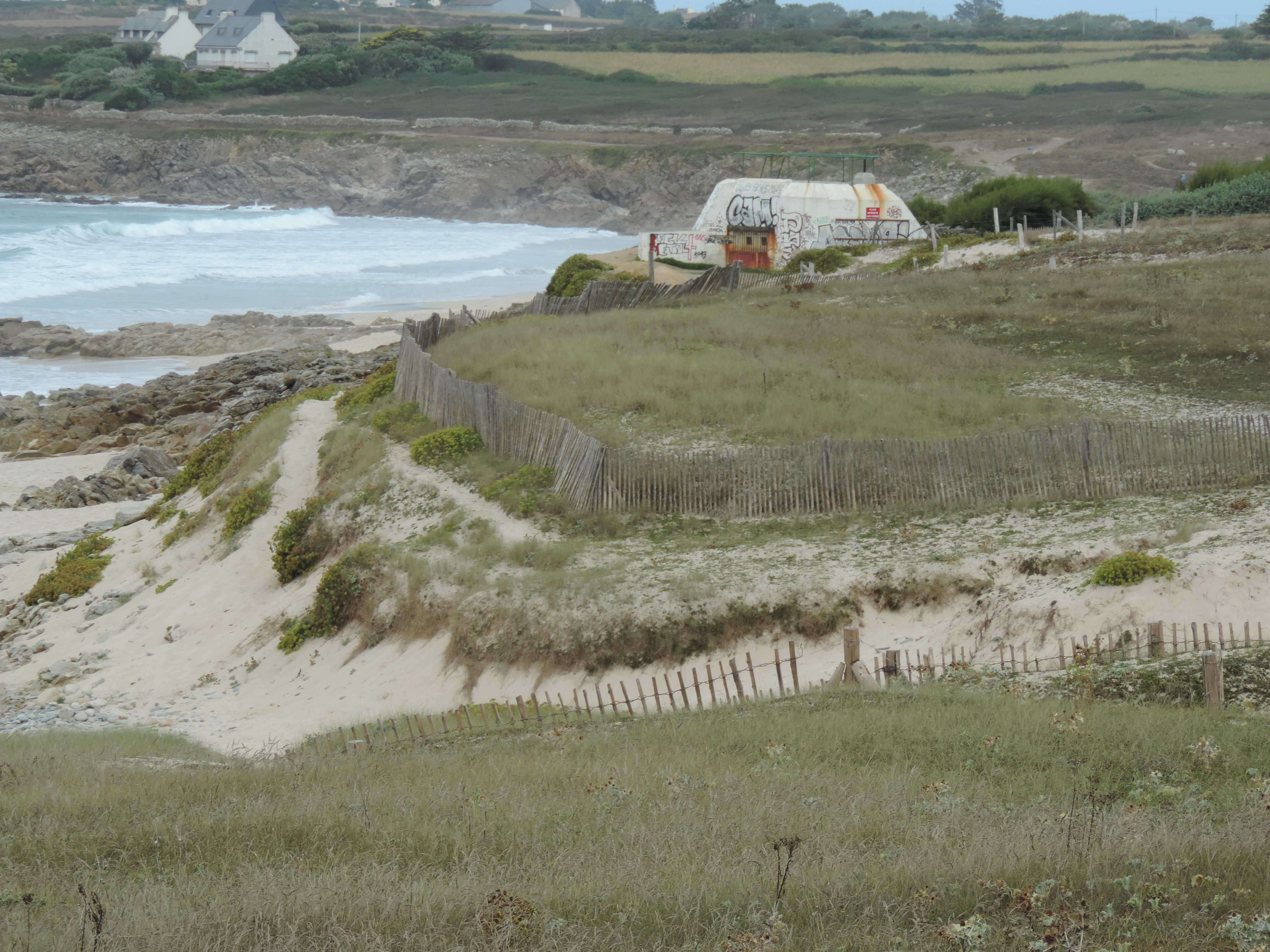
Blockhaus situé sur la dune dominant la plage de Trez Goarem.

### La seconde façade littorale d'Esquibien
Sa seconde façade littorale, très courte, située à l'est de la commune, donne sur la rive droite de la ria du Goyen à hauteur de Suguensou.

## Toponymie
Le nom de la localité est attesté sous les formes Esquebyen en 1317 et 1368, Esquebien en 1442, Esquibien en 1498.
Le nom d'Esquibien représente le pluriel eskibien de l'ancien breton escop « évêque » (> breton eskob). Il désignerait dans ce cas un fief épiscopal.
Le 4 juillet 2023 le conseil municipal de la commune nouvelle d'Audierne demande officiellement que la commune prenne le nom « Audierne-Esquibien ».
Eskivien ou an Eskibien en breton.

## Histoire

### Origines, Préhistoire et Antiquité
L'éperon barré de Suguensou, dominant la ria du Goyen, possédait trois remparts concentriques. Le site aurait aussi abrité non loin de là par la suite un camp romain, dit de Kervénennec, protégeant la voie romaine allant de Douarnenez à Audierne.
La paroisse est citée pour la première fois en 1110 ; son nom est orthographié Esquebyen en 1317 et en 1368, Esquibien en 1498. Elle aurait auparavant fait partie de la grande paroisse de l'Armorique primitive de Plogoff. Esquibien dépendait de l'évêché de Cornouaille. Audierne fut longtemps une simple trève d'Esquibien et n'en fut séparée que lors de la création des communes lors de la Révolution française.

« Entre la mer et le bourg d'Esquibien (...) s'étend une plaine de sable d'environ une demi-lieue en tous sens, et appelée Trez Goarem : "Le sable de la Garenne". Vers le centre, le sable s'élève doucement et forme un monticule arrondi dont le diamètre peut varier de 250 à 300 mètres, et la hauteur de 12 à 15 [mètres]. La tradition du pays veut que le bourg d'Esquibien, actuellement à 1 km [au] nord-est de la plaine, ait été anciennement assis sur cette éminence; et que les envahissements toujours croissants des sables en aient forcé les habitants à se retirer au lieu que le bourg occupe aujourd'hui. (...) Tout semble éloigner de l'esprit qu'un lieu si mort aujourd'hui ait été jamais habité. (...) J'ai acquis avec certitude que le Trez a été très anciennement occupé, d'abord par quelque tribu armoricaine, puis par une population gallo-romaine ; et j'ai tout lieu de penser que l'occupation s'est prolongée jusque dans le Moyen Âge. (...) »

L'auteur, Claude-Alexis Grenot, en donne pour preuve les sépultures (y compris un lec'h gisant renversé dans le sable) et poteries des diverses époques précitées qu'il trouva lors des fouilles qu'il réalisa vers 1870 et, pour le Moyen Âge, l'existence de la fontaine Saint-Onneau, désormais aux trois-quarts enfouie sous le sable, et qui est encore dénommée "fontaine paroissiale", ce qui s'explique par le fait que l'église paroissiale était primitivement à proximité, la tradition populaire affirmant d'ailleurs l'existence d'une chapelle, aujourd'hui détruite, à cet endroit.
Hyacinthe Le Carguet effectua lui aussi des fouilles à Trez Goarem en 1882 et y trouva diverses poteries anciennes dont il fit don au musée archéologique et des anciens costumes bretons de la ville de Quimper, de nos jours dénommé Musée départemental breton.
Hyacinthe Le Carguet a aussi décrit les monuments préhistoriques, disparus dans le courant du XIXe siècle ou avant, qui se trouvaient à la pointe de Lervily et aux alentours : le galgal de Bec-ar-Radennec, le peulvan de Créac'h (haut de 7 mètres), les deux dolmens de Keriapoc et le cimetière de Keroullou, qui dominait la mer, composé de deux tumuli d'époque néolithique qui renfermaient plusieurs sépultures à coffre.
La voie romaine allant de Civitas Aquilonia (Quimper) à la Pointe du Raz passait par le bourg d'Esquibien.

### Moyen Âge: la famille du Ménez
Hervé de Ker Hodierne est un seigneur quasi inconnu qui habitait Esquibien, mais qui est cité dans le Livre des Ostz qui date de 1294 à l'époque du duc Jean II de Bretagne. Hervé de Lézongar, né vers 1365 à Esquibien et décédé le 6 novembre 1402, possédait aussi à la fin du XIIIe siècle Pratanraz en Penhars et Le Huilguy en Plogastel-Saint-Germain.
La famille du Ménez était seigneur du dit-lieu, en Esquibien, et de Lézurec, en Primelin ; en 1424, Gestin du Ménez épousa Catherine de Lezongar ; la famille est présente aux réformations et montres de Cornouaille entre 1481 et 1562. Les seigneurs du Ménez s'opposèrent maintes fois aux évêques de Quimper, leur contestant la qualité de fondateurs de l'église Saint-Rumon d'Audierne et les privilèges qui en découlaient. René du Ménez finança au XVIe siècle la construction de la chapelle Saint-Tugen en Primelin dont il devint le seigneur prééminencier. Au XVIIe siècle Vincent du Ménez prit l'habit de capucin et fonda en 1657 le Couvent des Capucins d'Audierne. Gilles du Ménez, dernier descendant de cette famille, fut tué en duel en 1787 à Nantes.

### Époque moderne
En 1656 le recteur d'Esquibien signale le « péril qu'il y a de tomber (...) par défaut d'aplanissement des pierres tombales d'icelle église (...) composées de pierres de maçonnage sans règle, taille, ni piqûre ».
Le bourg était situé au XVIIe siècle sur les dunes de Trez Goarem, dans le sud de la commune, avant que l'accrétion éolienne dunaire n'ensevelisse le village, obligeant ainsi à déplacer le centre bourg et l'église plus au nord de la commune.
Le prédicateur Julien Maunoir prêcha une mission à Esquibien en 1669.
En 1741, une épidémie de dysenterie sévit : « Dans chacune des paroisses de Goulien, Plogoff, Esquibien, Plouinec, Plozévet, Mahelon, Poulan, Beuzet-Cap-Sizun, Pouldergat, Douarnenez, on compte le chiffre énorme de dix à douze morts par jour (...) En 1768, ce sont les paroisses de Plumelin, Cléden, Goulien, Esquibien et Plogoff qui sont envahies ».»

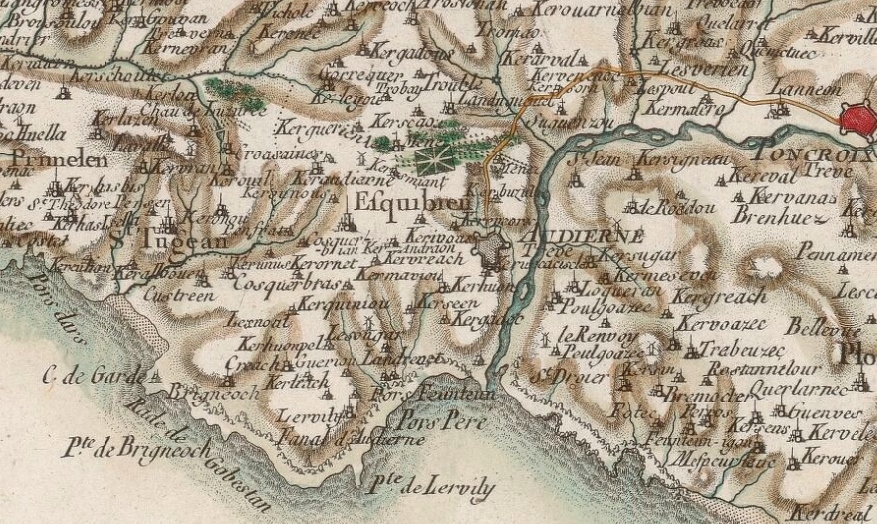
Carte de Cassini d'Esquibien et de ses environs (1786).

En 1759, une ordonnance de Louis XV ordonne à la paroisse d'Esquibien de fournir 17 hommes et de payer 111 livres pour « la dépense annuelle de la garde-côte de Bretagne ».
Jean-Baptiste Ogée décrit ainsi Esquibien en 1778 :

« Esquibien ; à 7 lieues un quart à l'ouest de Quimper, son évêché et son ressort ; à 46 lieues de Rennes et à 1 lieue de Pontcroix, sa subdélégation. Cette paroisse relève du Roi et compte 950 communiants, non compris ceux d'Audierne, sa trève. La cure est à l'alternative. Son territoire, borné au sud par la mer, est abondant en grains et pâturages ; c'est un pays montagneux [sic]. Les habitants sont presque tous marins ou pêcheurs. »

### Révolution française

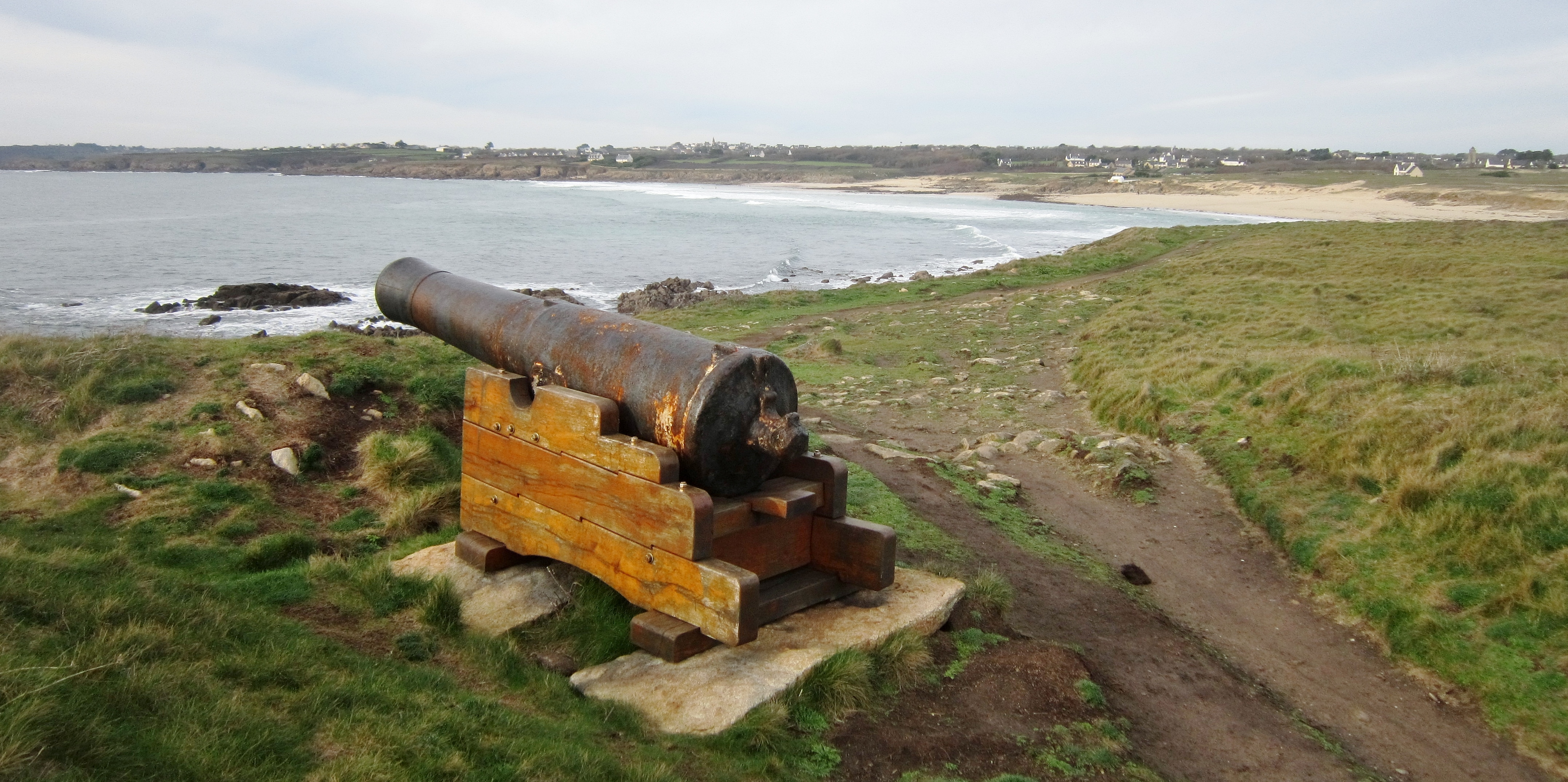
La pointe de Pen an Enez (avec un canon) et l'anse du Cabestan (avec la plage de Trez Goarem).

La loi du 12 septembre 1791 « relative à la circonscription des paroisses du district de Pont-Croix » donne à la paroisse d'Esquibien comme succursales Primelin, Audierne et l'Île-de-Sein.

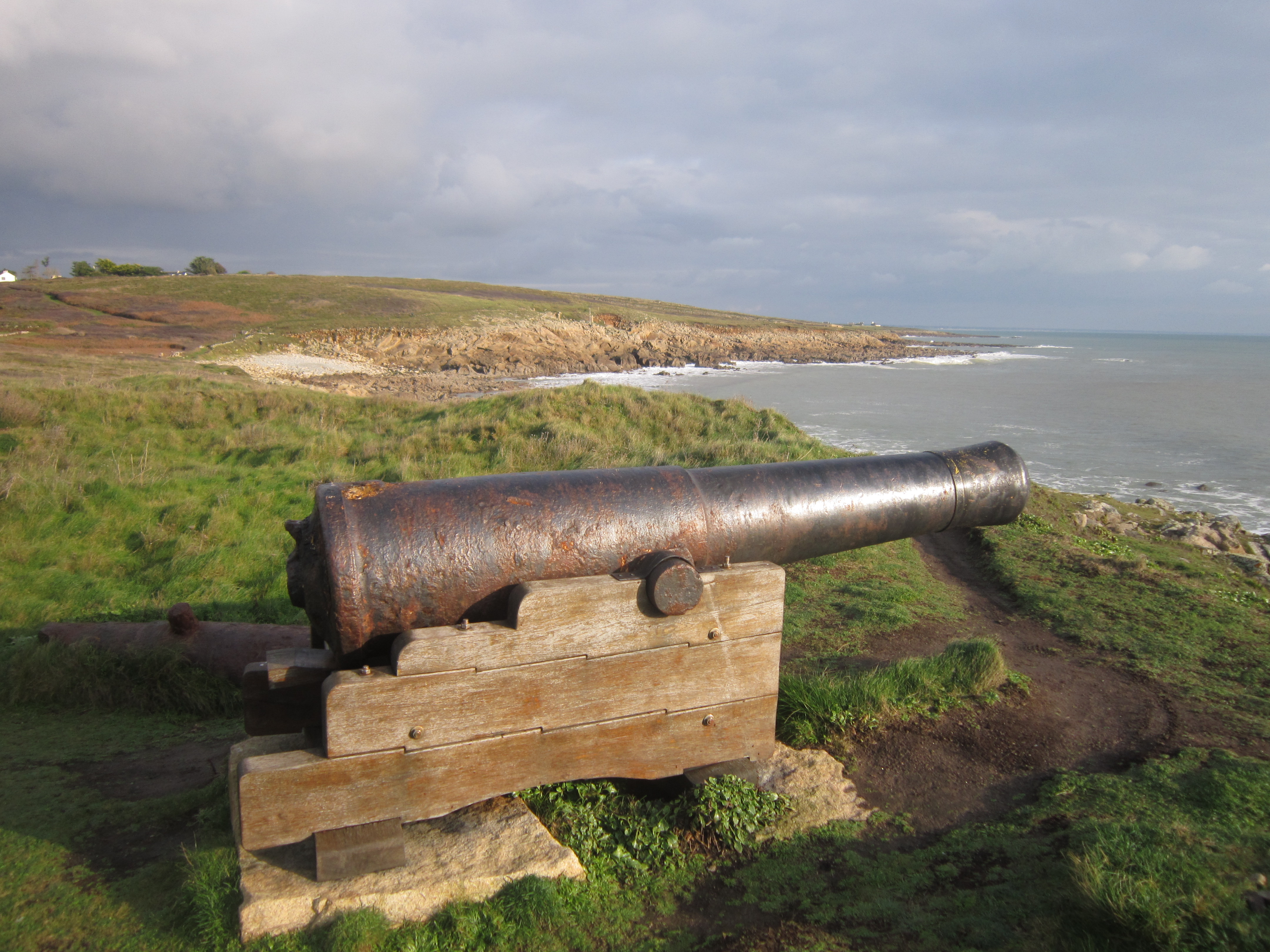
Canon (placé récemment) sur le site de l'ancienne batterie de Pen an Enez.

René Grascoeur, alors recteur d'Esquibien, devint en 1791 le premier maire de la commune ; il prêta d'abord serment de fidélité à la Constitution civile du clergé, devenant donc prêtre constitutionnel, mais se rétracta ensuite et fut alors poursuivi comme prêtre réfractaire, mais resta ensuite recteur d'Esquibien jusqu'à sa mort en 1807.
À la pointe de Pen an Enez, un simple corps de garde édifié à la fin du XVIe siècle est transformé en 1793 en une batterie pour défendre l'anse du Cabestan, face à l'ennemi anglais : l'aménagement est sommaire, il consiste en un muret de pierres formant enceinte au nord et à l'ouest et une levée de terre au sud et à l'est ; à l'intérieur de cette enceinte on trouve un corps de garde, une poudrière, une guérite et deux canons de 18 livres. L'effectif est de 16 hommes, des habitants de la région à qui l'on a imposé l'impopulaire et ingrat service de garde-côtes.

### LeXIXesiècle
Le 10 mars 1832, le maire d'Esquibien prit un arrêté municipal interdisant d'aller chercher la nuit du goémon-épave sur le littoral de la commune.
L'épidémie de choléra de 1832-1833 fit 20 décès et celle de 1865 7 décès à Esquibien.

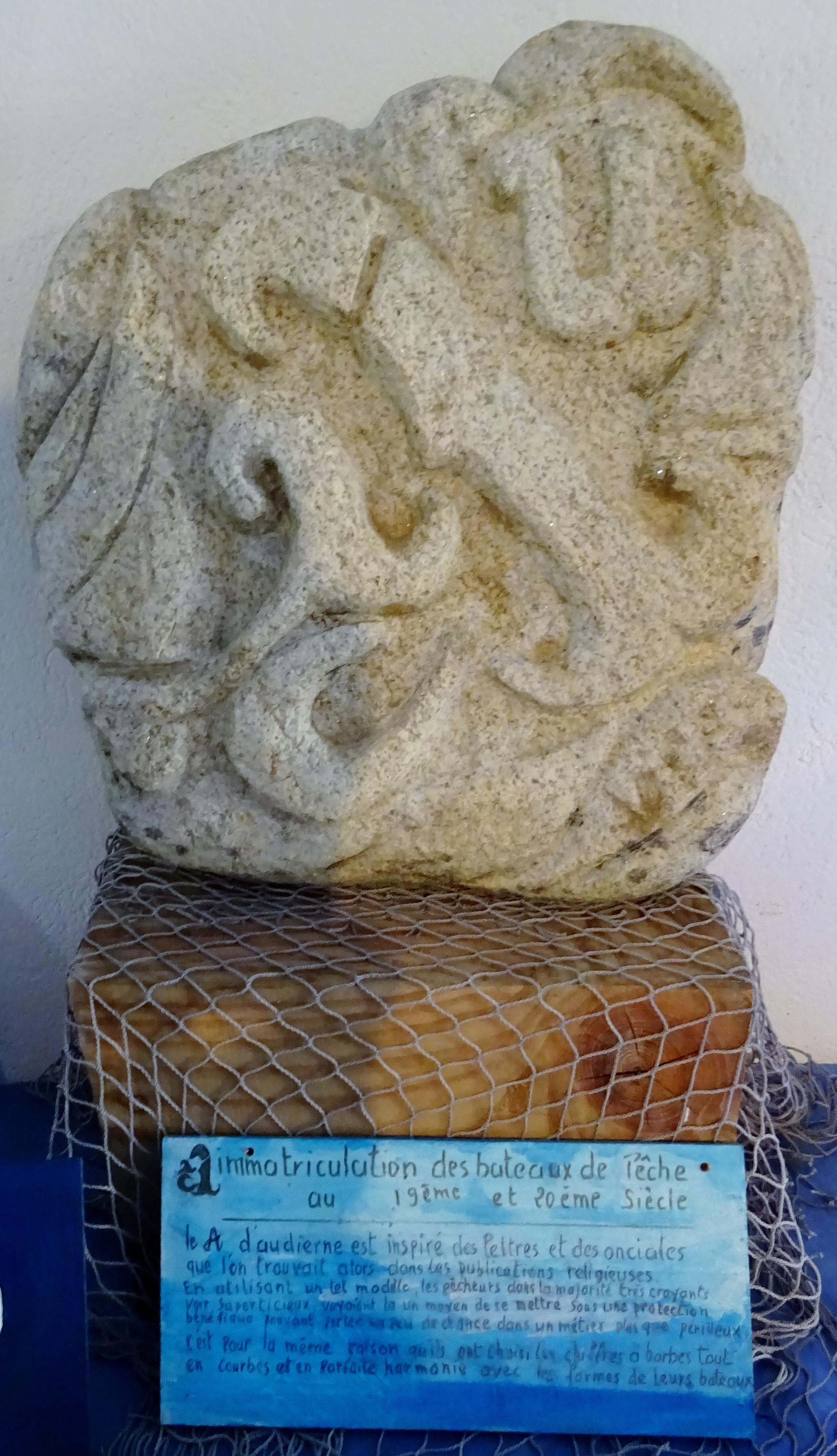
Lettre "A" du début d'immatriculation des bateaux de pêche du quartier maritime d'Audierne au XIXe et début XXe siècle (exposition chapelle Sainte-Évette d'Esquibien).

A. Marteville et P. Varin, continuateurs d'Ogée, décrivent ainsi Esquibien en 1843 :

« Esquibien : commune formée de l'ancienne paroisse de ce nom, moins sa trève Audierne ; aujourd'hui succursale. (...) Principaux villages : Kervéoc, Kergadou, Keraudierne, Tromas, Landuguentel, Kermaviou, le Bourg, Kerboul, Lervily, Cosquer. Maisons remarquables : Kerouarné, Grand-Menez. Superficie totale : 1 541 hectares, dont (...) terres labourables 890 ha, prés et pâturages 83 ha, bois 53 ha, vergers et jardins 4 ha, landes et incultes 453 ha (...). Moulins : 7 (de Penbil, de Keraudierne, Cosquer, Ar-Menez, Lesongar, Lervily, à vent ; de Penbil, à eau). Outre l'église d'Esquibien, il y a dans cette commune deux chapelles : l'une, de Sainte-Evette, au sud et au village de Landrevette : l'autre, de Sainte-Brigitte, au nord-est et au village de Landuguentel. Il y a pardon aux fêtes patronales. La petite fontaine de Saint-Therneau, dans les sables de Trescouren, est l'objet de la vénération des habitants. L'agriculture de cette commune tire un grand profit du goémon. Plus de 20 000 charretées de cet engrais sont recueillies chaque année ; on en emploie de 35 à 40 par journal. Sans le goémon les cultivateurs d'Esquibien seraient d'autant plus malheureux que, le bois de chauffage étant fort rare, ils sont forcés d'aller chercher au loin les mottes de landes que leur fournissent les communes de Poullan et de Beuzec, ou de se servir du fumier pour en faire, avec la balle d'avoine, le teillage de chanvre, ou la sciure de bois, des mottes combustibles. L'élève des porcs est une des principales industries des cultivateurs d'Esquibien ; il se fait aussi des élèves de moutons. Les céréales réussissent bien dans le sol de cette commune ; on en fait quelques exportations. La route royale n° 165, dite de Nantes à Audierne, traverse Esquibien du nord au sud. Géologie : constitution généralement granitique. On parle le breton. »

Yves-Marie Friant, soldat au 91e de ligne, fut blessé pendant la Campagne d'Italie en 1859-1860.

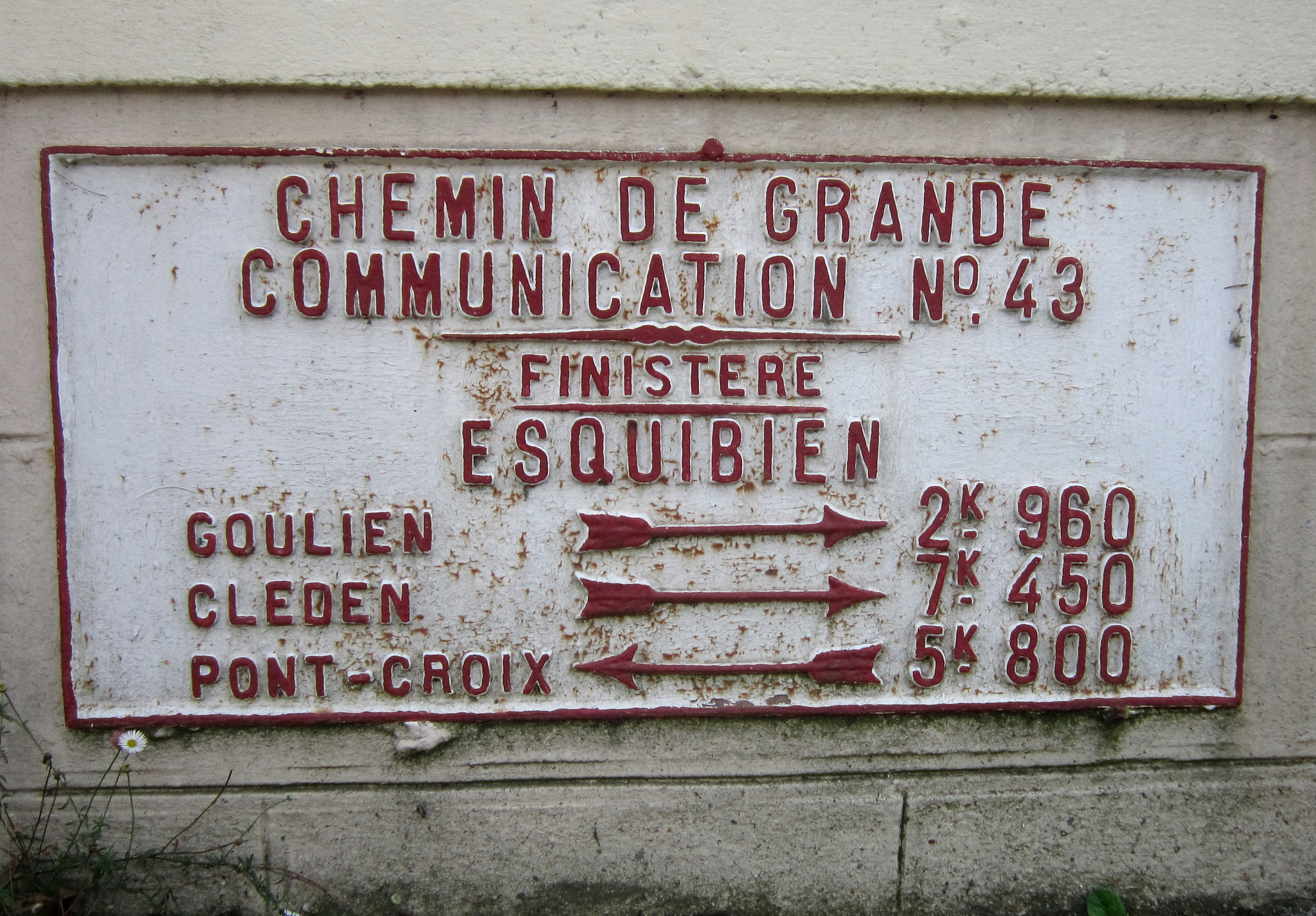
Ancien panneau routier du "Chemin de grande communication" n°43 (au carrefour avec le "Chemin vicinal ordinaire" n°3).
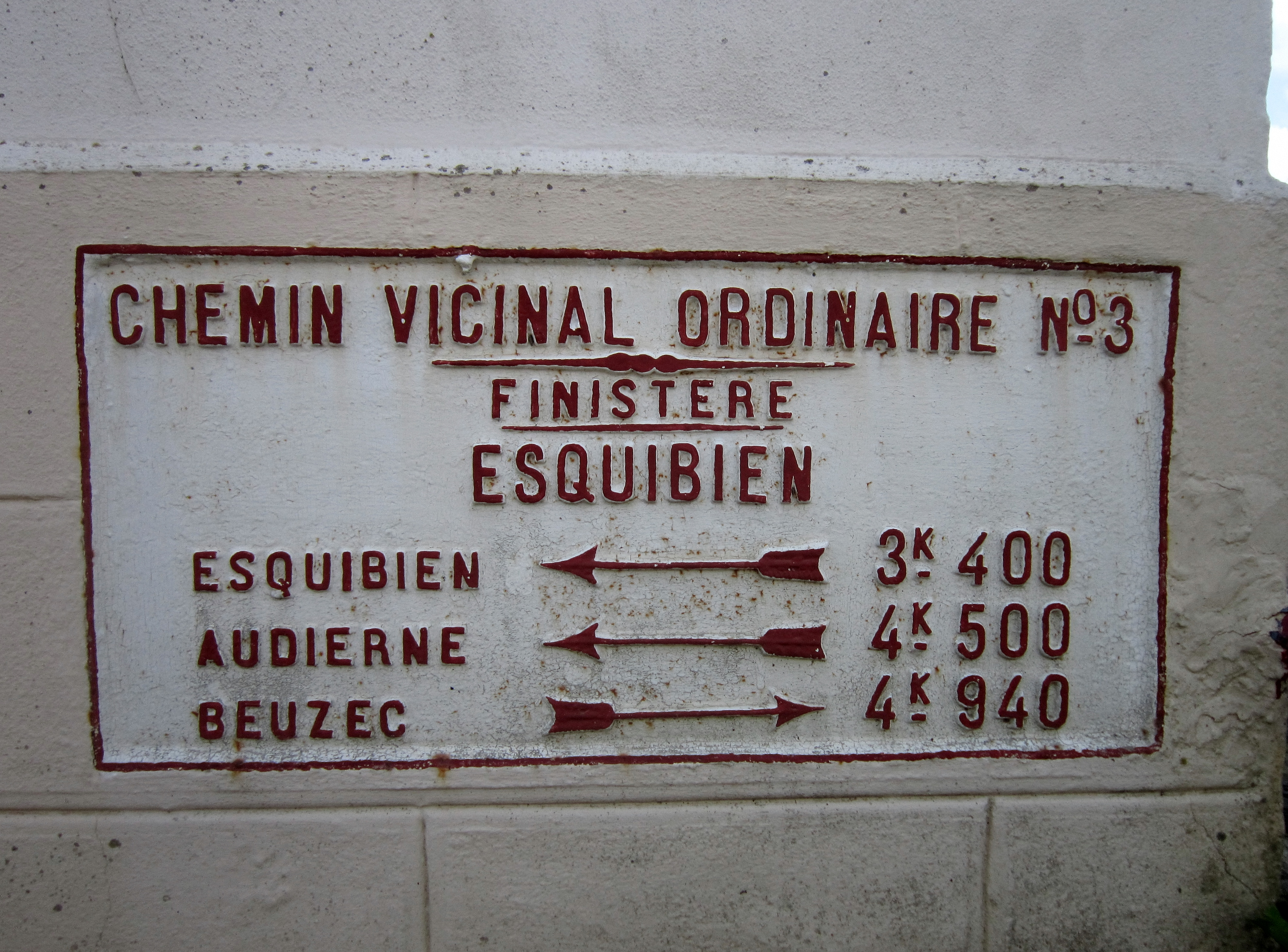
Ancien panneau routier du "Chemin vicinal ordinaire" n°3 (au carrefour avec le "Chemin de grande communication" n°43).

Un rapport du Conseil général du Finistère indique en août 1880 qu'Esquibien fait partie des 27 communes de plus de 500 habitants du Finistère qui n'ont encore aucune école de filles.

### LeXXesiècle

#### La Belle Époque
Le 20 janvier 1901 le vicomte Alain Le Gualès de Mézaubran demanda « la concession de mines de houille, schistes bitumineux, anthracite, lignite ou pétrole » qui pourraient se trouver sur les communes de Cléden-Cap-Sizun, Plogoff, Primelin, Esquibien, Audierne, Plouhinec, Pont-Croix et Goulien.
Le 9 janvier 1903, Le Couic, recteur d'Esquibien, fait partie des 31 prêtres du diocèse de Quimper dont les traitements sont retenus par décision du gouvernement Combes « tant qu'ils ne feront pas emploi de la langue française dans leurs instructions et l'enseignement du catéchisme » car ils utilisaient le breton.
La tempête de février 1914 provoqua des dégâts importants à Esquibien, provoquant notamment la chute du calvaire de Custrein : « Incliné depuis quelque temps déjà, il n'a pu résister au terrible choc de l'ouragan. La partie supérieure s'est descellée et le Christ en pierre s'est brisé en tombant sur les arches du piédestal ».

#### La Première Guerre mondiale

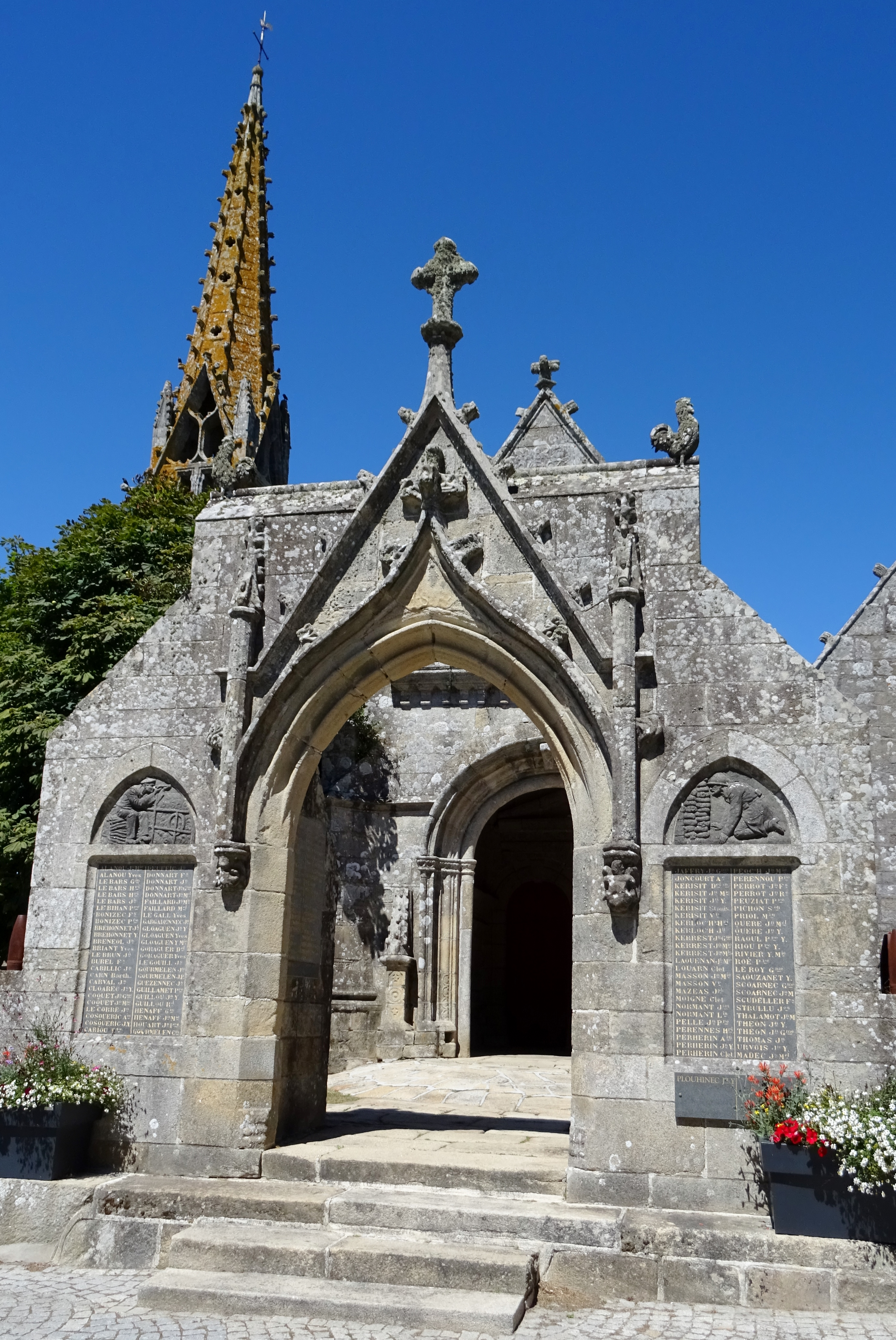
L'église paroissiale Saint-Onneau : la porte triomphale de l'enclos paroissial, transformée en monument aux morts.

Le monument aux morts d'Esquibien, édifié en 1921 par l'architecte Charles Chaussepied (la sculpture est d'Hortense Tanvet) porte les noms de 99 soldats et marins morts pour la France pendant la Première Guerre mondiale : 7 au moins (Yves Brehonnet, Jean Breneol, Yves Gloaguen, Pierre Guillamet, Joseph-René Le Bars [lequel a témoigné de sa vie au front dans un carnet de guerre conservé par sa famille], Jean Le Corre, Simon Pichon) sont des soldats morts en Belgique ; 11 au moins sont des marins morts en mer (Jean Cabillic, Jean Faillard, Jean Houart, Jean Le Brun, Clet Louarn, Victor Masson, Joachim Normant, Alain Perhirin, Mathieu Priol, Pierre Raoul, Yves Roe). Jean Donnart est mort en Turquie en 1915 lors de la Bataille de Sedd-Ul-Bahr. Deux soldats sont morts dans le cadre de l'expédition de Salonique (Guillaume Le Roy, mort en Serbie en 1916 ; Louis Normant, mort en Grèce en 1918) ; la plupart des autres sont décédés sur le sol français.
Le choix de l'édifier sur la porte triomphale de l'enclos paroissial fut vivement contesté, notamment par l'écrivain et journaliste André Billy :

« Comme presque toutes les communes de cette partie de la Bretagne, Esquibien possède une église du XVIe siècle dont la flèche ajourée et fleurie s'effile délicatement dans le ciel. (...) L'église d'Esquibien offre la particularité d'avoir un beau porche roman. Un très beau porche, je vous assure (...). Par malheur, beaucoup de gars d'Esquibien sont morts à la guerre, sur terre et sur mer. Pour perpétuer leur mémoire, les survivants d'Esquibien ont voulu élever un monument. Alors quelqu'un du conseil municipal a eu l'idée de dresser ce monument devant le porche de l'église et de lui donner la forme d'un portail gothique dont les piliers porteraient, gravés, les noms des morts, avec un médaillon représentant un marin et un autre médaillon représentant un poilu. (...) Le beau porche roman de l'église d'Esquibien est irréparablement disgracié. »

#### L'Entre-deux-guerres
Jean-Yves Deuffic, ouvrier-maçon, violemment blessé à coups de crosse par les forces de l'ordre à Brest lors d'une manifestation ouvrière le 8 août 1935, décéda des suites de ses blessures et fut inhumé à Esquibien.
Jean Perrot, radical-socialiste, devint maire d'Esquibien en 1925 ;il fut conseiller d'arrondissement, conseiller général et député de 1932 à 1940 ; il refusa de voter les pleins pouvoirs au maréchal Pétain en 1940.
Dans la nuit du 3 février 1933 , l'Estrid, un cargo danois, commandé par le capitaine Nielsen, faisait route pour doubler la chaussée de Sein. Perdu dans la brume, le vapeur s’échoua dans la nuit sur le platier rocheux de Karreg Beuzec, près de la Pointe de Lervilly, à quelques centaines de mètres à peine du rivage. Les signaux lumineux et le beuglement de la sirène du cargo attirèrent l’attention des guetteurs du sémaphore de la pointe de Lervilly. L’évacuation de l’équipage se fit au moyen d’un système de va-et-vient ; le bateau se disloqua les jours suivants et sa cargaison d'oranges se répandit de Plogoff à Plouhinec, faisant le bonheur de toute la population de la région.
On prélevait alors des matériaux le long du littoral : par exemple en 1934 le maire d'Esquibien reçoit l'autorisation d'extraire pendant 16 jours 12 m³ de galets à Lervily et au Loch (en Primelin) et un particulier, Daniel Perrot, 2 m³ de graviers à Lervily.

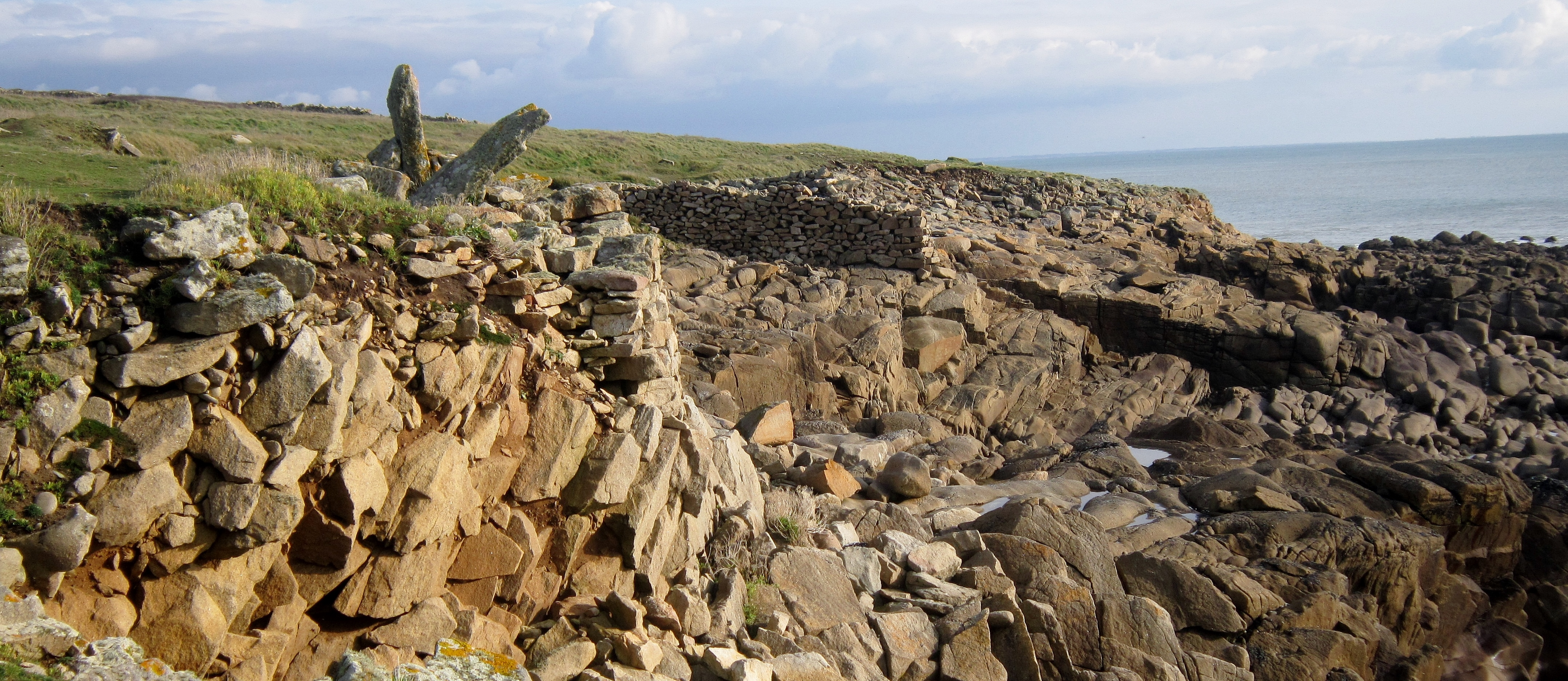
Vestiges de l'exploitation goémonière en sommet de falaise : murets de pierre et pierres debout servant d'appui aux mâts de levage (au sud de Kernod).

Le ramassage du goémon était alors une activité très importante dans touts les communes de la partie sud du Cap Sizun.

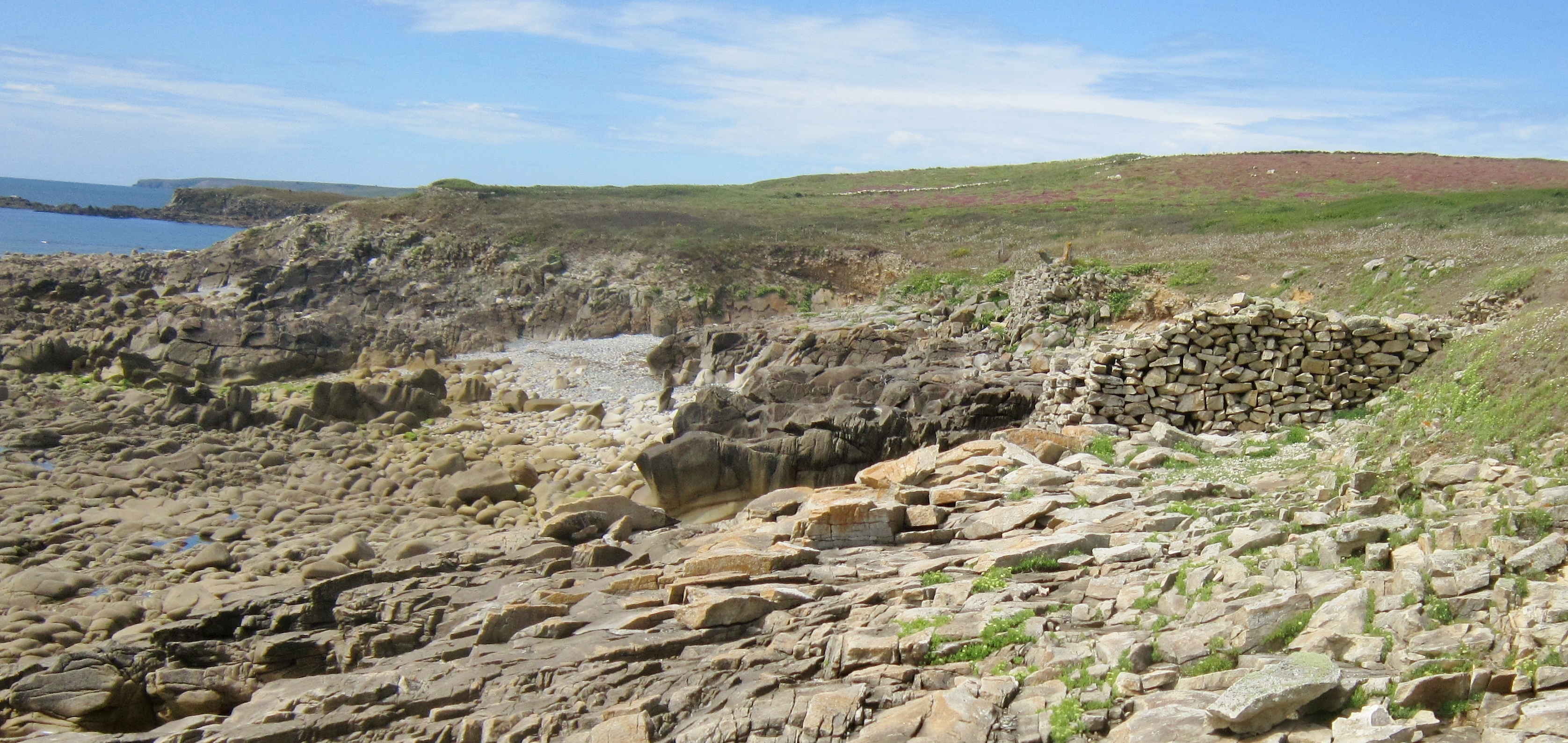
Vestiges d'un muret d'exploitation goémonière entre Trez Goarem et Porstarz.
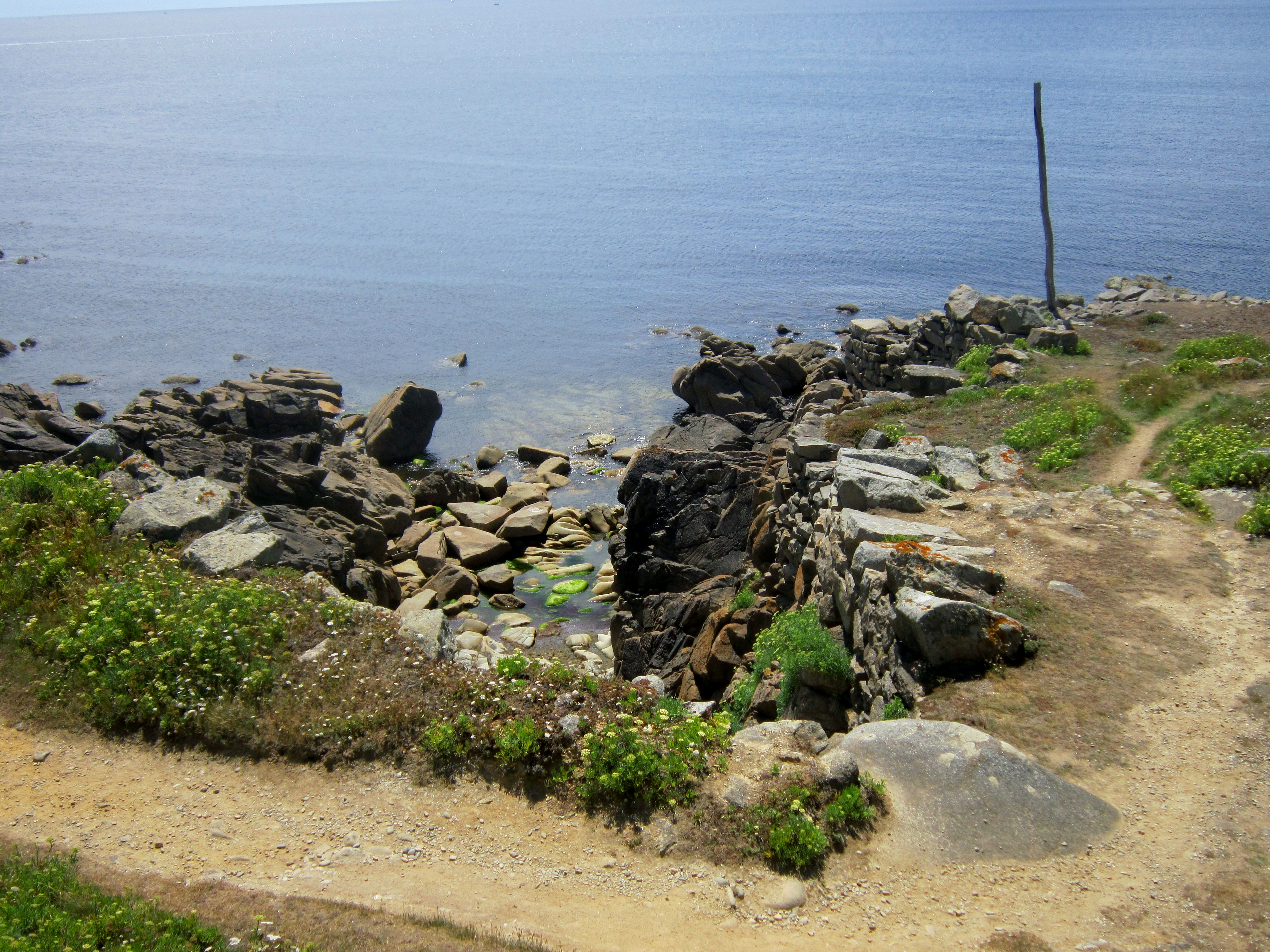
Vestiges d'un muret d'exploitation goémonière entre Trez Goarem et Porstarz avec un mât de levage encore debout.
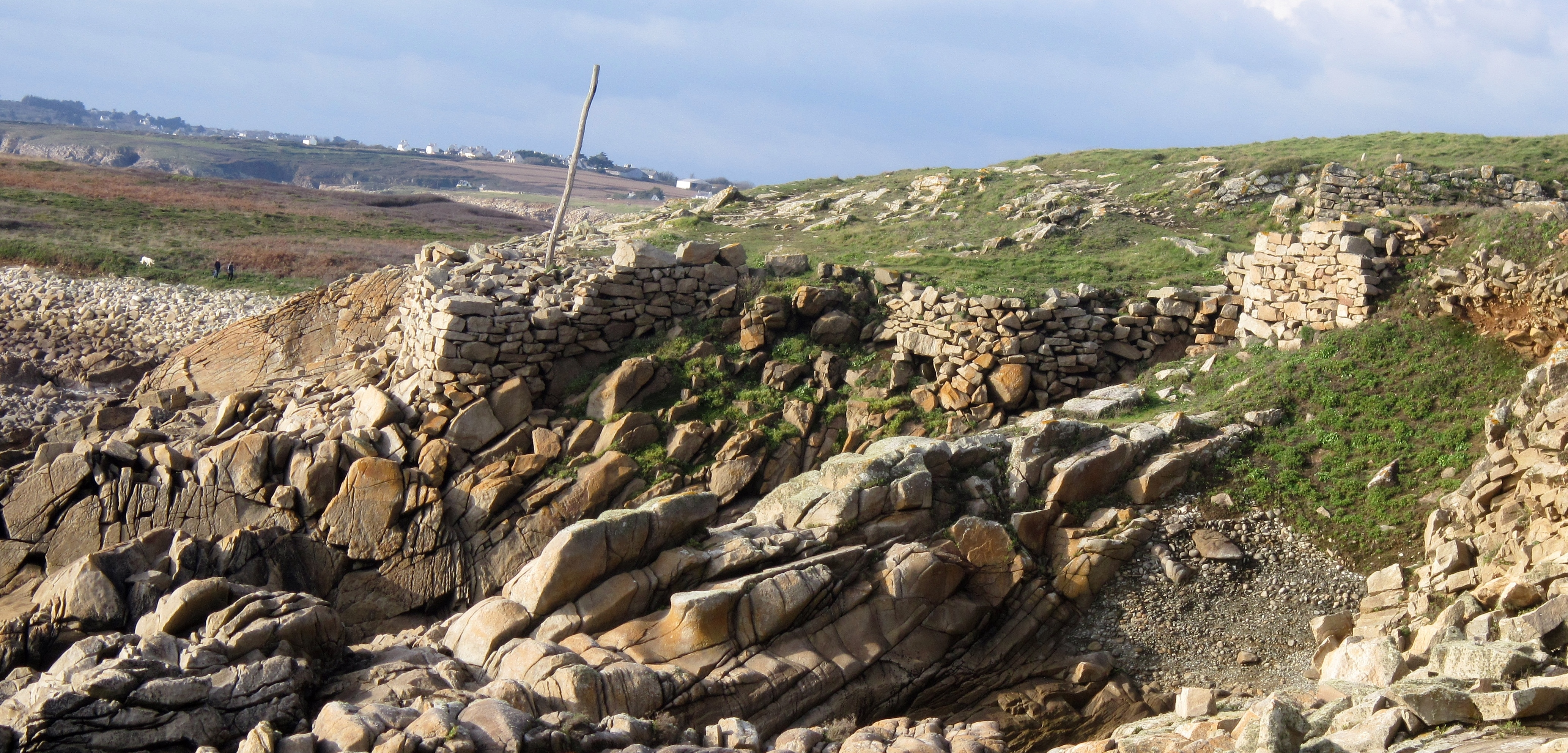
Vestiges d'exploitation goémonière (murets de pierre et mât de levage encore debout) au sud de Kernod (site du Lennac'h).
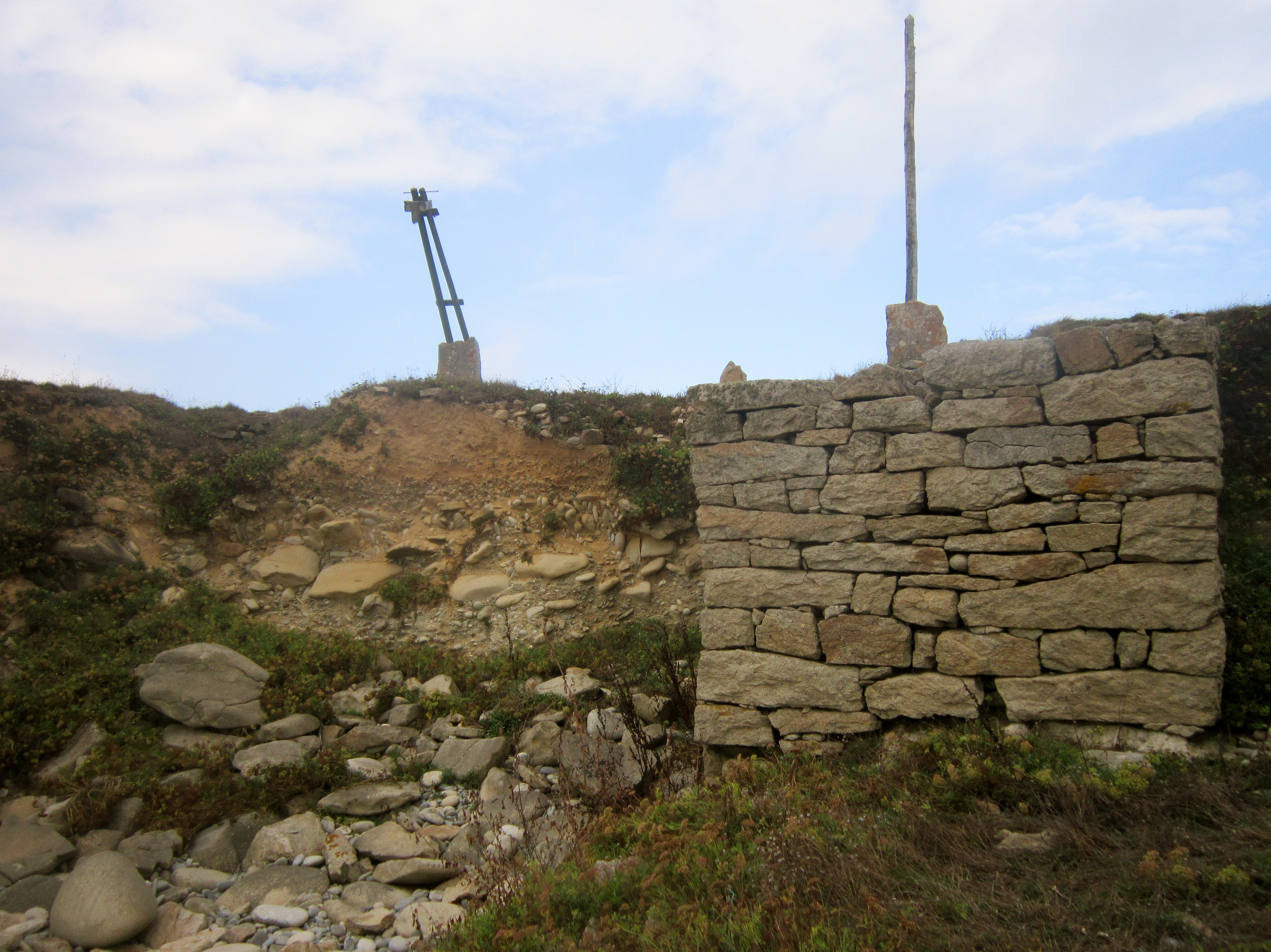
Vestiges d'exploitation goémonière (murets de pierre et mât de levage encore debout) au sud de Kernod (site du Lennac'h).
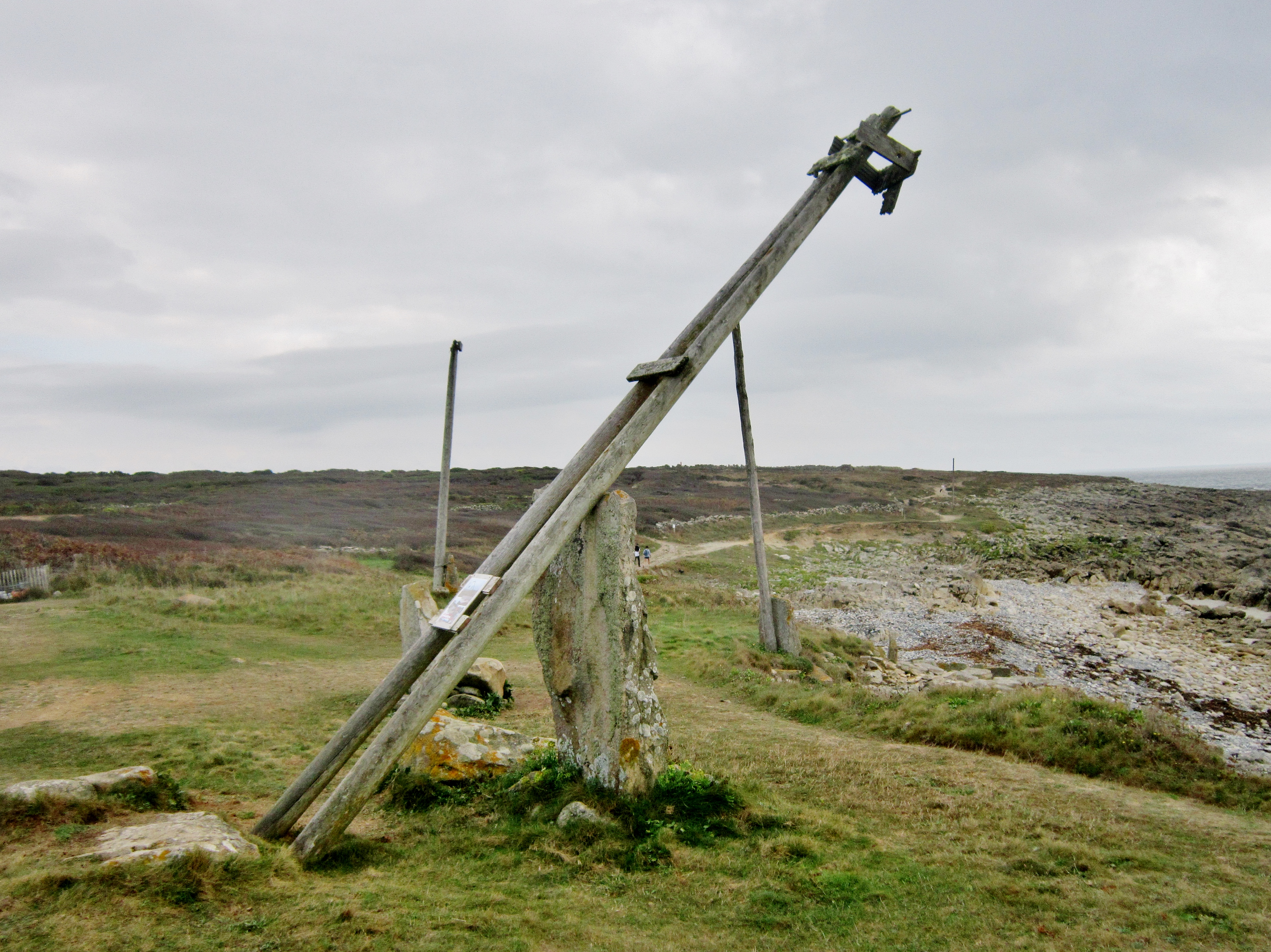
Mât de levage pour la récolte du goémon au sud de Kernod(site du Lennac'h).
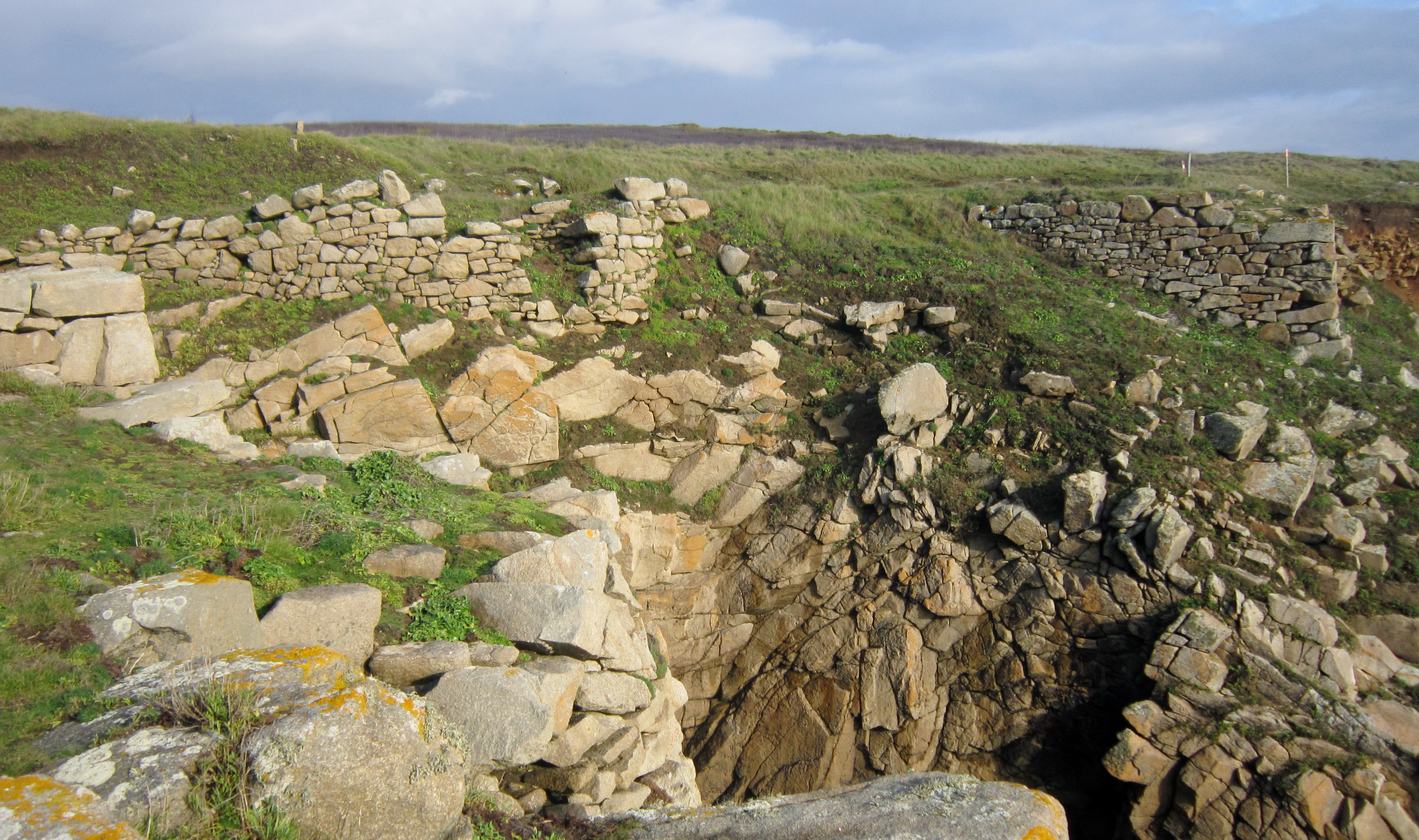
Vestiges d'exploitation goémonière (murets de pierre) au sud de Kernod (site du Lennac'h).
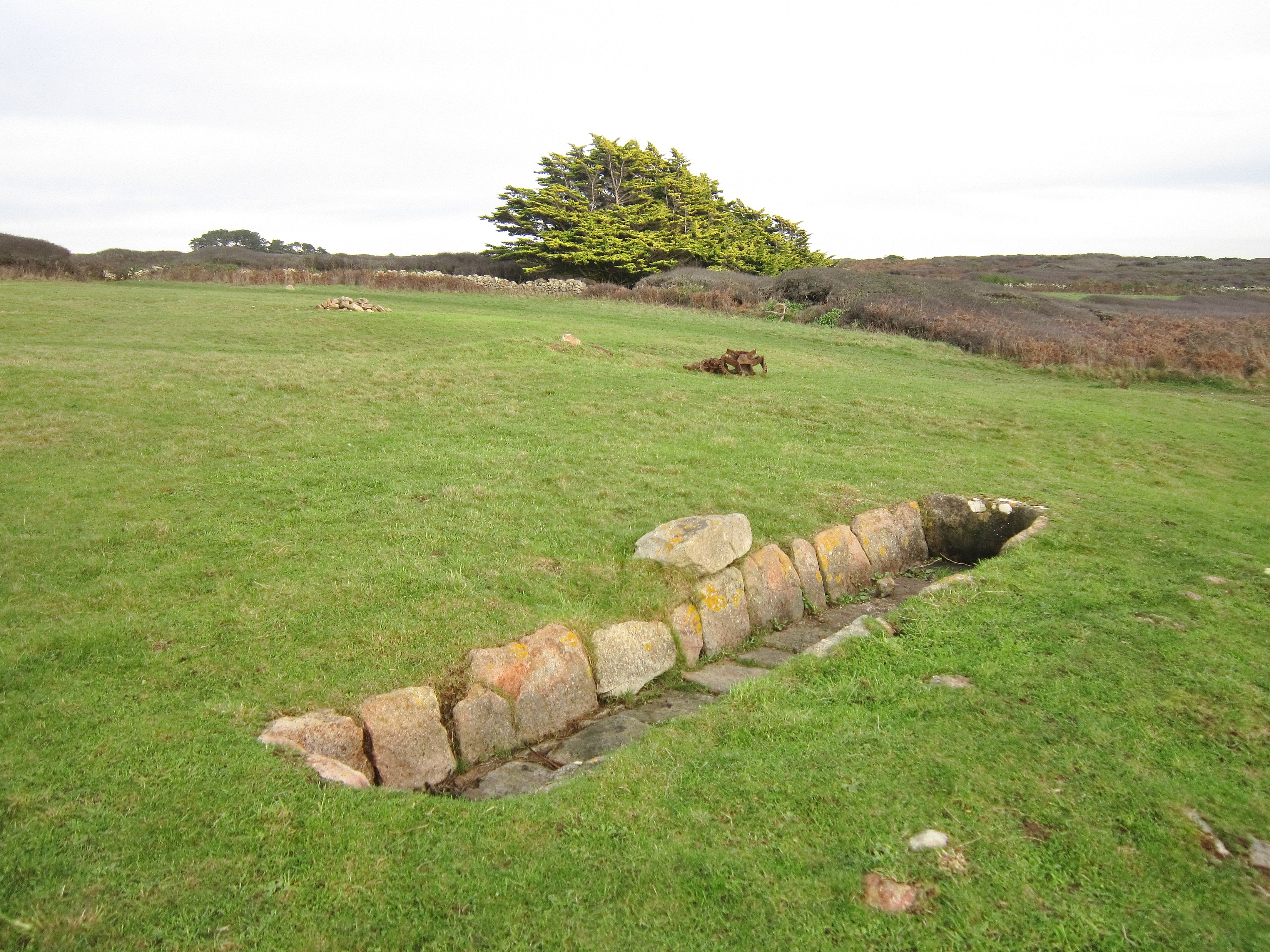
Four à goémon (rénové) et enrouleur d'un treuil permettant de remonter le goémon à Lennac'h.

#### La Seconde Guerre mondiale

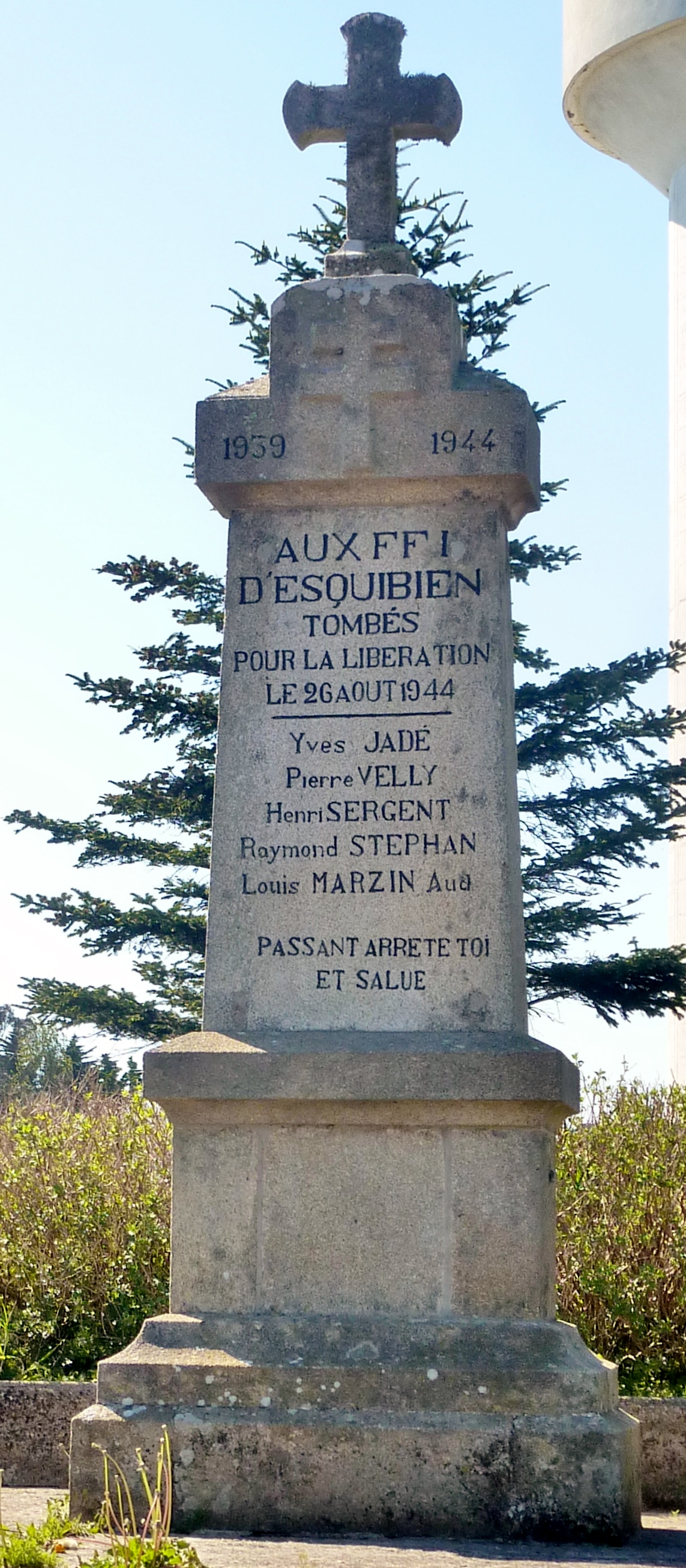
Le monument à la mémoire des combattants FFI d'Esquibien morts pour la France le 26 août 1944.

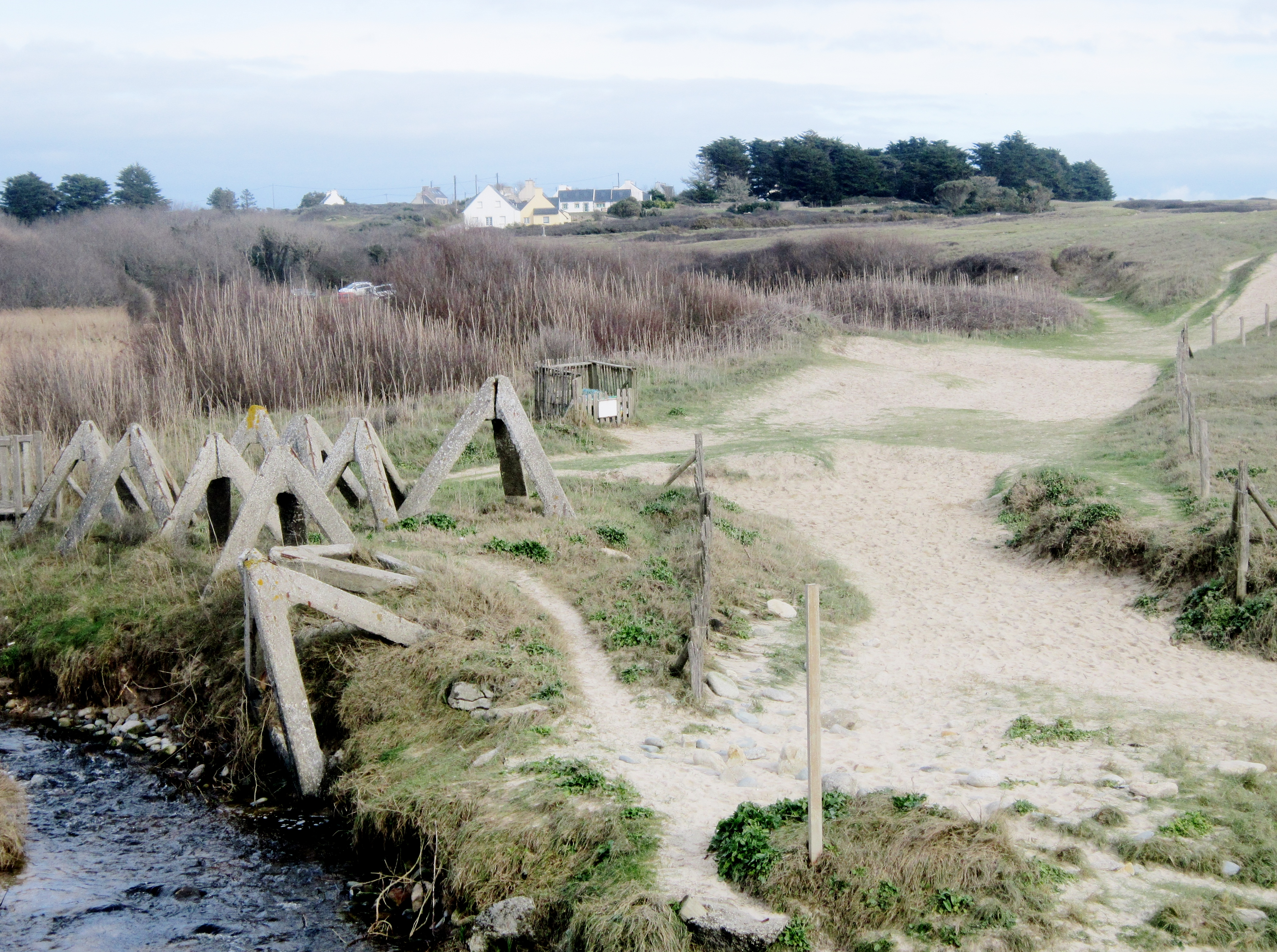
Chevaux de frise datant de la Seconde Guerre mondiale au nord-ouest de la plage de Trez Goarem.

Pendant la Seconde Guerre mondiale, l'occupation allemande commence le 20 juin 1940 à Esquibien. Dès 1942, l'organisation Todt édifie de part et d'autre de la ria du Goyen deux bastions, l'un à l'est sur la rive gauche à Beg ar Grougn en Plouhinec, l'autre à l'ouest sur la rive droite à Lezongar en Esquibien qui comprend 17 casemates et où s'installent environ 300 soldats allemands, qui reçurent en février 1944 la visite du maréchal Rommel.
Le 5 août 1944, face à l'approche des troupes américaines, les Allemands abandonnent Audierne, endommageant par des mines qu'ils font exploser avant leur départ les quais du port, et se réfugient à Lezongar. Le lendemain les canons de Lezongar bombardent Audierne et les Allemands, ainsi que des éléments de l'armée Vlassov, qui tentent en vain de reprendre la ville, renonçant après cinq heures de combats violents. Le 8 août 1944, les Allemands qui occupaient la station radar de Lescoff et les autres installations militaires situées près de la Pointe du Raz se réfugient à leur tour à Lezongar après avoir incendié le sémaphore ainsi que l'hôtel du Raz de Sein. Le 14 août 1944, un commando venu de Brest renforce la garnison de Lezongar après avoir débarqué sur la plage de Pors Lesven en Beuzec-Cap-Sizun et le 25 août 1944, les Allemands de la place forte de Beg ar Grougn l'abandonnent et se réfugient à leur tour à Lezongar. Le 26 août 1944, les Allemands, qui manquent de nourriture, tentent une sortie afin de permettre à environ 300 d'entre eux de gagner le réduit allemand de la presqu'île de Crozon, mais ils sont attaqués par environ 400 résistants : les combats près de la plage de Pors Lesven durent environ huit heures et font plusieurs morts dans les deux camps et environ 250 allemands sont faits prisonniers et conduits à Pont-Croix. Une erreur tragique fait périr six résistants mitraillés par l'aviation américaine sur la route de Douarnenez. Lezongar est alors totalement assiégé par 500 à 600 résistants FFI venus de toute la région du Cap Sizun et leurs différentes tentatives de sortie les jours suivants échouent. Alors que les garnisons allemandes de Brest et de la presqu'île de Crozon se rendent le 18 septembre 1944, les Allemands réfugiés à Lezongar poursuivent les combats jusqu'au 20 septembre 1944 et ne se rendent que dans l'après-midi après avoir été attaqués dès le matin par des chars américains venus de Brest. Environ 300 soldats allemands sont faits prisonniers, conduits à pied jusqu'à Audierne où ils sont embarqués dans des GMC des troupes américaines. Lezongar fut le dernier bastion allemand à être libéré dans le Finistère.
En août et septembre 1944, des combats navals se sont aussi déroulés en Baie d'Audierne non loin d'Esquibien à plusieurs reprises : dans la nuit du 11 au 12 août 1944, trois navires allemands sont attaqués par des destroyers anglais et canadien et en partie endommagés, l'un d'entre eux s'échouant ensuite près de Tréguennec face à l'usine allemande de galets ; le 17 septembre 1944, un navire anglais qui ouvrait le feu sur le réduit allemand de Lezongar est endommagé par la riposte allemande.
Le monument aux morts d'Esquibien porte les noms de 34 personnes mortes pour la France pendant la Seconde Guerre mondiale ; parmi elles (la liste n'est pas exhaustive) plusieurs marins : Joseph Goraguer est mort accidentellement le 7 septembre 1939 à bord du torpilleur Bourrasque ; Jean Briant et Pierre Kerloch, marins sur le cuirassé Bretagne, ont été tués le 3 juillet 1940 lors de attaque anglaise de Mers el-Kébir ; Jean Gouill est mort le 23 septembre 1940 lors du naufrage du contre-torpilleur L'Audacieux près de Dakar dû à son combat contre le HMAS Australia ; Yves Claquin, maître mécanicien à bord du sous-marin Le Héros coulé le 7 mai 1942 par les avions du porte-avion anglais HMS Illustrious en baie de Diego-Suarez (Madagascar) ; Jean Le Bars, victime du naufrage le 10 novembre 1942 du torpilleur Fougueux au large du Maroc ; François Demazières ; officier mécanicien à bord du baliseur Émile Allard, est disparu en mer le 14 avril 1943, son bateau étant coulé par une escadrille de la RAF qui croyait avoir affaire à un bateau allemand ; deux au moins (Jean Pichavant, Henri Roe) sont des soldats morts au Viêt-Nam en 1945 ; Yves Jade, Louis Marzin (d'Audierne), Henri Sergent, Raymond Stéphan et Pierre Velly sont 5 résistants FFI tués le 26 août 1944 à Esquibien ; Yves Normant, résistant, est mort en déportation le 23 avril 1945 ; des victimes civiles sont aussi à déplorer, par exemple Marie-Jeanne Brehonnet, Corentin Friant, J. Vincent Kersaudy, Alain et Pierre Moign, Pierre Pichon.

#### L'après Seconde Guerre mondiale
Quatre soldats (Pierre Guibon, Corentin Keravec, Pierre Keravec, Jacques Le Lay) originaires d'Esquibien sont morts pendant la Guerre d'Indochine et deux (Yves Kerisit, Pierre Lemonnier) pendant la Guerre d'Algérie.

## Démographie
| 1793  | 1800  | 1806  | 1821  | 1831  | 1836  | 1841  | 1846  | 1851  |
| ----- | ----- | ----- | ----- | ----- | ----- | ----- | ----- | ----- |
| 1 341 | 1 387 | 1 199 | 1 528 | 1 599 | 1 697 | 1 759 | 1 900 | 2 007 |

| 1856  | 1861  | 1866  | 1872  | 1876  | 1881  | 1886  | 1891  | 1896  |
| ----- | ----- | ----- | ----- | ----- | ----- | ----- | ----- | ----- |
| 1 990 | 2 078 | 2 074 | 2 001 | 2 077 | 2 141 | 2 106 | 2 247 | 2 412 |

| 1901  | 1906  | 1911  | 1921  | 1926  | 1931  | 1936  | 1946  | 1954  |
| ----- | ----- | ----- | ----- | ----- | ----- | ----- | ----- | ----- |
| 2 520 | 2 644 | 2 529 | 2 317 | 2 198 | 2 131 | 2 151 | 2 020 | 2 033 |

| 1962  | 1968  | 1975  | 1982  | 1990  | 1999  | 2007  | 2012  | 2013  |
| ----- | ----- | ----- | ----- | ----- | ----- | ----- | ----- | ----- |
| 2 011 | 1 955 | 1 957 | 1 970 | 1 911 | 1 611 | 1 548 | 1 591 | 1 593 |

## Politique et administration

### Liste des maires

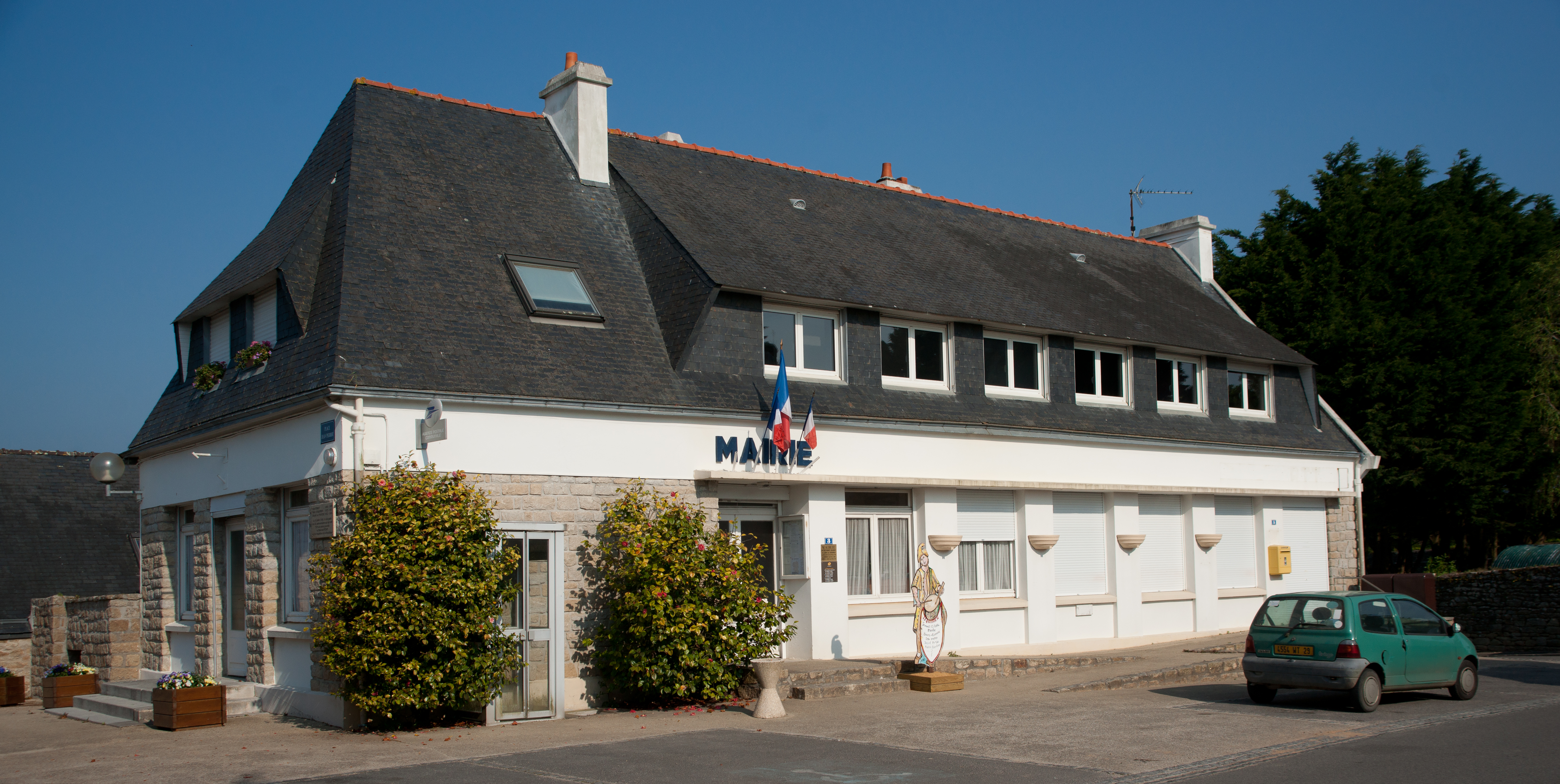
L'hôtel de ville et l'agence postale d'Esquibien (avant les travaux)

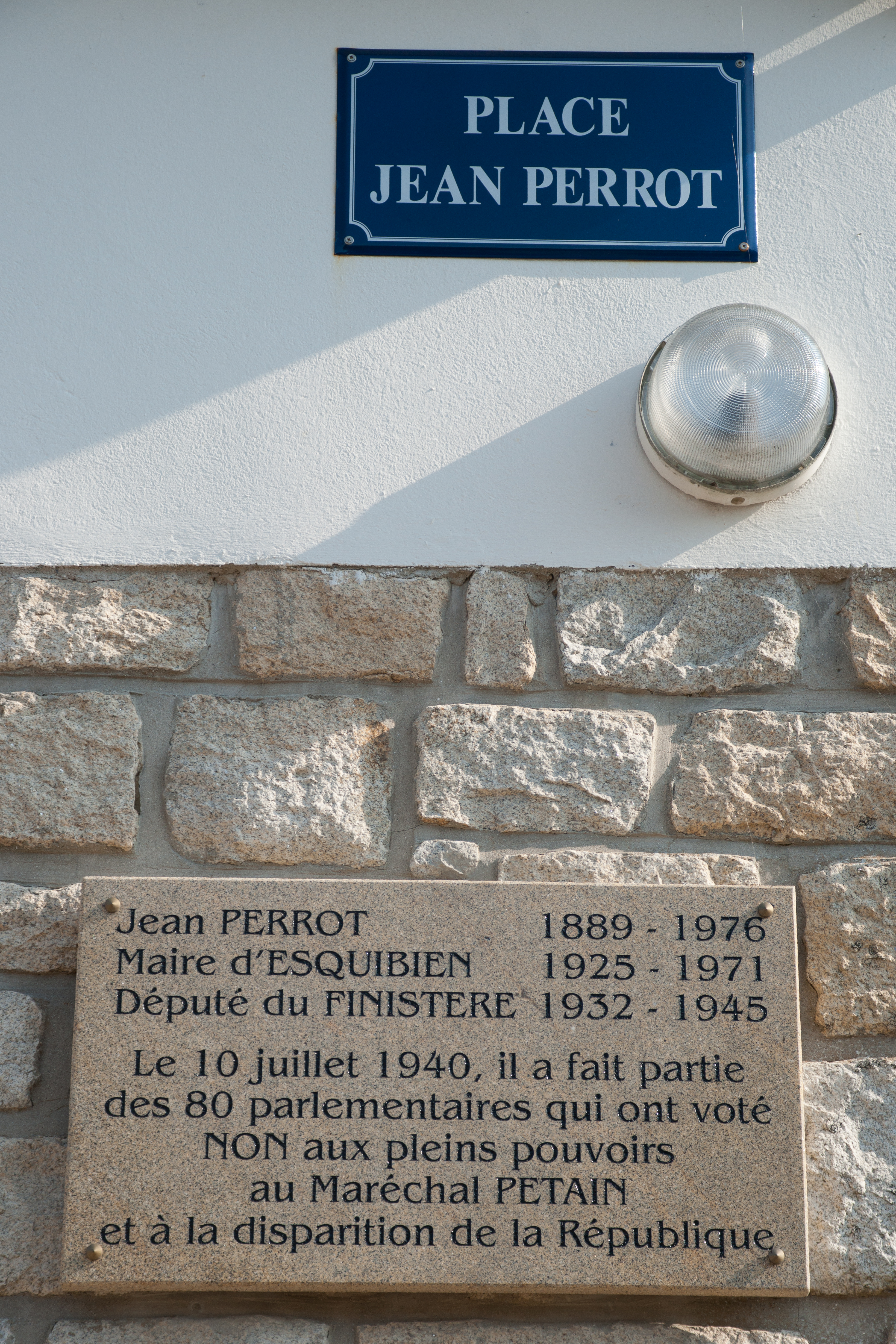
Plaque commémorative en mémoire de Jean Perrot (façade de la mairie).

| Période                                  | Période          | Identité                     | Étiquette   | Qualité |
| ---------------------------------------- | ---------------- | ---------------------------- | ----------- | --- |
| Les données manquantes sont à compléter. |                  |                              |             | |
| 1791                                     | 1791             | René Grascœur                |             | Recteur d'Esquibien.                                                                                           |
| 1791                                     | ...              | Hervé Cariou                 |             | Cultivateur. Habitait le convenant de Kersivien en Esquibien.                                                  |
| 1800                                     | 1804             | Yves Pellé                   |             | |
|                                          |                  |                              |             | |
| 1812                                     | 1816             | Mathieu Thalamot             |             | Notaire du marquisat de Pont-Croix et de la sénéchaussée de Quimper, procureur de la juridiction de Lesgouach. |
| 1816                                     | 1819             | Pierre Kérisit               |             | Cultivateur.                                                                                                   |
| 1819                                     | 1822             | Daniel Kérisit               |             | Frère du maire précédent Pierre Kérisit. Lieutenant d'artillerie.                                              |
| 1822                                     | 1832             | Michel Le Bars               |             | Agriculteur.                                                                                                   |
| 1832                                     | 1837             | Daniel Kérisit               |             | Déjà maire entre 1819 et 1822.                                                                                 |
| 1838                                     | 1844             | Raymond-Alexandre Découvrant |             | |
| 1844                                     | 1844             | Michel Le Bars               |             | Maire entre juillet et septembre 1844.                                                                         |
| 1844                                     | 1848             | Jean-Marie Le Priol          |             | Propriétaire terrien.                                                                                          |
| 1848                                     | 1849             | Michel Le Bars               |             | Déjà maire enttre juillet et septembre 1844.                                                                   |
| 1850                                     | 1856             | Jean-Marie Le Priol          |             | Déjà maire entre 1844 et 1848.                                                                                 |
| 1856                                     | 1871             | Barthélémy Le Dréau          |             | |
| 1871                                     | 1874             | Guillaume-Alain Le Bars      |             | Agriculteur. Fils de Michel Le Bars, maire entre 1822 et 1832.                                                 |
| 1874                                     | 1876             | Barthélémy Le Dréau          |             | Déjà maire entre 1856 et 1871.                                                                                 |
| 1876                                     | 1899             | Guillaume-Alain Le Bars      |             | Déjà maire entre 1871 et 1874.                                                                                 |
| 1899                                     | 1900             | Jean-Michel Masson           |             | |
| 1900                                     | 1917             | Jean-Marie Perrot            |             | Cultivateur. Chevalier de la Légion d'honneur.                                                                 |
| 1917                                     | 1925             | Henri Griffon                |             | Cultivateur.                                                                                                   |
| 1925                                     | 1971             | Jean Perrot                  | Rad-soc.    | Député entre 1932 et 1940. Conseiller général. Fils de Jean-Marie Perrot, maire précédent.                     |
| 1971                                     | 1983             | Yves Perrot                  | DVG         | |
| 1983                                     | mars 2008        | Roger Le Pape                |             | Chevalier de la Légion d'honneur,.                                                                             |
| mars 2008                                | 31 décembre 2015 | Didier Guillon               | UMP puis SE | Conseiller départemental du canton, Maire adjoint de la commune nouvelle d'Audierne                            |

| Période                                  | Période | Identité       | Étiquette | Qualité |
| ---------------------------------------- | ------- | -------------- | --------- | ------- |
| Les données manquantes sont à compléter. |         |                |           |         |
| 2016                                     | 2020    | Didier Guillon |           |         |
| 2020                                     |         | Éric Bosser    |           |         |

### Jumelages
- Bearna (Irlande)

## Société et activités

### Manifestations culturelles et festivités
- La fête du goémon, dernier dimanche de juillet : démonstrations de métiers anciens, remontée du goémon sur la lande, brûlage, musique bretonne.
- La Fest-Noz du bourg (le 14 août selon l'année).
- La fête de la Soupe en automne.
- Le pardon de St-Evette, de Sainte-Brigitte et de St-Onneau

### Santé
La commune dispose d'un pôle médical avec 4 médecins et des infirmières, un cabinet de kinésithérapie, un dentiste, et une pharmacie.

### Sports
La piscine du Cap Sizun est située au nord de la commune, inauguré en 2007, elle dispose d'un bassin de 25 mètres, d'un bassin ludique, d'un toboggan, une pataugeoire et d'un espace SPA avec un jacuzzi et d'un sauna.
On trouve également un centre de voile et de plongée au port de Saint-Évette.
Le club de football du Goyen y a son siège au stade de la commune.

### Société Nationale de Sauvetage en Mer
En été, la commune dispose d'un poste de secours de la Société Nationale de Sauvetage en Mer (SNSM) sur la plage du Trez Goarem, au pied du blockaus.
La SNSM arme deux navires à poste au port de Saint-Evette pour ses actions de secours en mer :
- le canot tous temps "Amiral Amman" de 17,80 m mise en service en 1989[48]. Il a effectué 20 interventions en 2019, son remplacement est prévu en 2024.

- la vedette "Jeanne-Pierre" dont le remplacement est prévu en 2022[49].

## Économie
Grâce à la baie d'Audierne et à la proximité de l'île de Sein dont le port de Sainte-Evette constitue le point d'embarquement, Esquibien vit aussi du tourisme et de son patrimoine.

### Port de Sainte-Evette

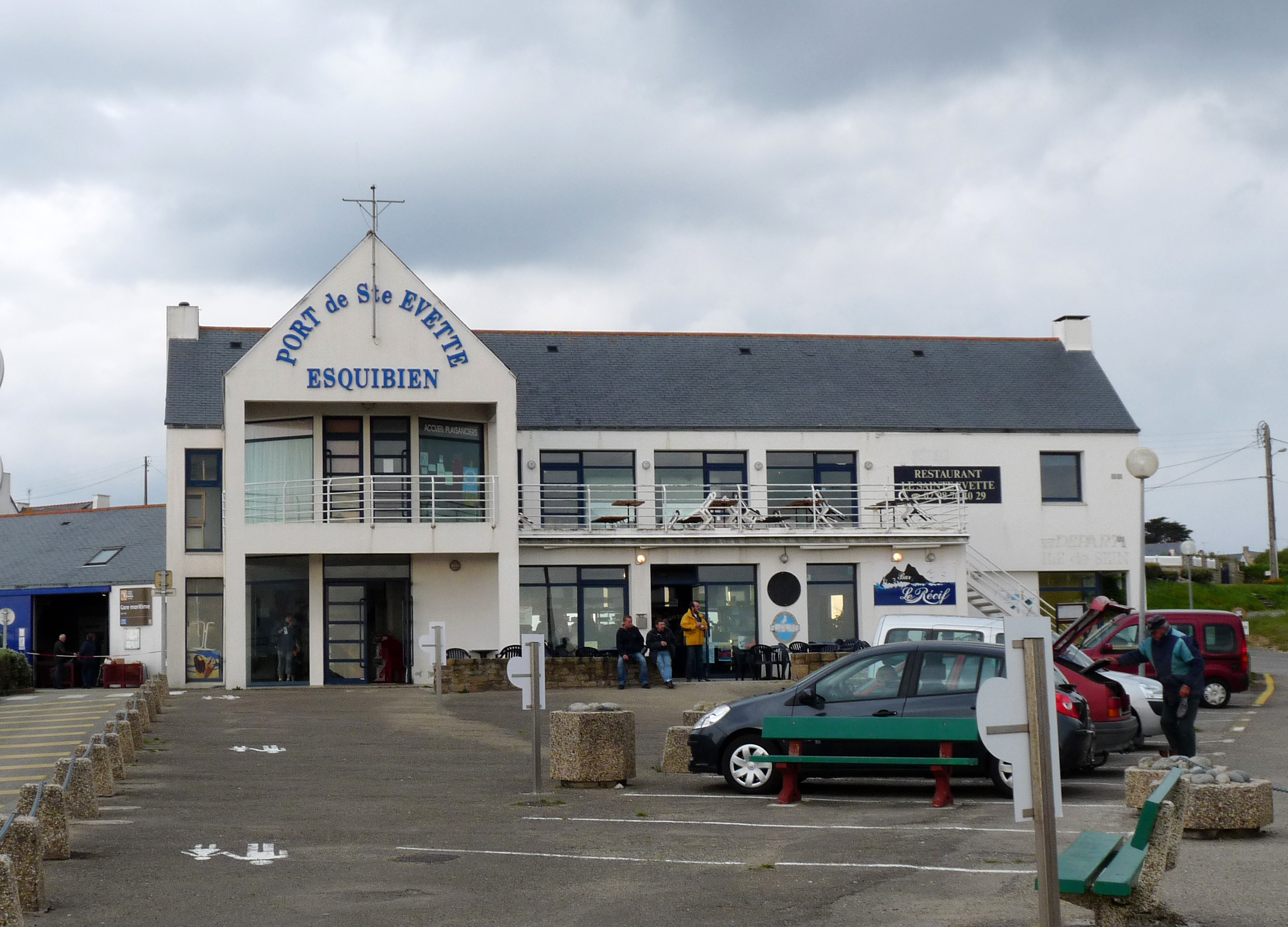
Gare maritime du port de Sainte-Évette.

Le port dispose d'un môle, d'une cale SNSM , de l'ancien bâtiment du canot de sauvetage SNSM construit en 1950 (la station de sauvetage d'Audierne a été créée par la Société Centrale de Sauvetage des Naufragés en 1865, ce fut la quatrième de France à voir le jour), d'une cale d'embarquement, de la petite gare maritime pour la vente des billets, d'un bar avec petite restauration.
.
.
.

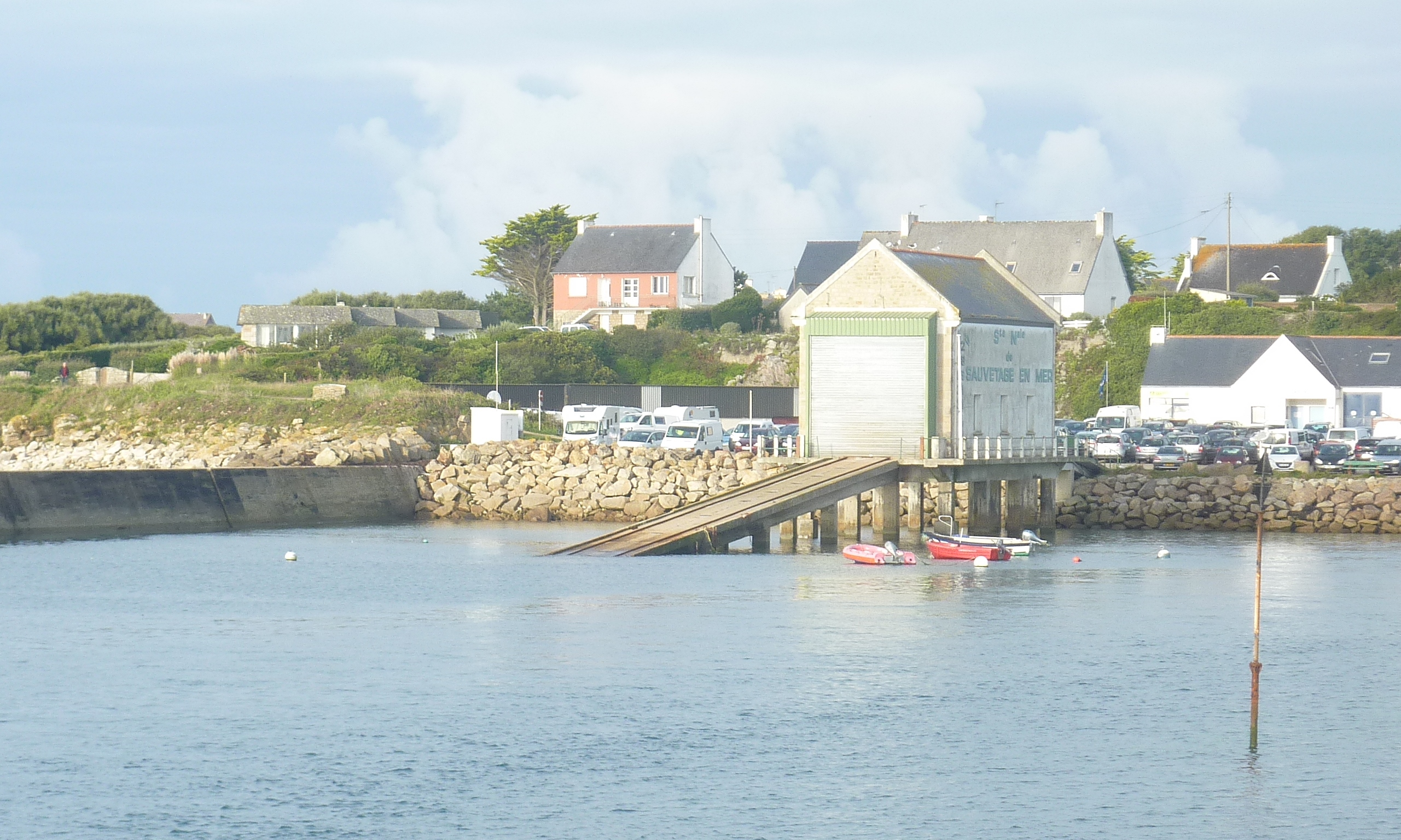
La station de sauvetage en mer d'Esquibien au port de Sainte-Évette vue de la mer

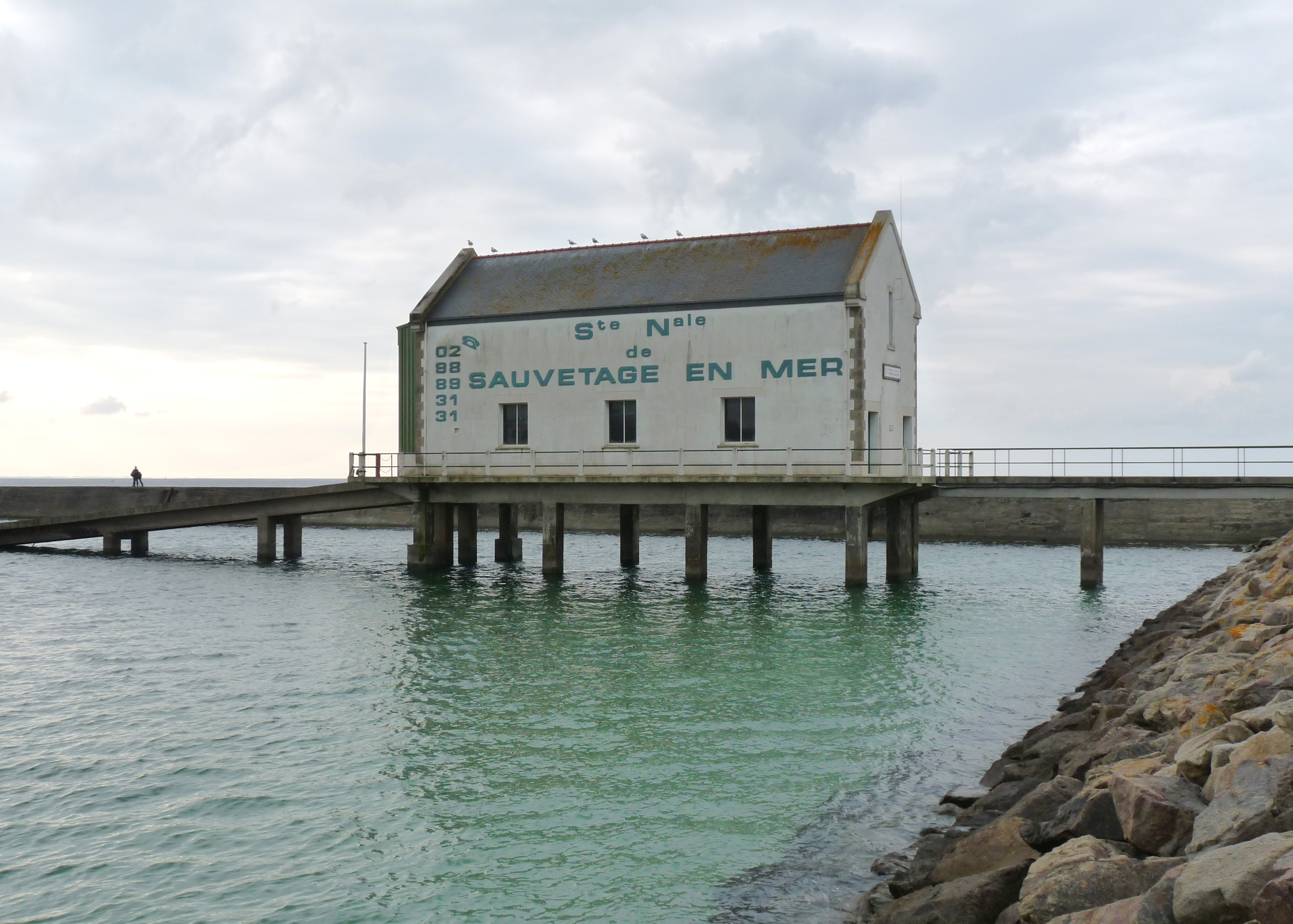
La station de sauvetage en mer d'Esquibien au port de Sainte-Évette

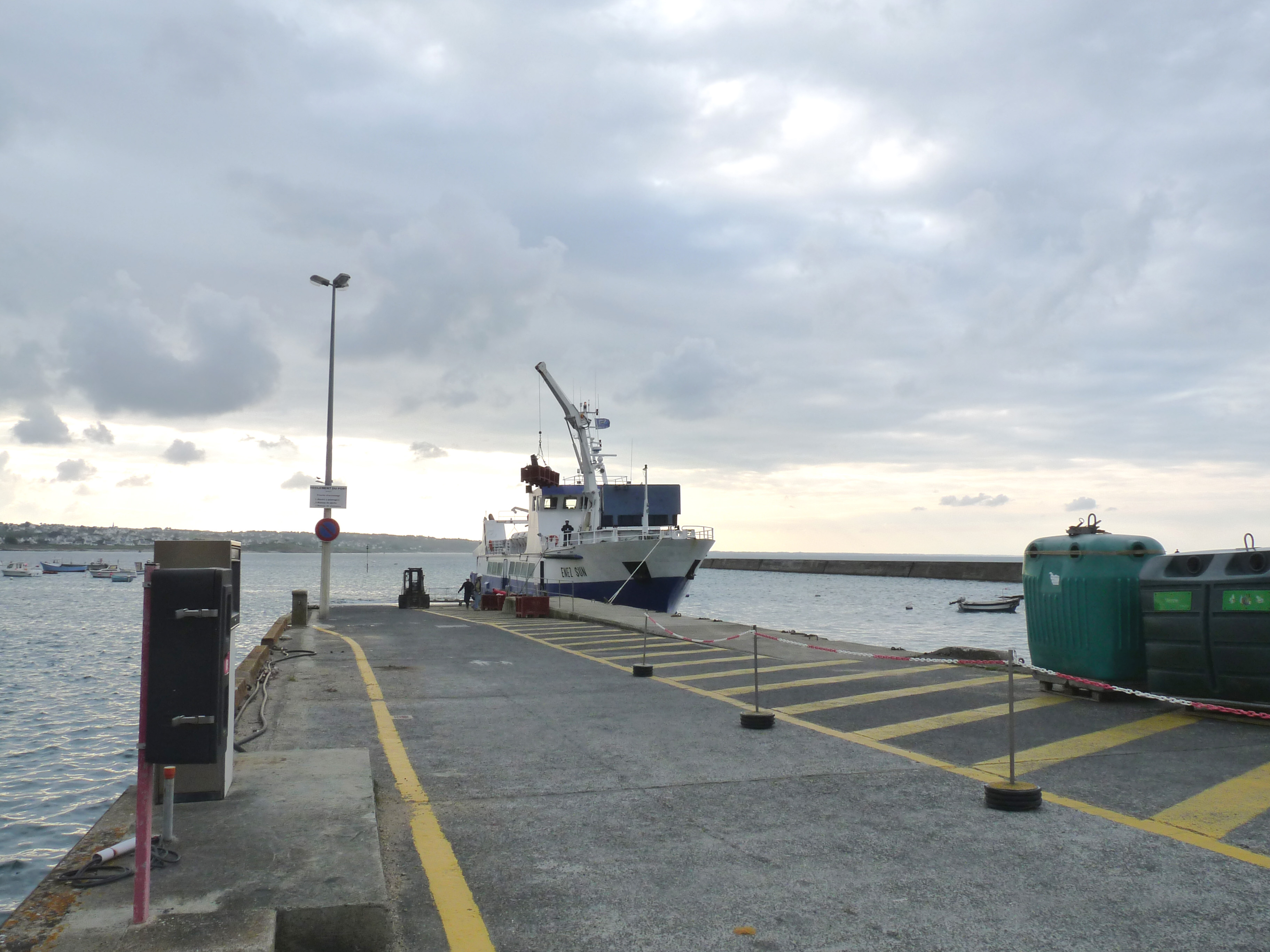
Port de Sainte-Évette : l'embarcadère pour l'Île de Sein

Le port de plaisance de Sainte-Evette peut accueillir 120 bateaux sur corps mort. Le port est réservé aux bateaux de moins de 12 m de 1 m maximum de tirant d'eau.

### Compagnie Maritime Penn ar Bed
La Compagnie Maritime Penn ar Bed assure les liaisons quotidiennes vers l’île de Sein sur le navire l’Enez Sun 3 d’une capacité de 250 places, vitesse de la liaison 15 noeuds,,.

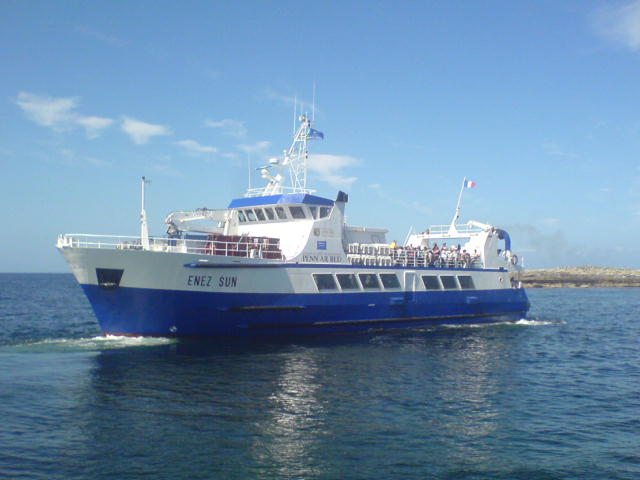
L'Enez Sun 3

### Compagnie Finist’mer
La compagnie Finist’mer assure des rotations durant l'été avec le navire le "Nevez Amzer" (Printemps ou temps nouveau en breton), de 196 places passagers, vitesse sur la liaison de 16-18 nœuds.

### Commerces et tourisme
Sur la commune on dénombre de nombreux commerces : boulangerie, bars, une auberge-restaurant, laverie, coiffure, station essence, gîtes-chambres d'hôtes, locations saisonnière...

### Héraldique

## Patrimoine

### L'éperon barrédu Suguensou
Daté de l'âge du fer, il a été réoccupé à l'époque gallo-romaine et au haut Moyen Âge.

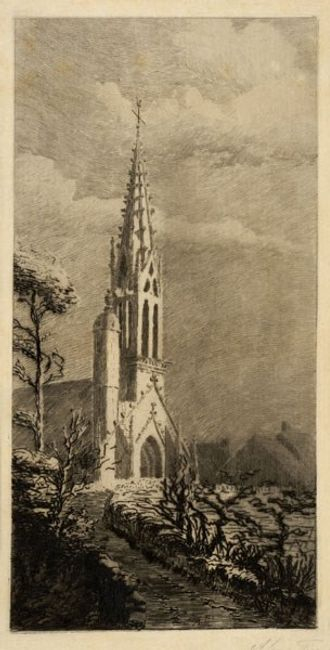
Estampe du clocher

### L'église Saint-Onneau
Au bourg. Elle date de la seconde moitié du XVIe siècle, mais a été remaniée au XVIIe siècle. Saint Onneau, patron d'Esquibien, est un saint totalement inconnu qui pourrait être en fait saint Goueznou. Elle possède un porche, une nef de six travées avec bas-côtés terminée par un chœur peu profond à chevet polygonal, de belles sablières, une chaire à prêcher datant du XVIIIe siècle, trois autels latéraux, une tribune à panneaux polychromes et quelques statues anciennes dont celles de saint Onneau, de sainte Edwette et une piétà en albâtre ; cette piétà, probablement d'origine anglaise et datant du XVIe siècle, a été volée en 1980 et retrouvée chez un collectionneur chilien. En face en style néo-breton se trouve l'Auberge du Cabestan .

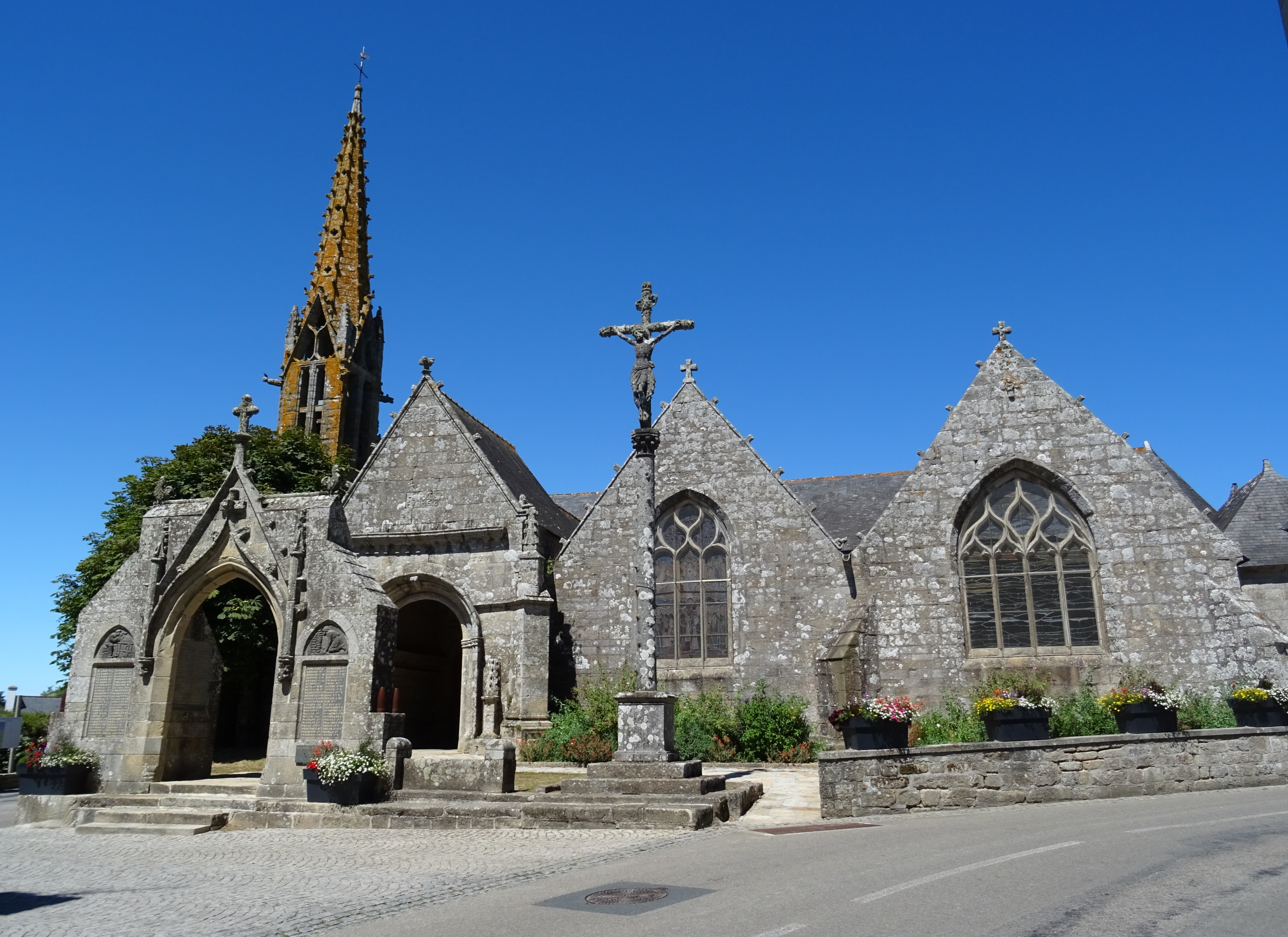
Vue extérieure côté sud.
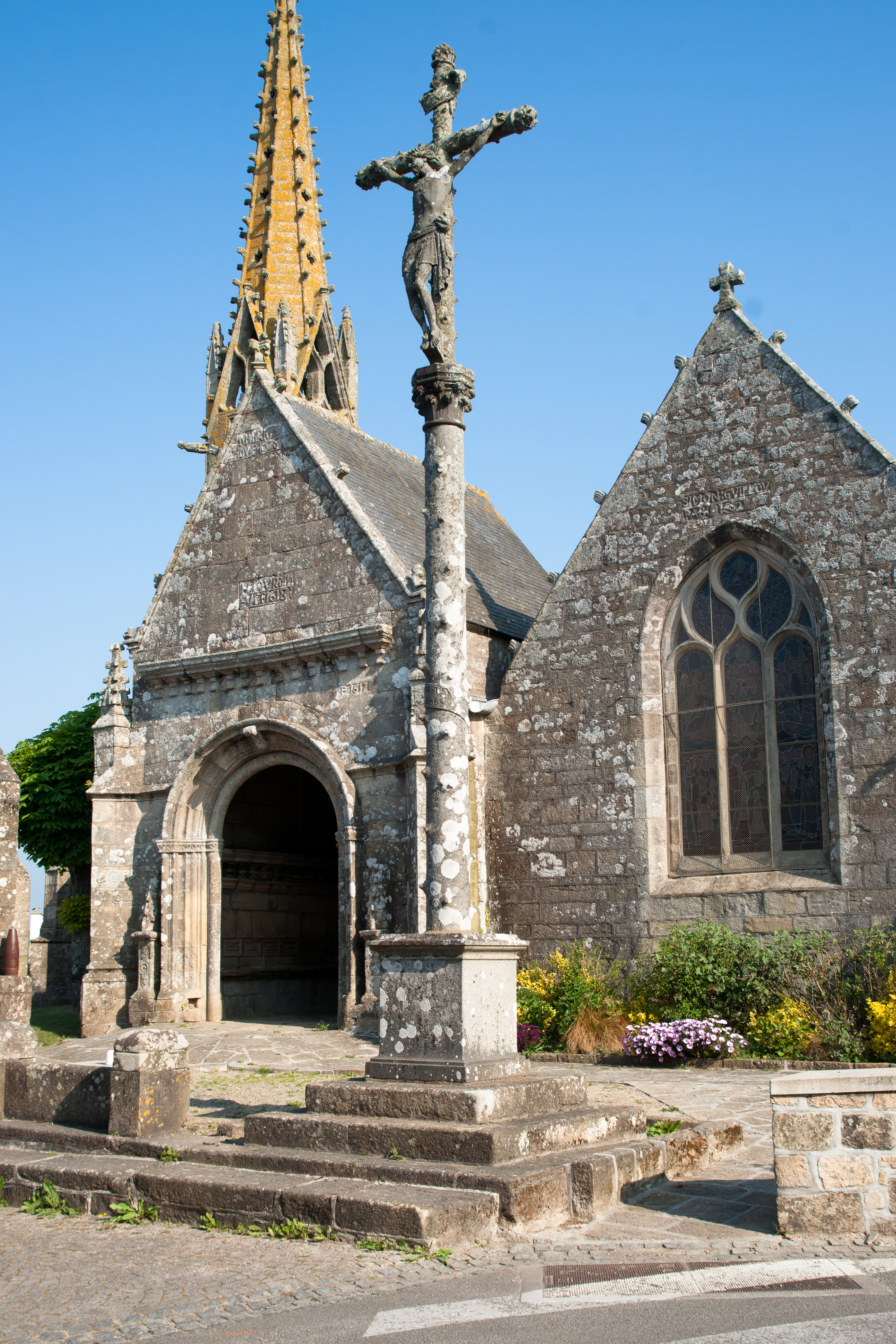
L'église et son calvaire.
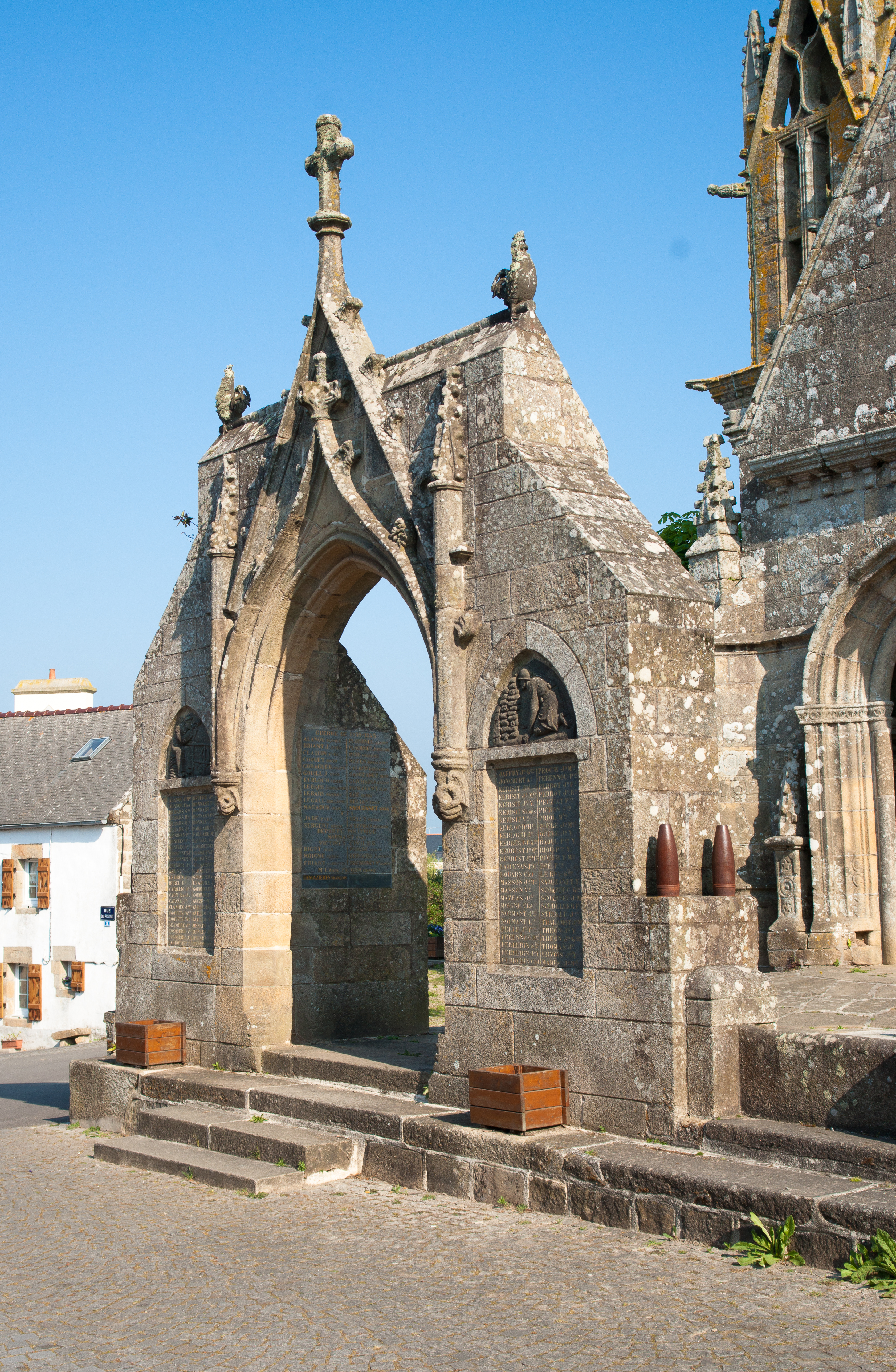
La porte triomphale de l'enclos paroissial, transformée en monument aux morts.
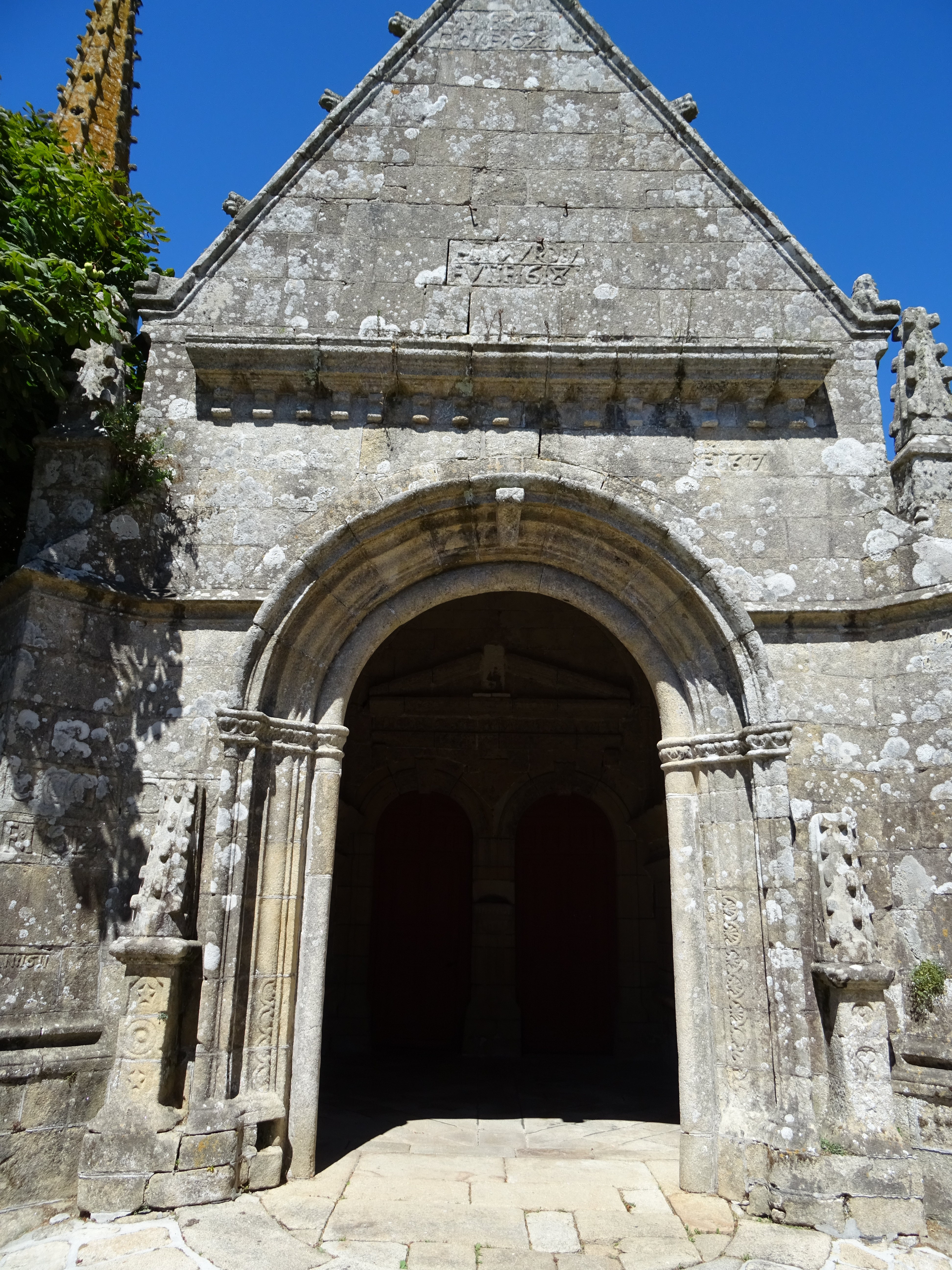
Le porche d'entrée.

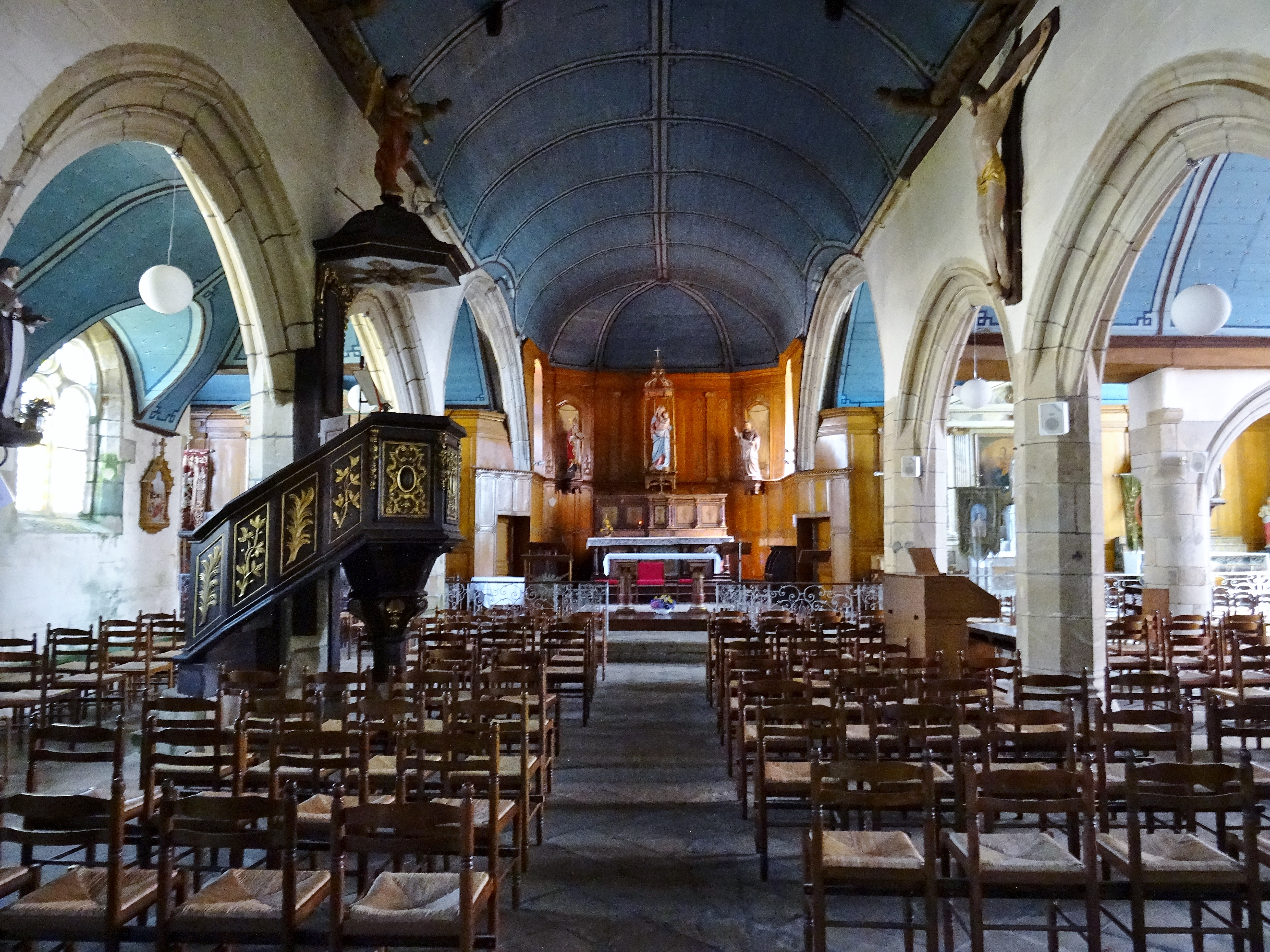
Vue intérieure d'ensemble.
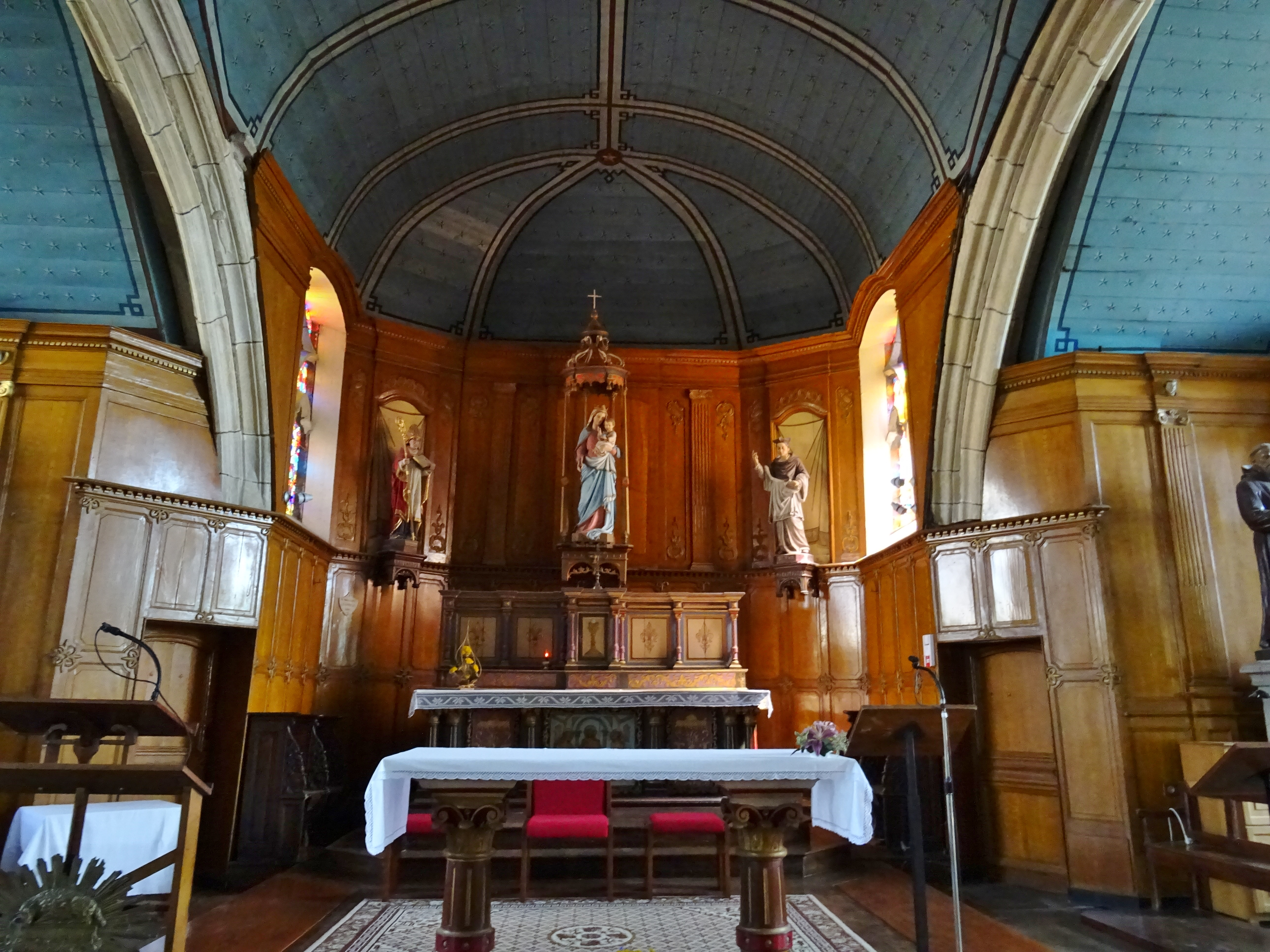
Le chœur et le maître-autel.
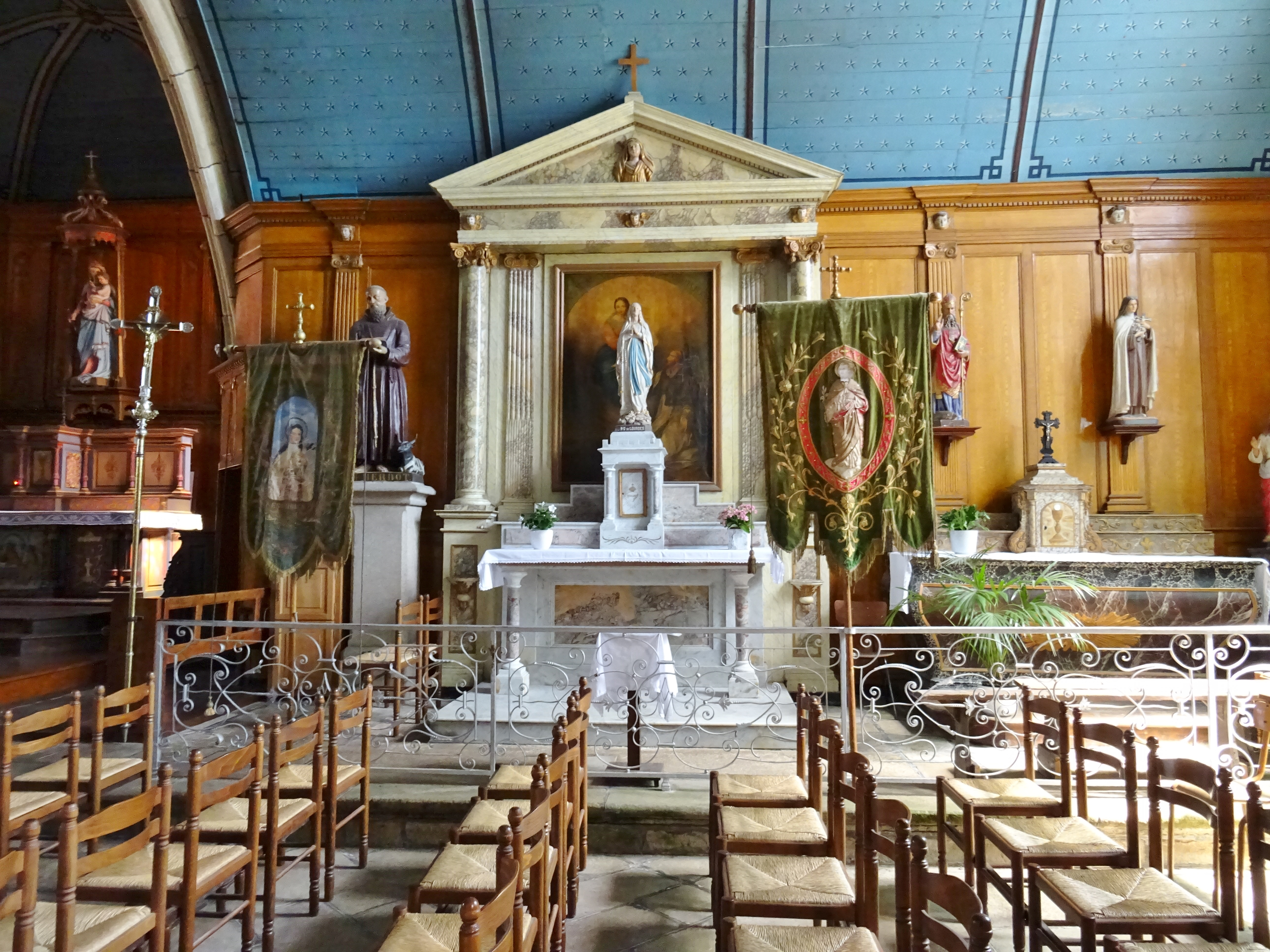
L'autel de la Vierge.
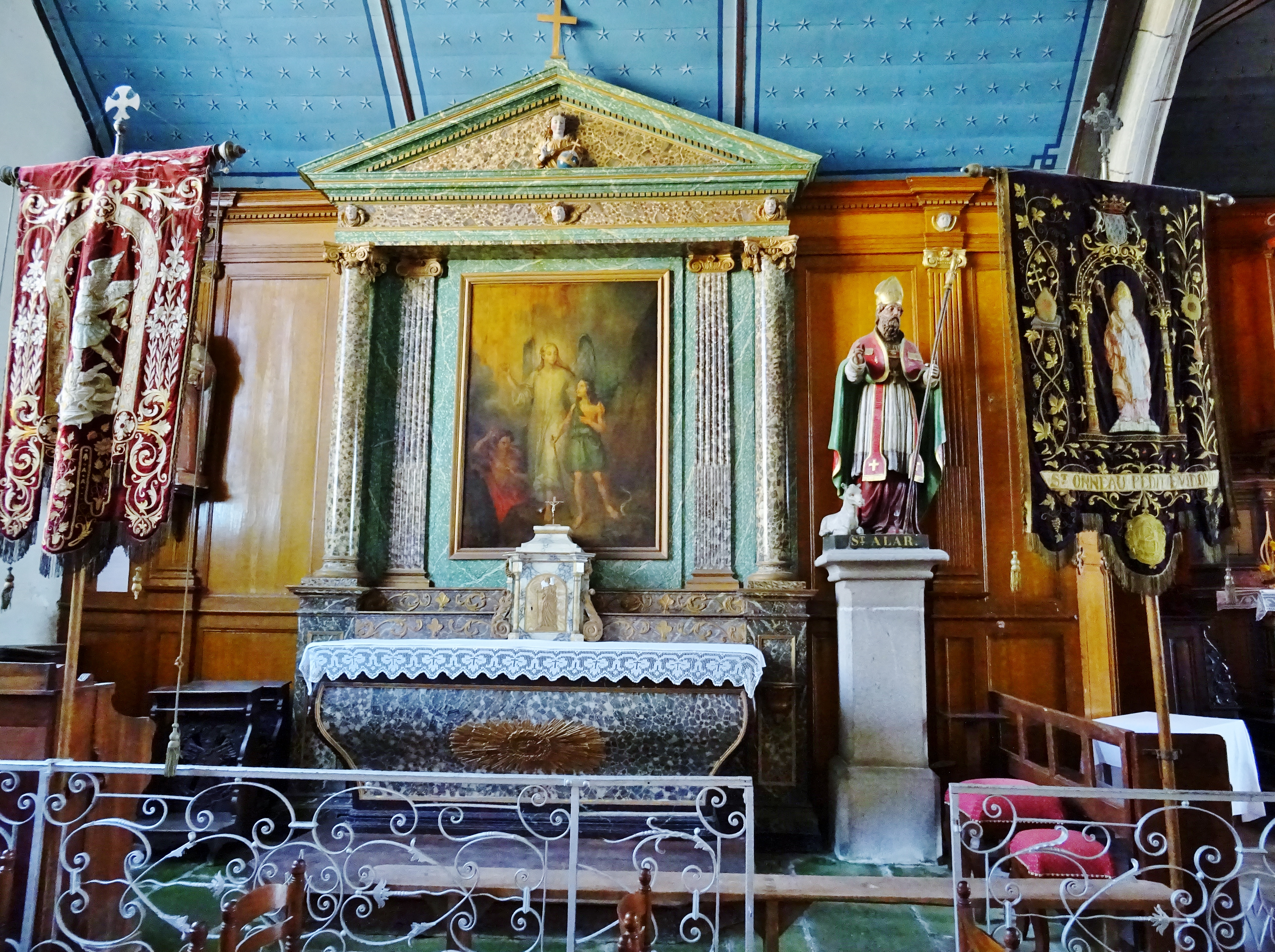
Autre autel latéral.
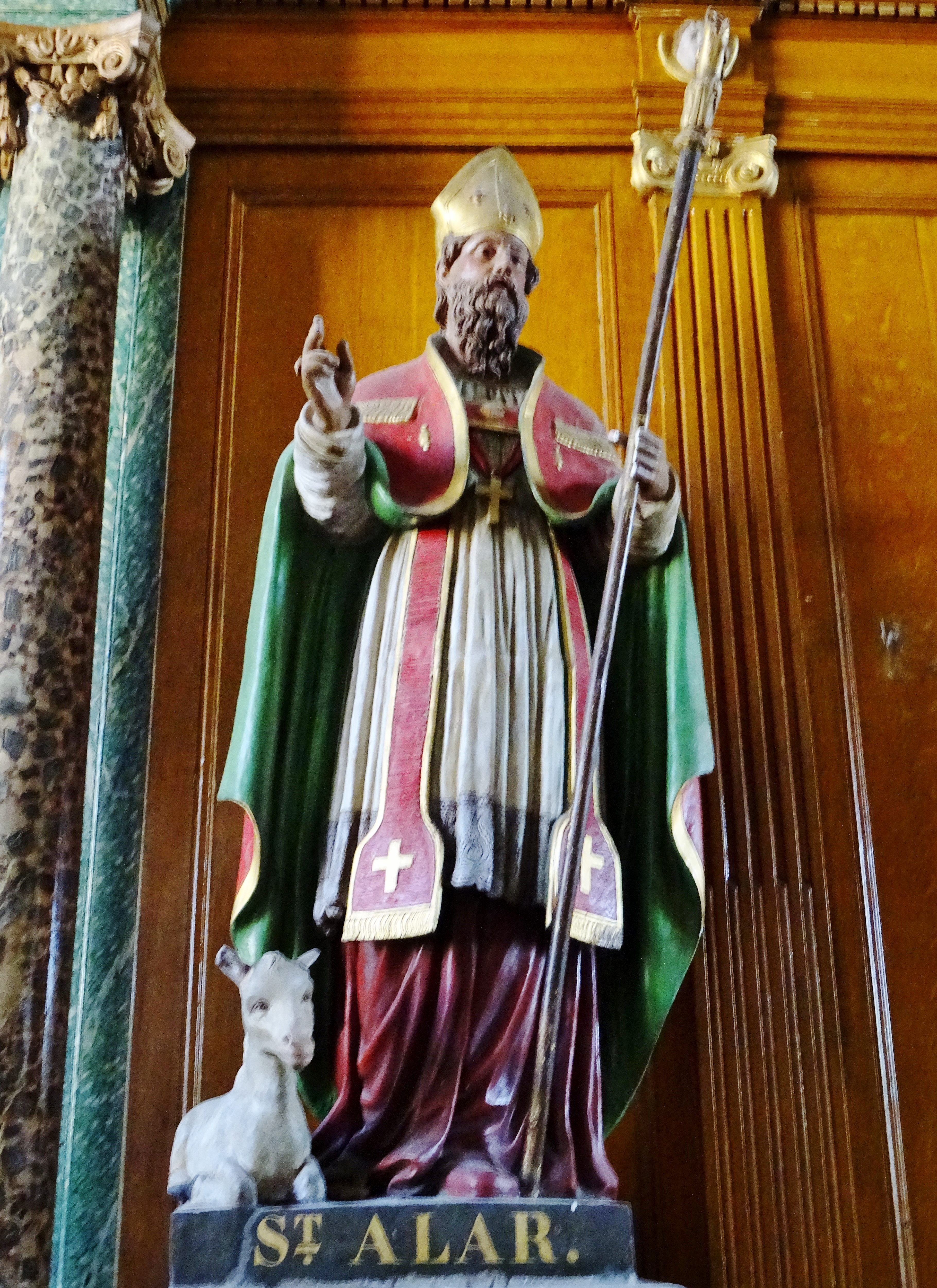
Statue de saint Alar.
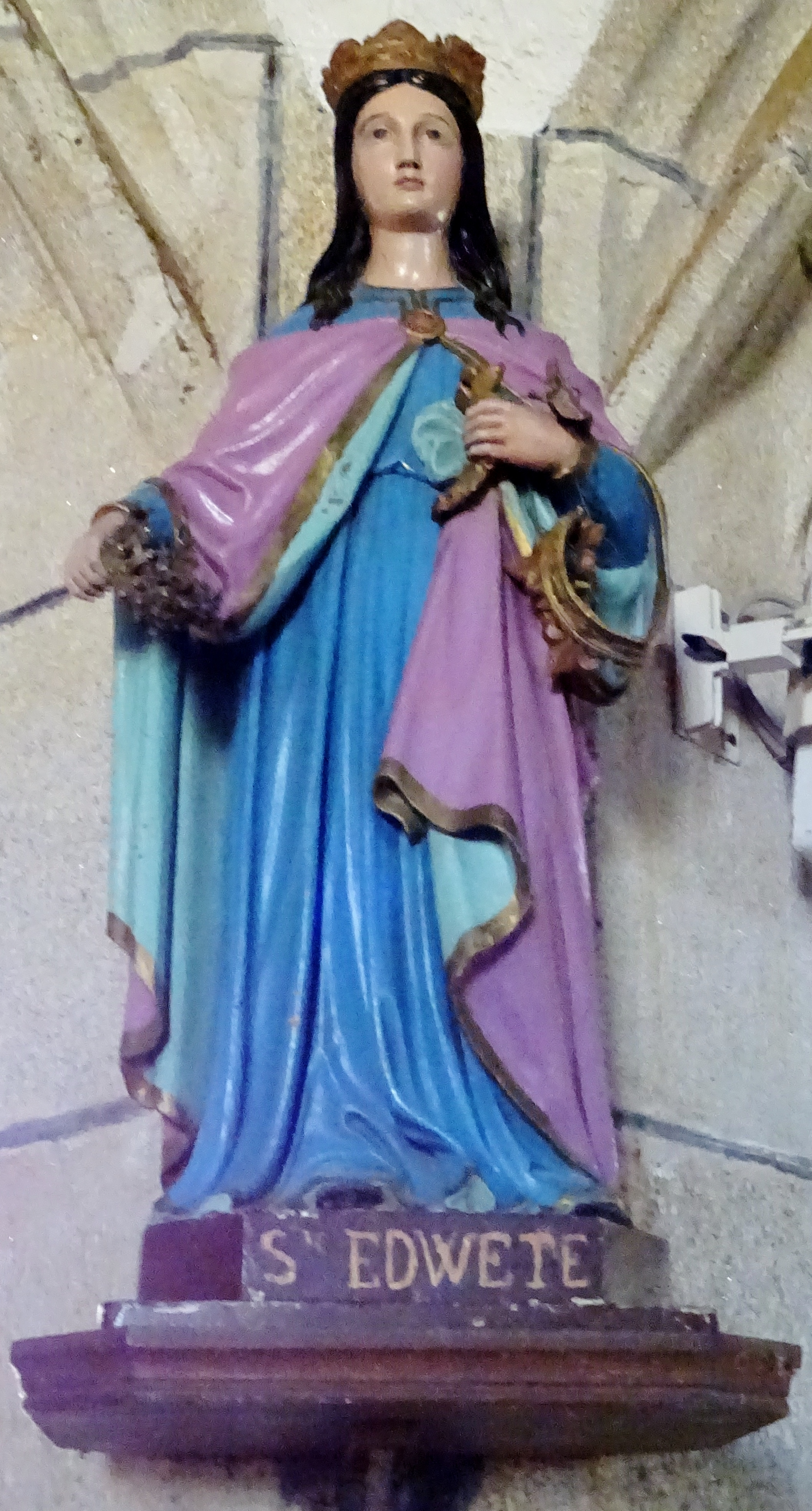
Statue de sainte Edwette.
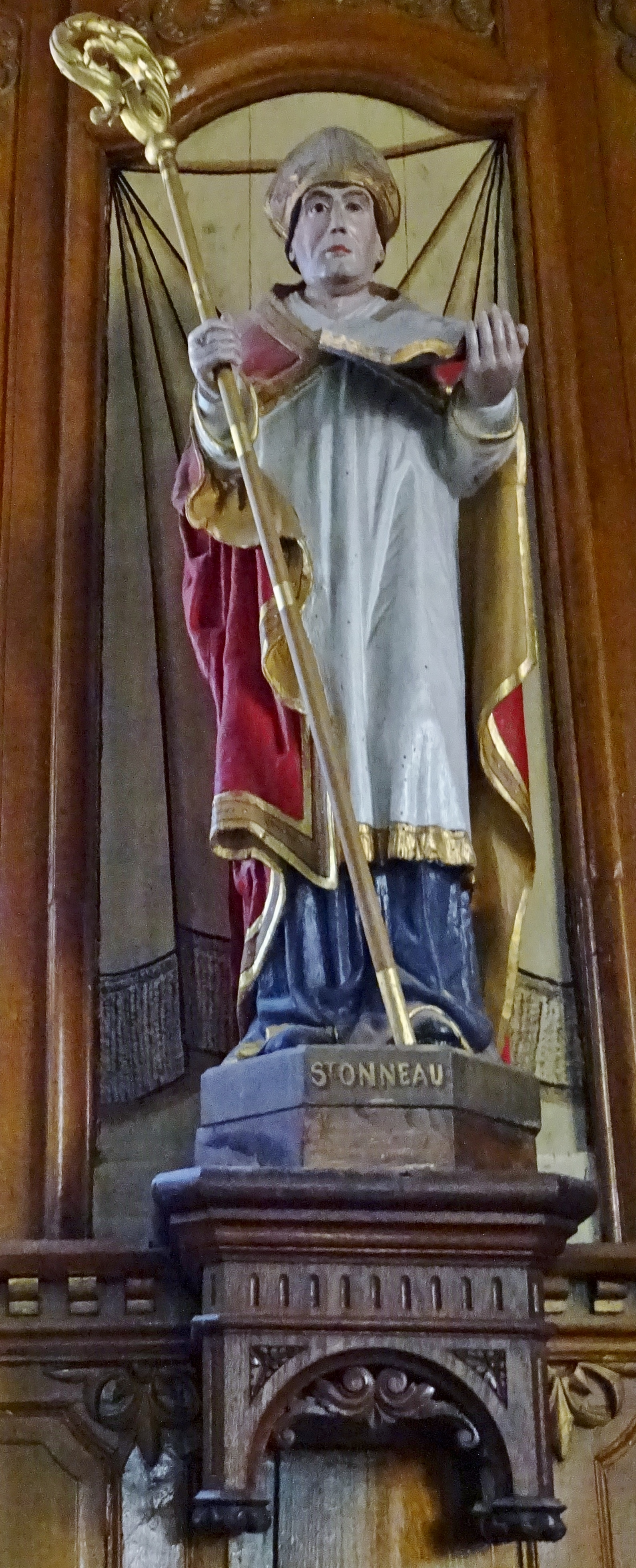
Statue de saint Onneau.
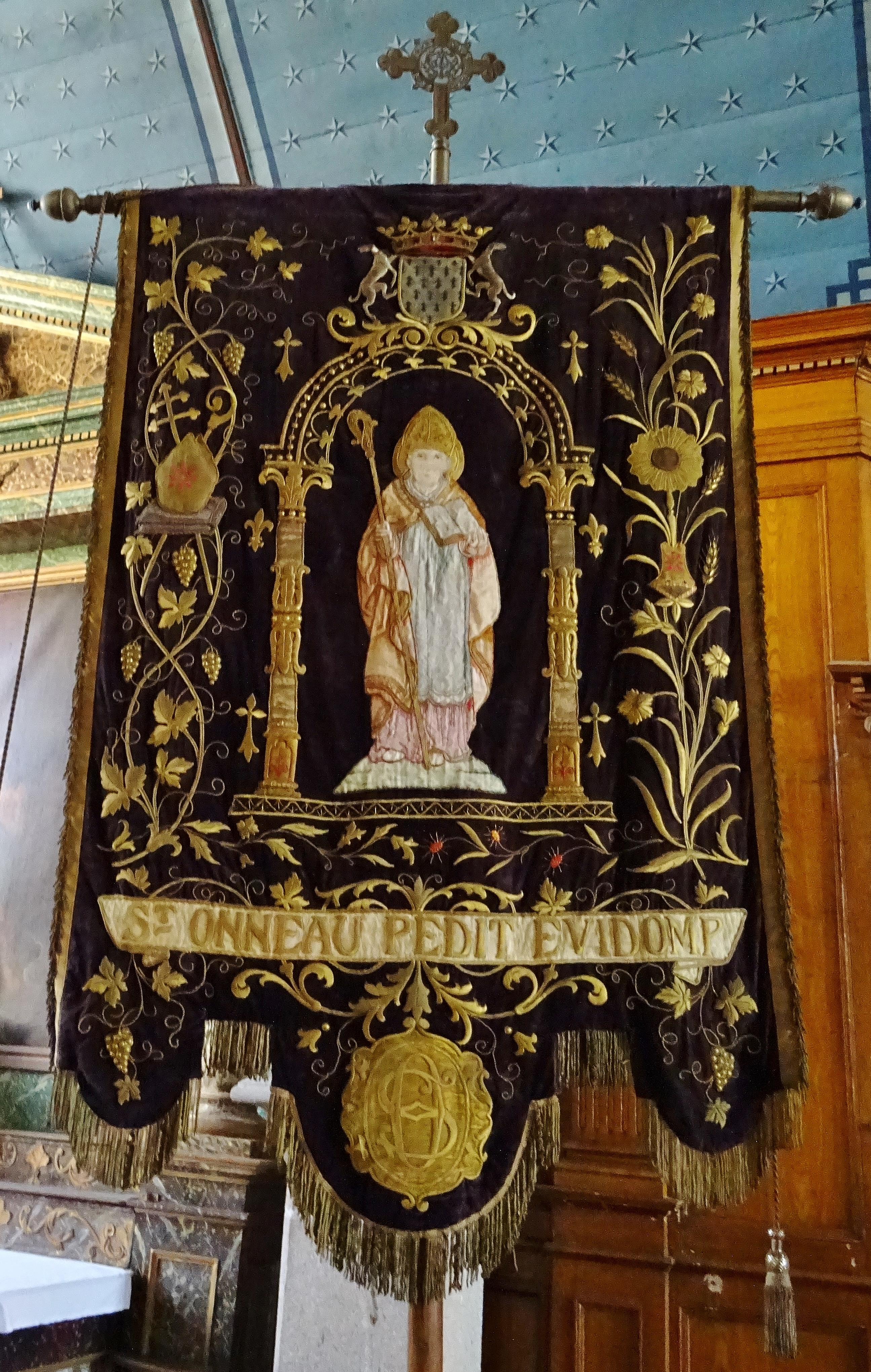
Bannière de procession de saint Onneau.

### La chapelle Sainte-Edwette,
"Il  s'agissait  sans  doute  à  l'origine  d'une  chapelle  dédiée  à  Saint-Demet.  Edifice  de  plan  rectangulaire.  En 1743, menaçant  ruines,  il  fallut  le  reconstruire presque entièrement ;  puis,  en  1770,  le  clocher  fut  restauré  ainsi que  le  pignon  ouest  qui  porte  au-dessus  de  la  porte  l'inscription :  « JEAN  COSQUER  FAB.  1770. » Mobilier : Autel  portant  la  date  de  1775. Statues :  sainte  Evette,  sainte  Vierge,  sainte  Trinité,  N.-D. de  Piété,  saint  Demet. Au  bas  d'un  tableau,  d'ailleurs  assez  mauvais,  inscription : « Ste  Edwet,  vierge  et  martyre,  née  en  Angleterre dans  le  4ème siècle,  morte  en  383.  Elle  était  l'une  des  compagnes  de  Sainte Ursule.  Herbault  pinxit  1718. » Autre  tableau :  Couronnement  de  la  sainte. Près  de  la  chapelle,  petit  menhir  à  cupule. Le  lieu  où  est  bâtie  la  chapelle  est  dit  Porz  Landrevette."
Dédiée à sainte Évette, patronne des pêcheurs de la baie d'Audierne ; elle est située à l'est de la pointe de Lervily, près de la plage, au lieu-dit Porz-Landrevet. Une gravure sur bois de René Quillivic la représente.
Selon la légende, sainte Edwett serait arrivée à Penhors en barque avec son frère saint Demet, au IVe siècle. Puis elle serait venue en ce lieu pour y habiter seule et y serait décédée en 383. Par la suite, elle est devenue la sainte patronne des pêcheurs de la baie d’Audierne, qui, pour cette raison, l’ont longtemps vénérée. La chapelle Saint-Edwett a vraisemblablement été construite sur un site gaulois sacré, mais la date de sa première construction est inconnue. En 1743 l’édifice menaçant ruine fut entièrement reconstruit. En 1770, le clocher fut restauré, ainsi que le pignon ouest. On peut lire au-dessus de la porte d’entrée l’inscription : « Jean Cosquer fab 1770 ».

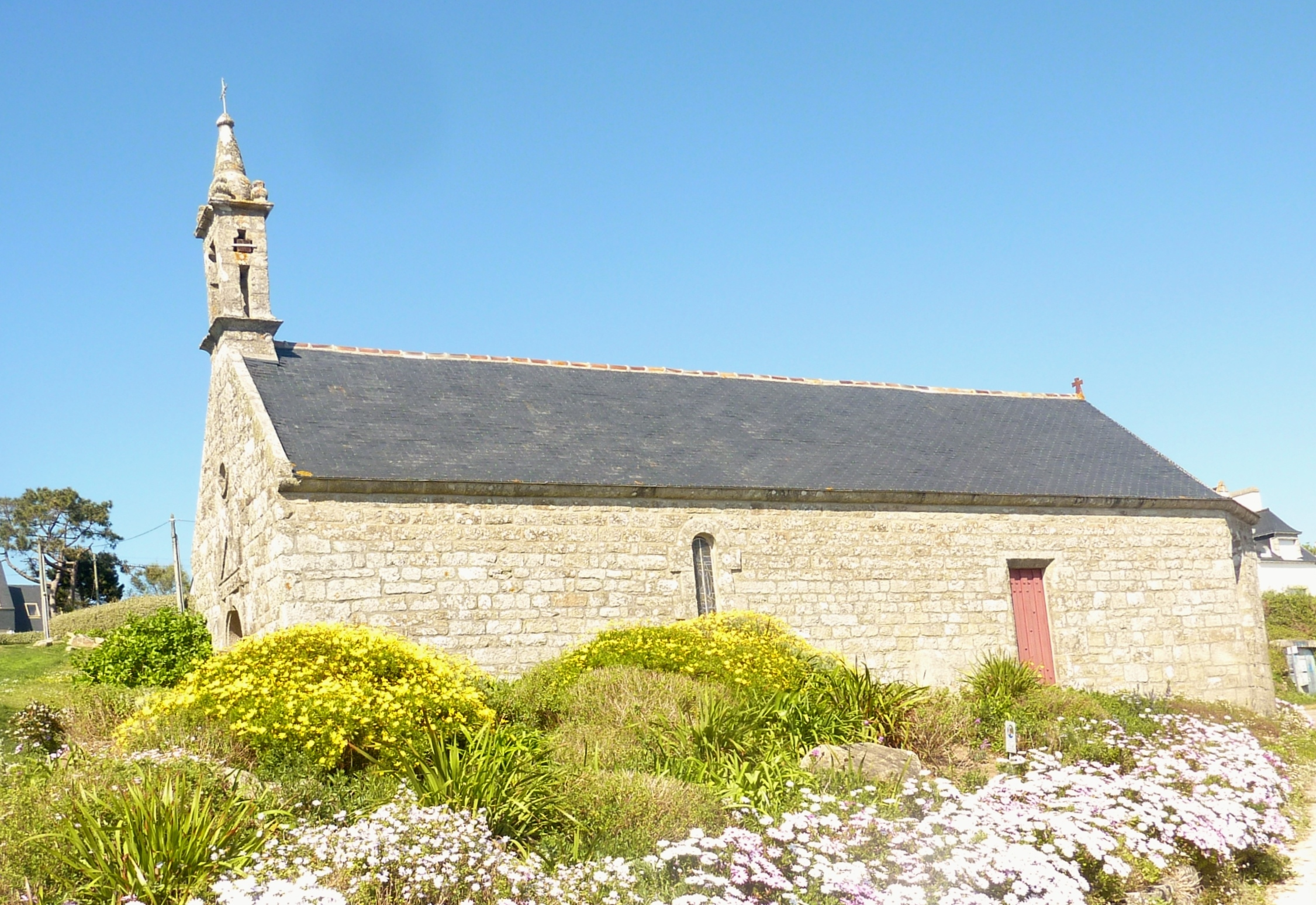
Chapelle Sainte-Edwette (Sainte-Évette) : vue extérieure d'ensemble.
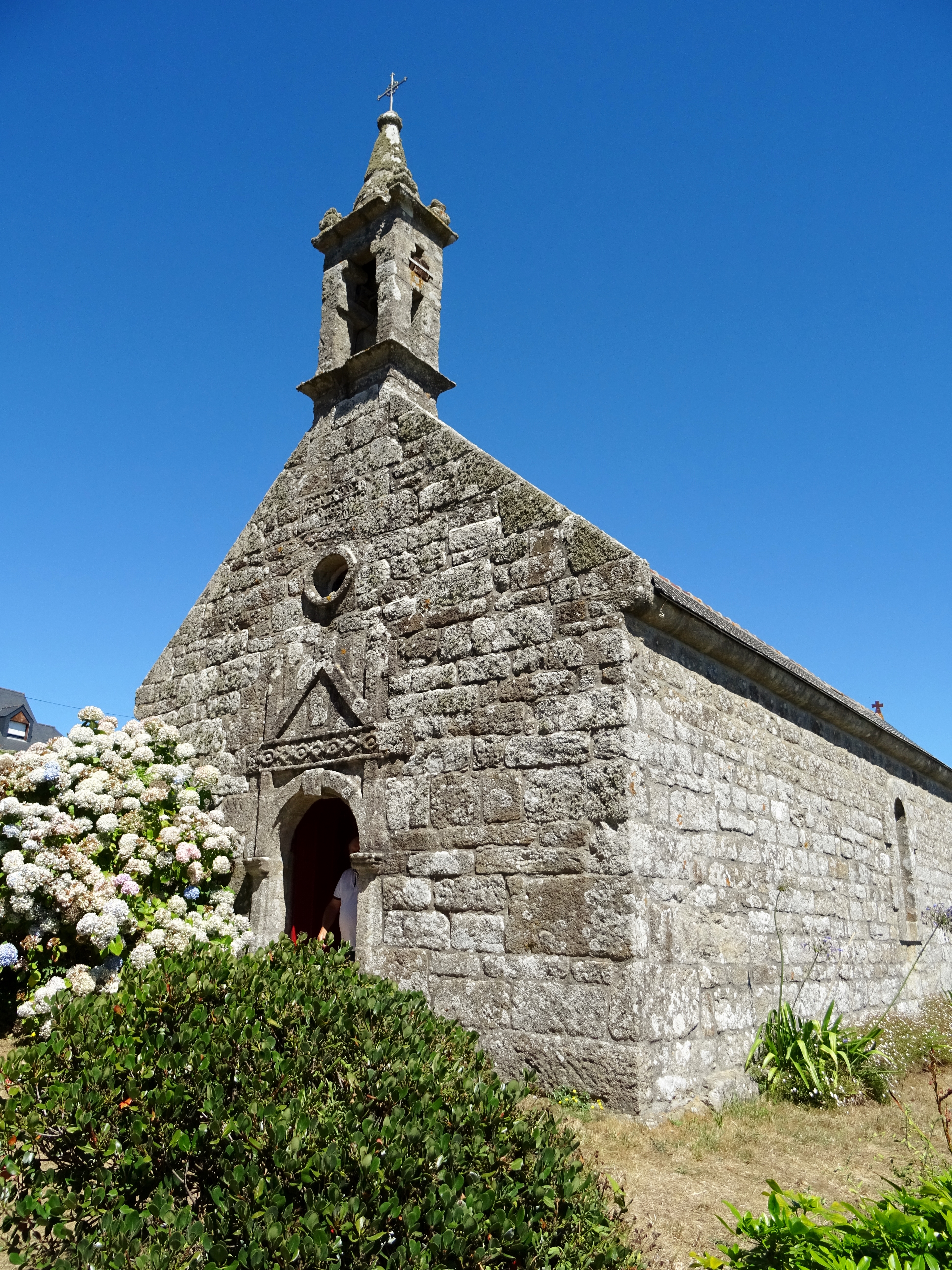
Chapelle Sainte-Edwett (Sainte-Évette) : façade et clocher.
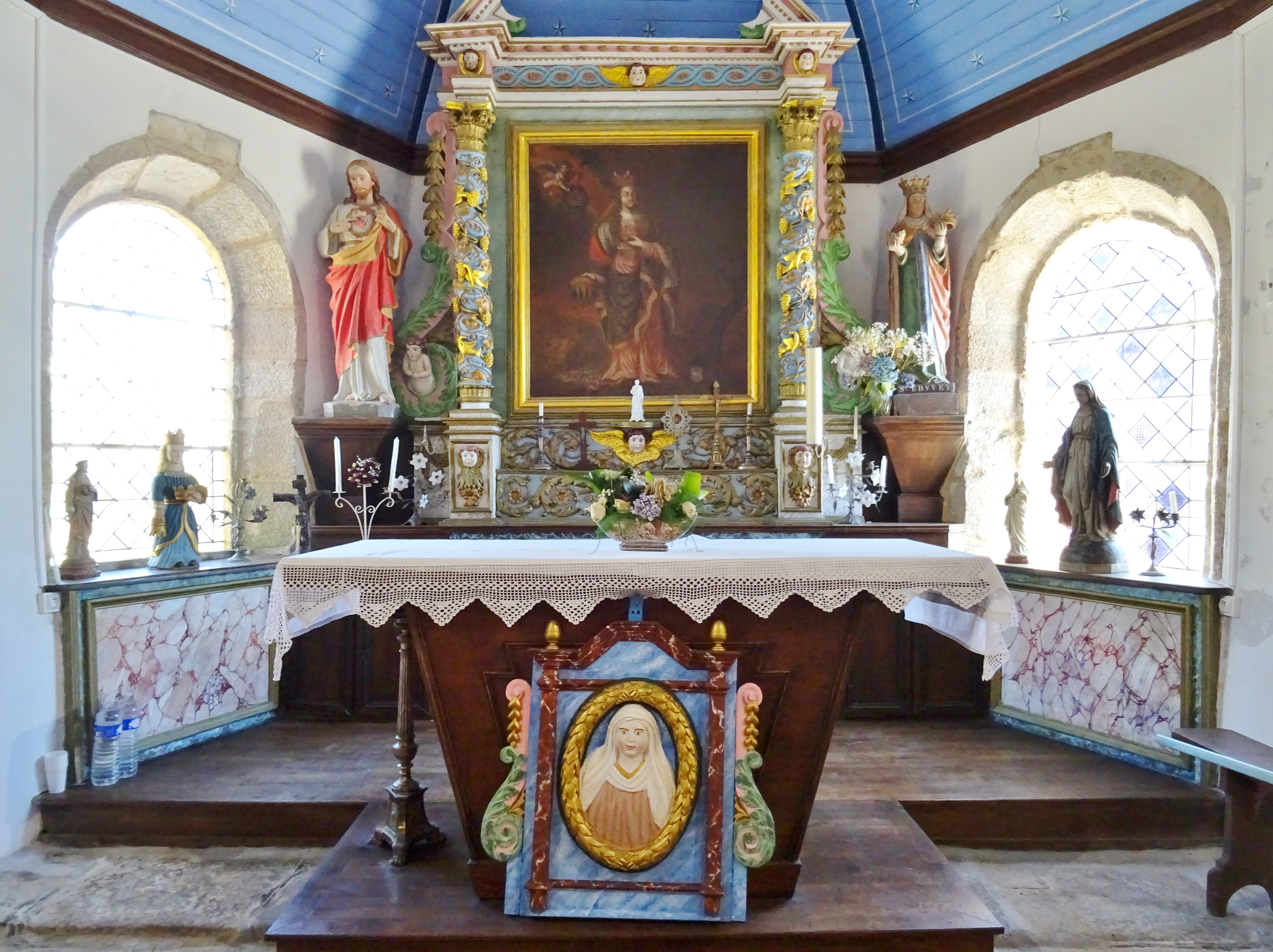
Chapelle Sainte-Edwett (Sainte-Évette) : le chœur.
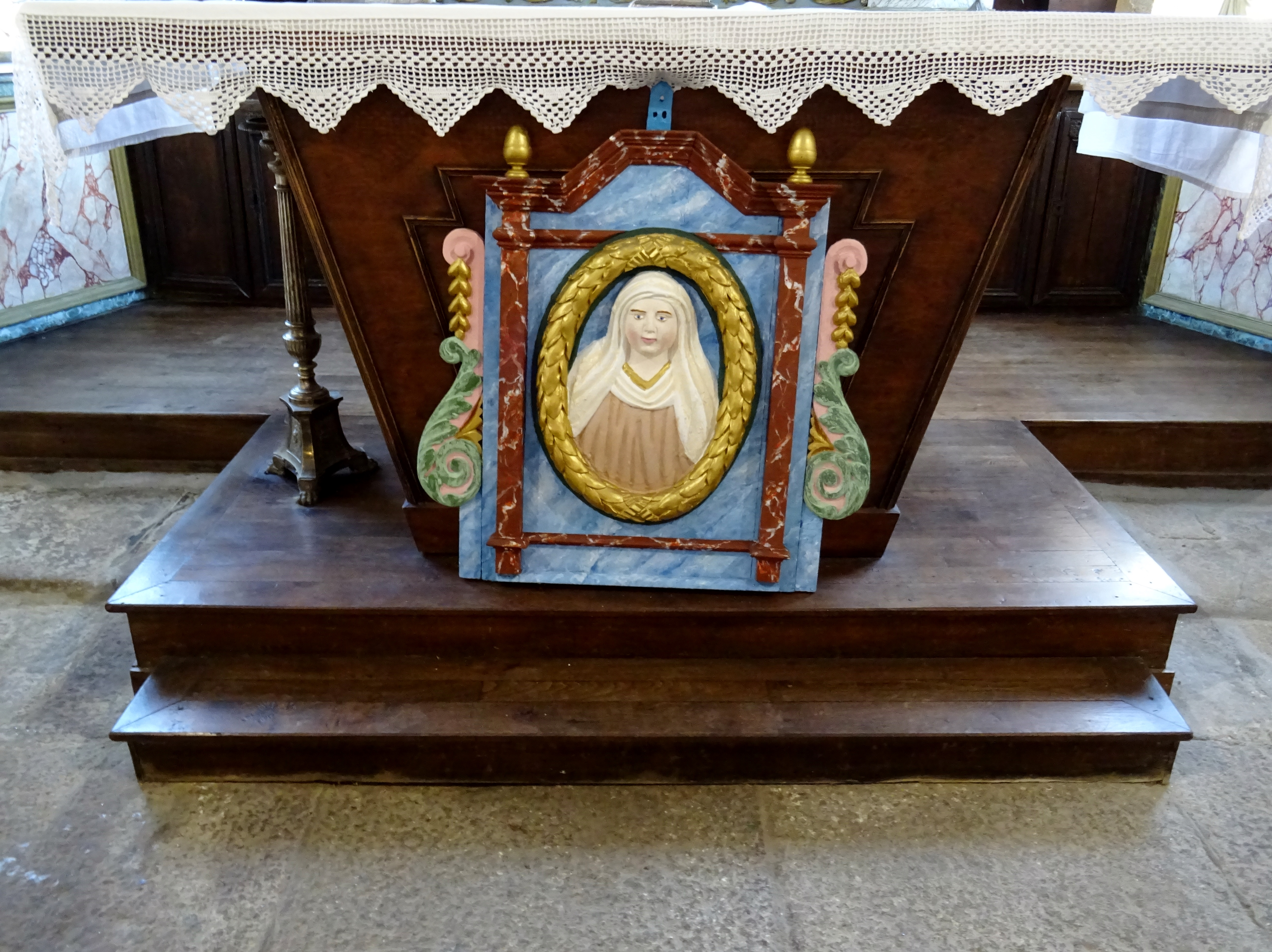
Chapelle Sainte-Edwett (Sainte-Évette) : portrait de sainte Évette.
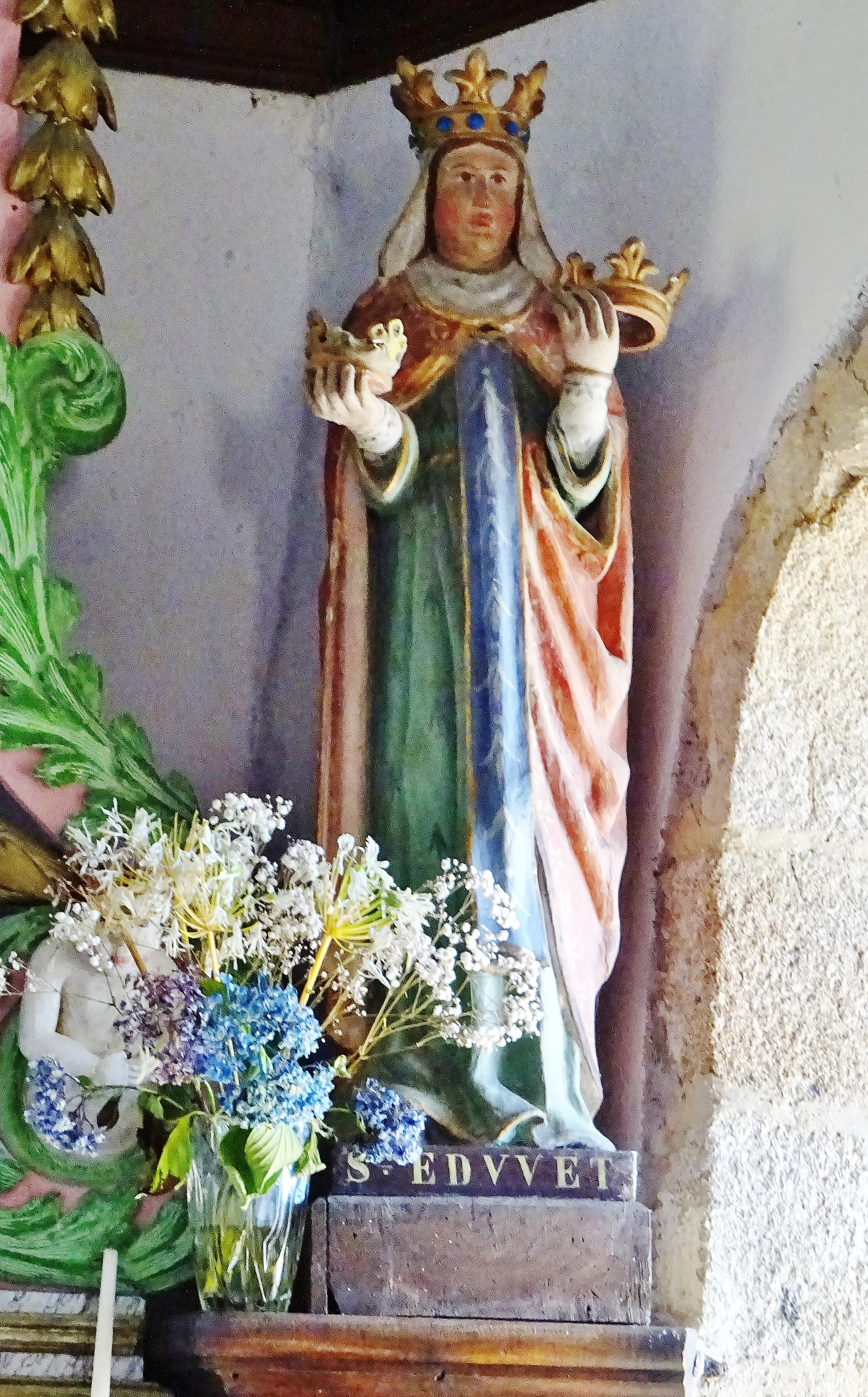
Chapelle Sainte-Edwett (Sainte-Évette) : statue de sainte Évette.
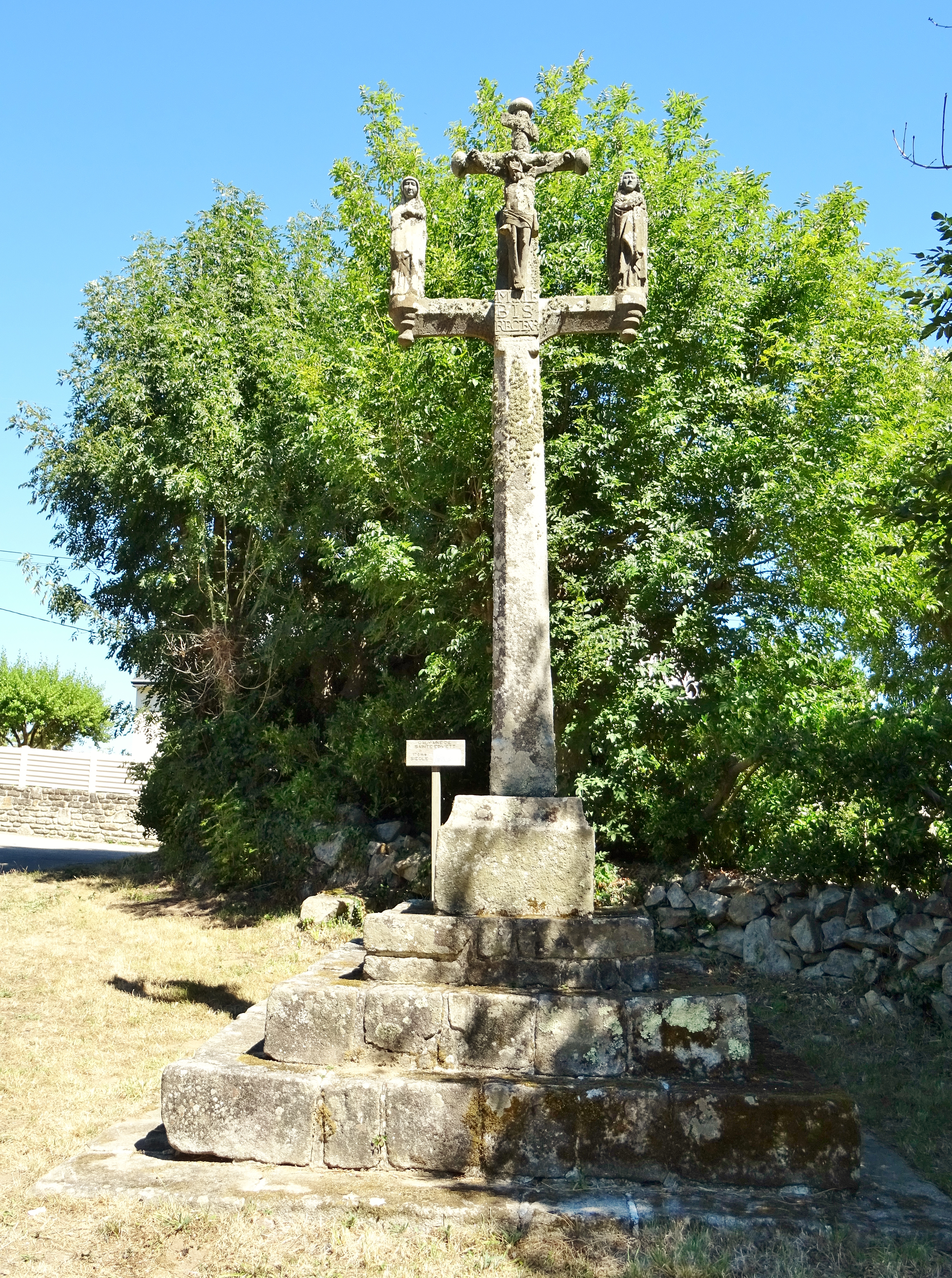
Le calvaire près de la chapelle Sainte-Edwett (Sainte-Évette) ; les statues sont de Roland Doré).
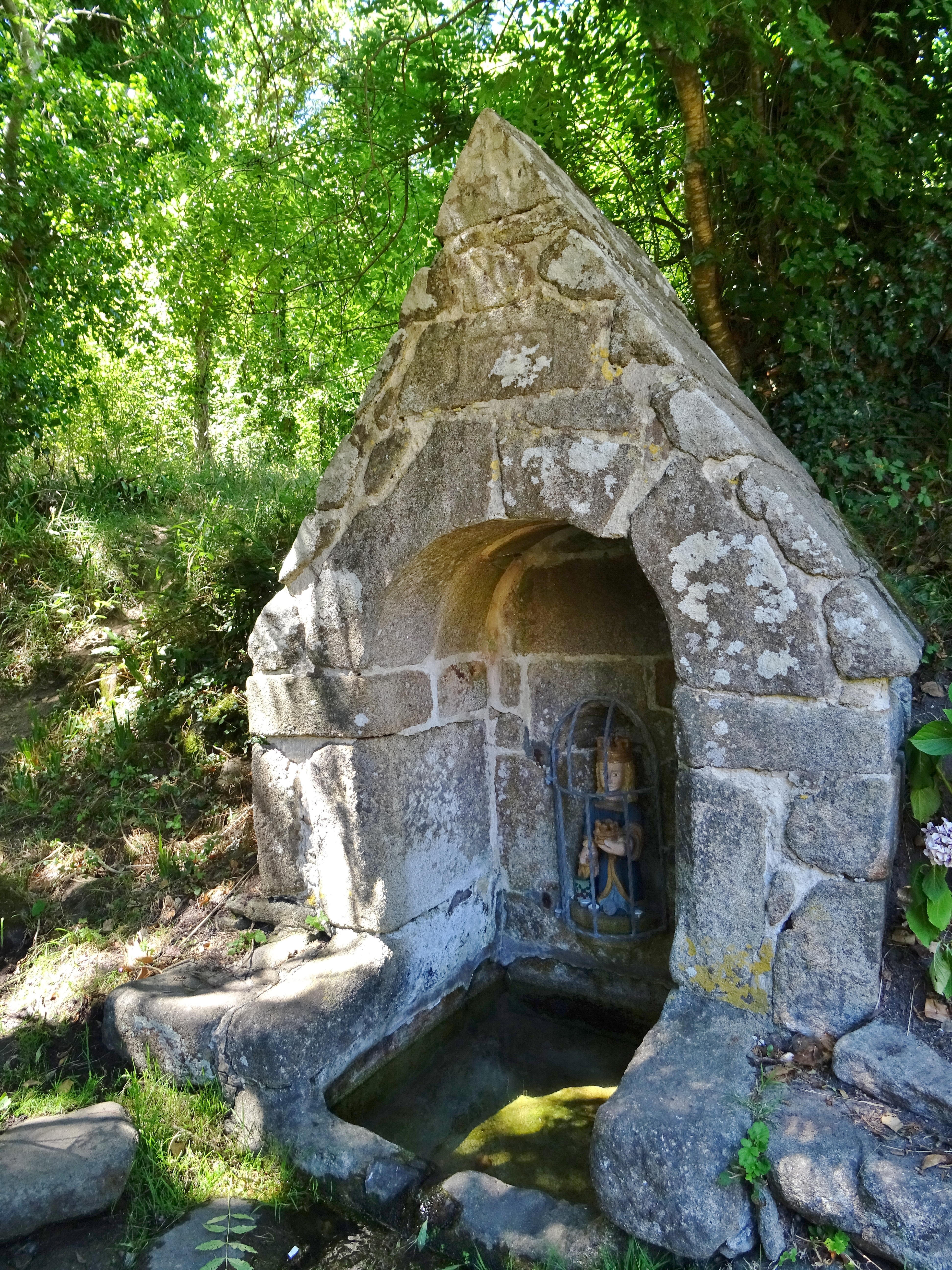
La fontaine proche de la chapelle Sainte-Edwett (Sainte-Évette).

### La chapelle Sainte-Brigitte
Dite aussi Sainte-Birgitte, dédiée à sainte Brigitte. Située jadis à Lannuign dans la commune voisine de Beuzec-Cap-Sizun, elle fut transportée en 1651 en contrebas du village de Traon-Lannuguentel. La fontaine de dévotion de Sainte-Brigitte, édifiée en 1654, avait la vertu, disait-on, d'activer la montée de lait dans les seins taris. Une légende disait même qu'un sacristain qui avait voulu tester l'efficacité de cette eau miraculeuse se vit transformer en plantureuse nourrice. Selon la tradition, un jeune homme pouvait y voir à la surface de l'eau le visage de sa promise : il fallait pour cela s'y rendre au mois de mai, trois lundis soirs consécutifs. Une croix monumentale, datée de 1869, se trouve à proximité.

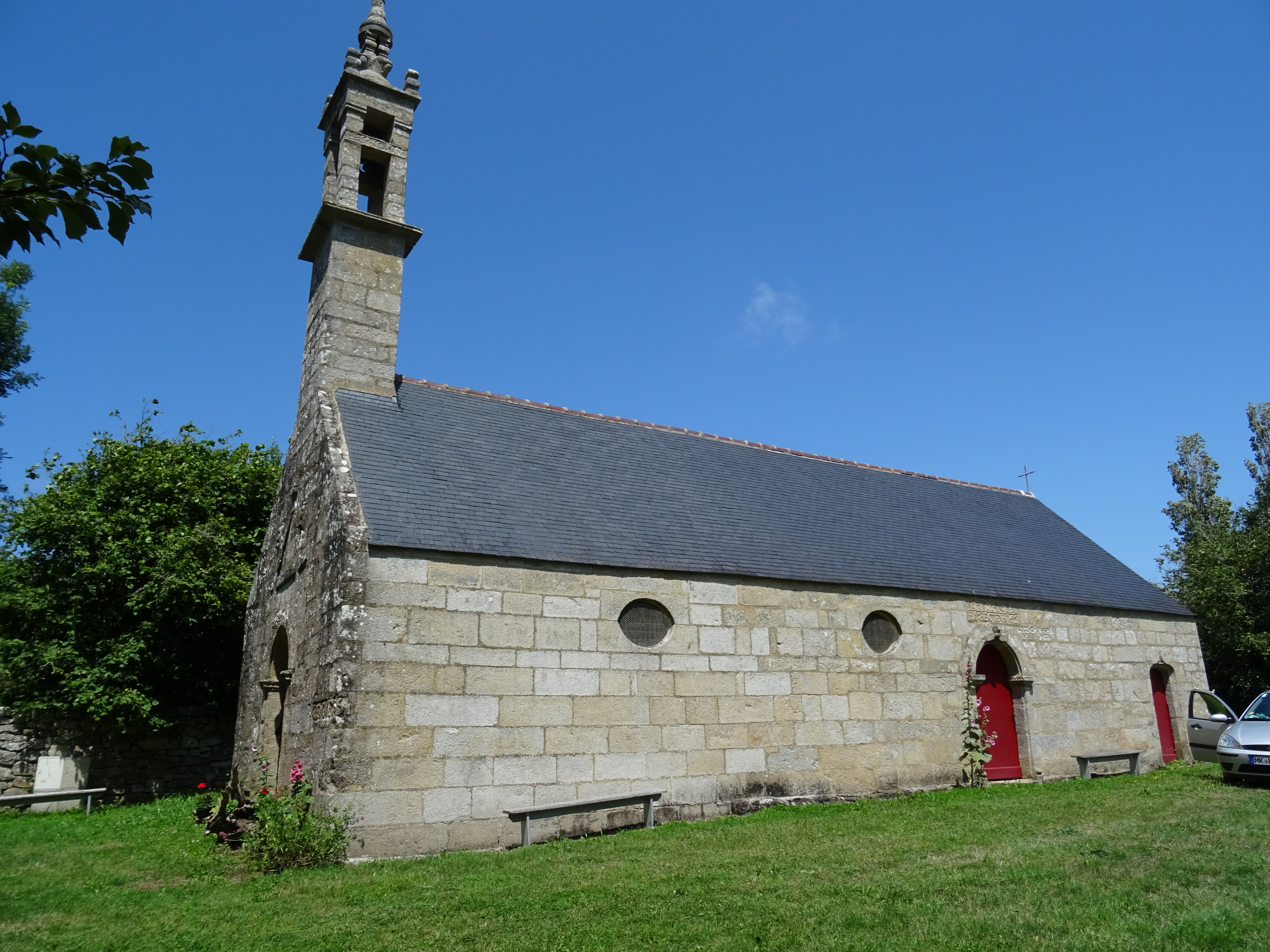
Chapelle Sainte-Brigitte, vue extérieure d'ensemble.
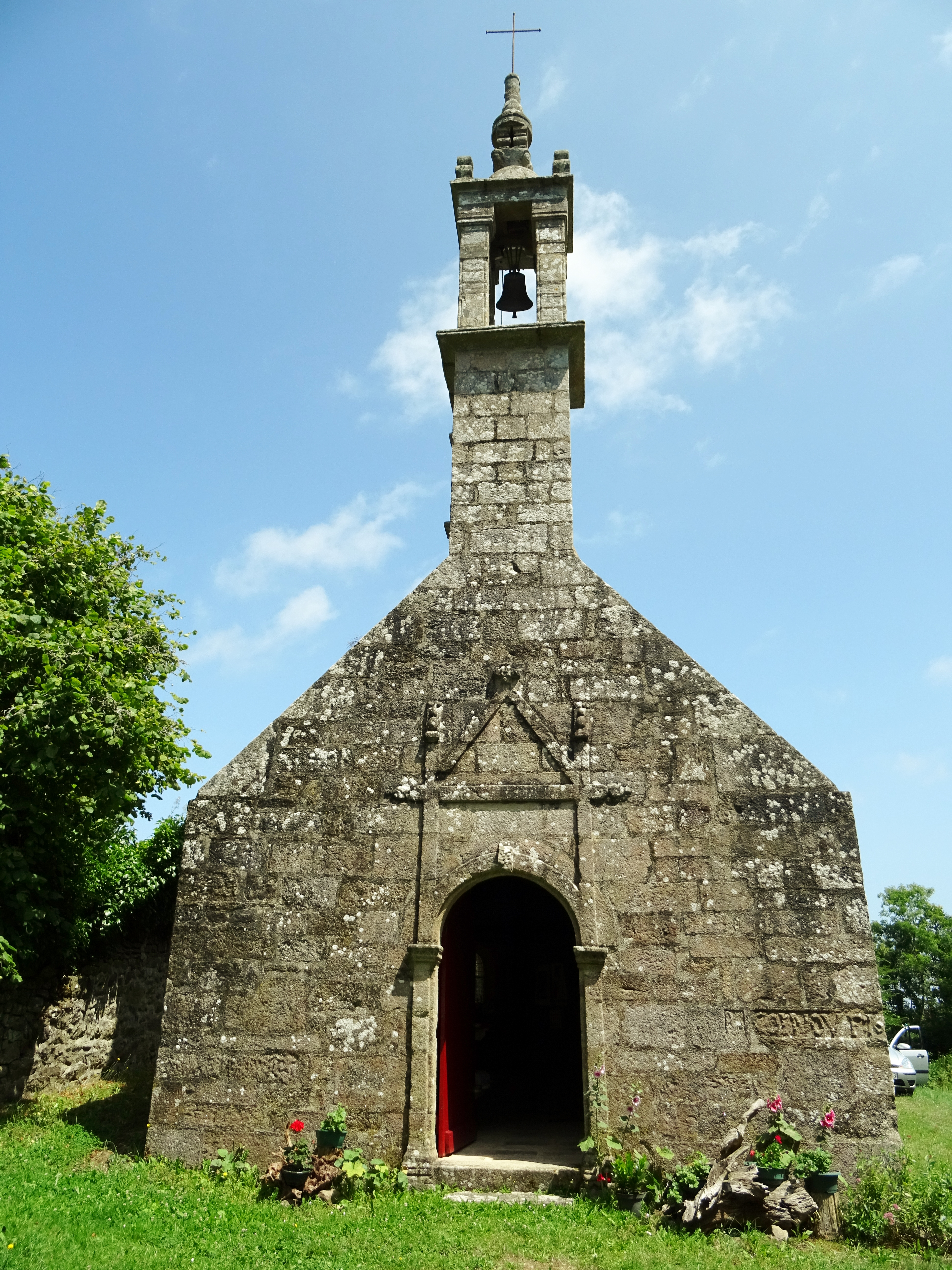
Chapelle Sainte-Brigitte, façade et clocher.
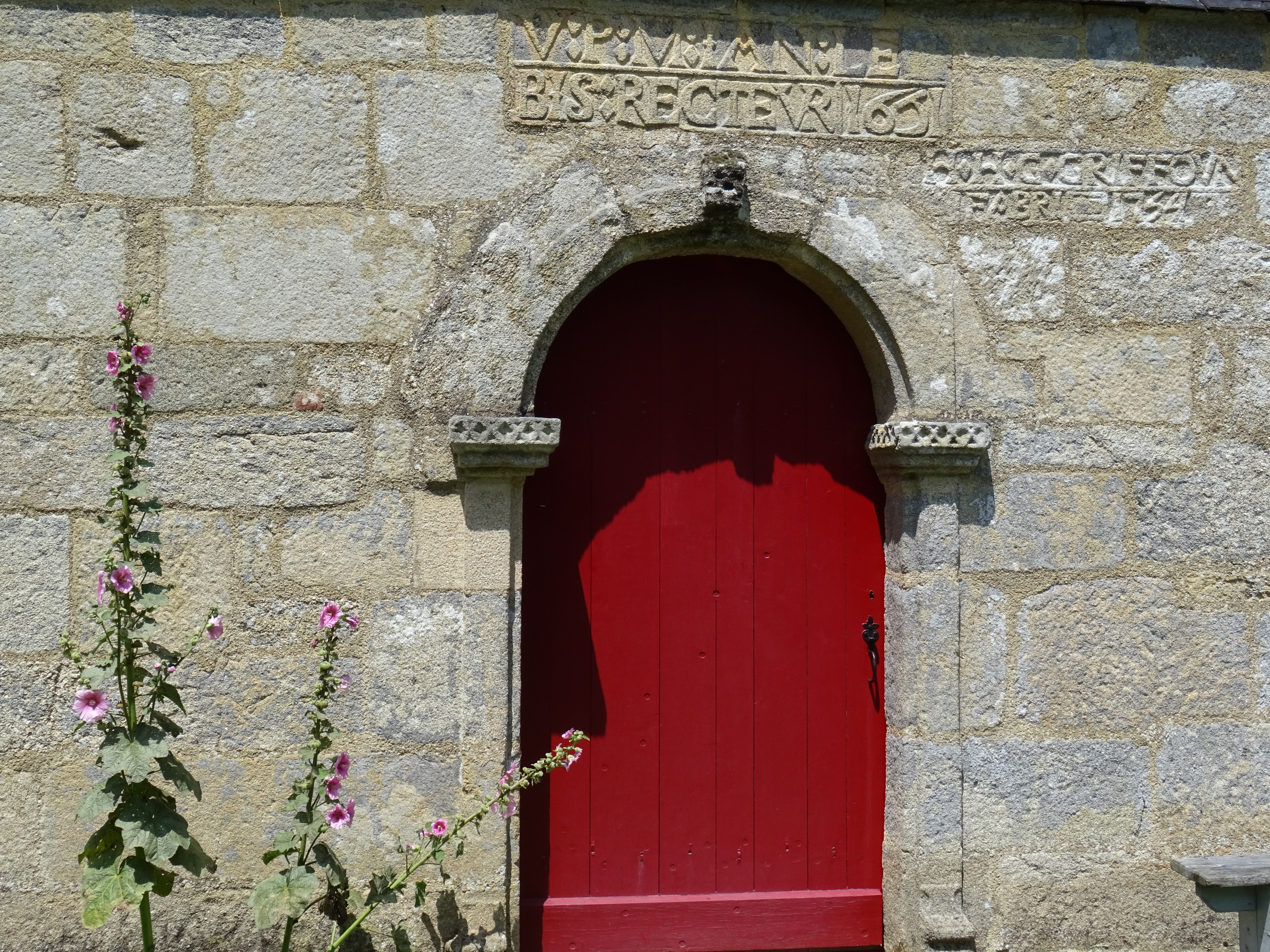
Chapelle Sainte-Brigitte, porte d'entrée et inscription gravée au-dessus de la porte d'entrée.
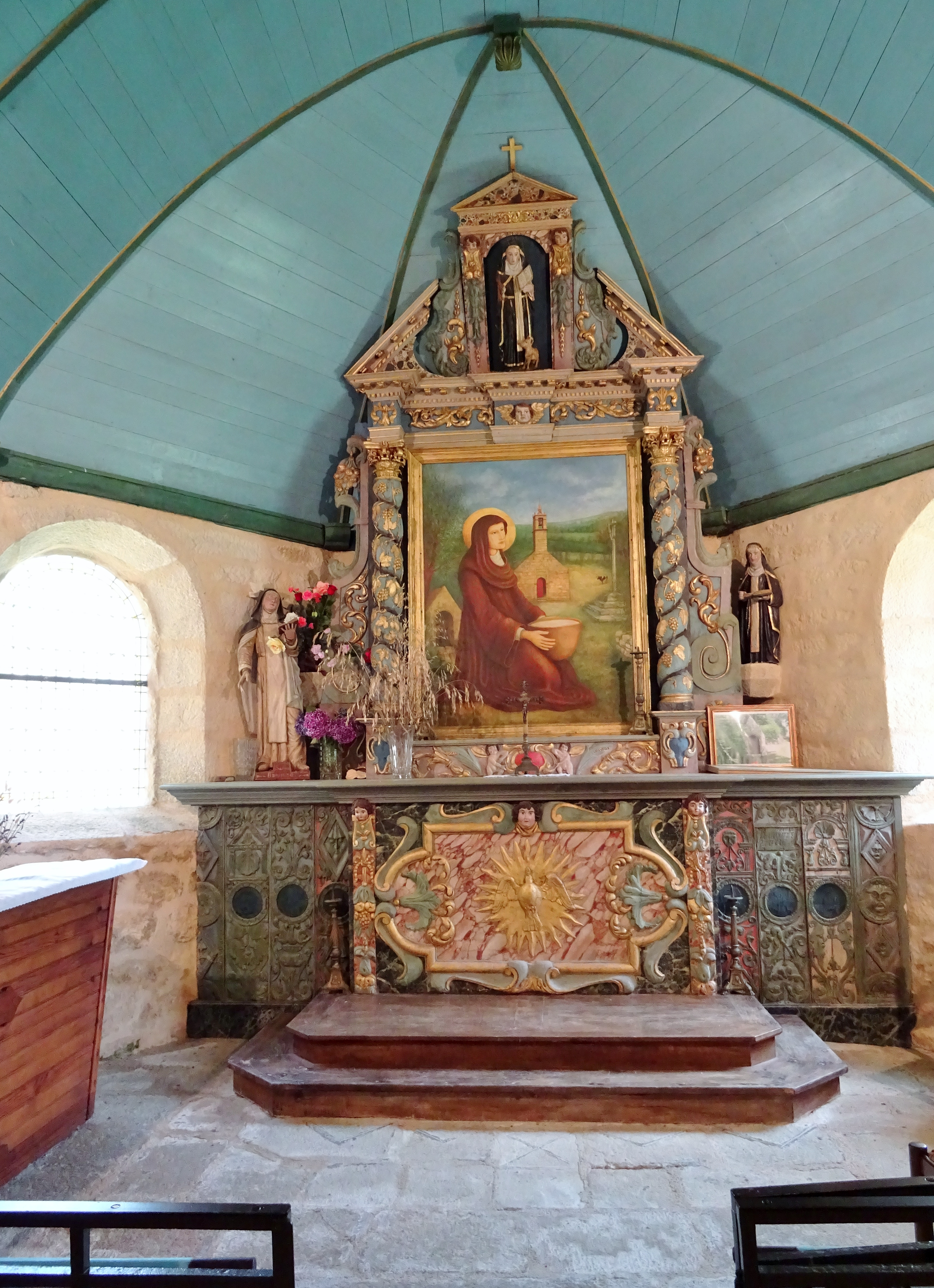
Chapelle Sainte-Brigitte, le chœur, l'autel et son retable.
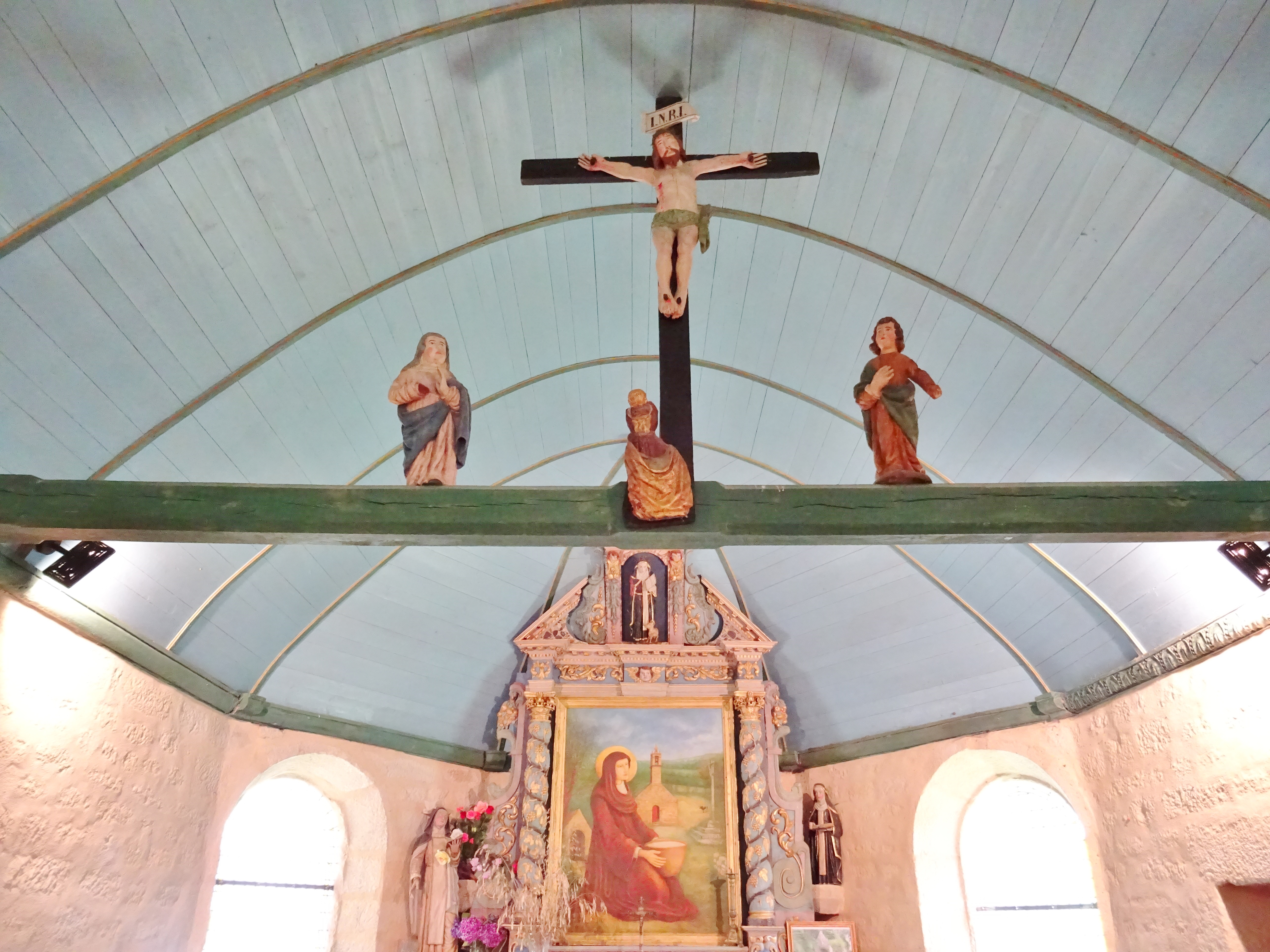
Chapelle Sainte-Brigitte, poutre de gloire.
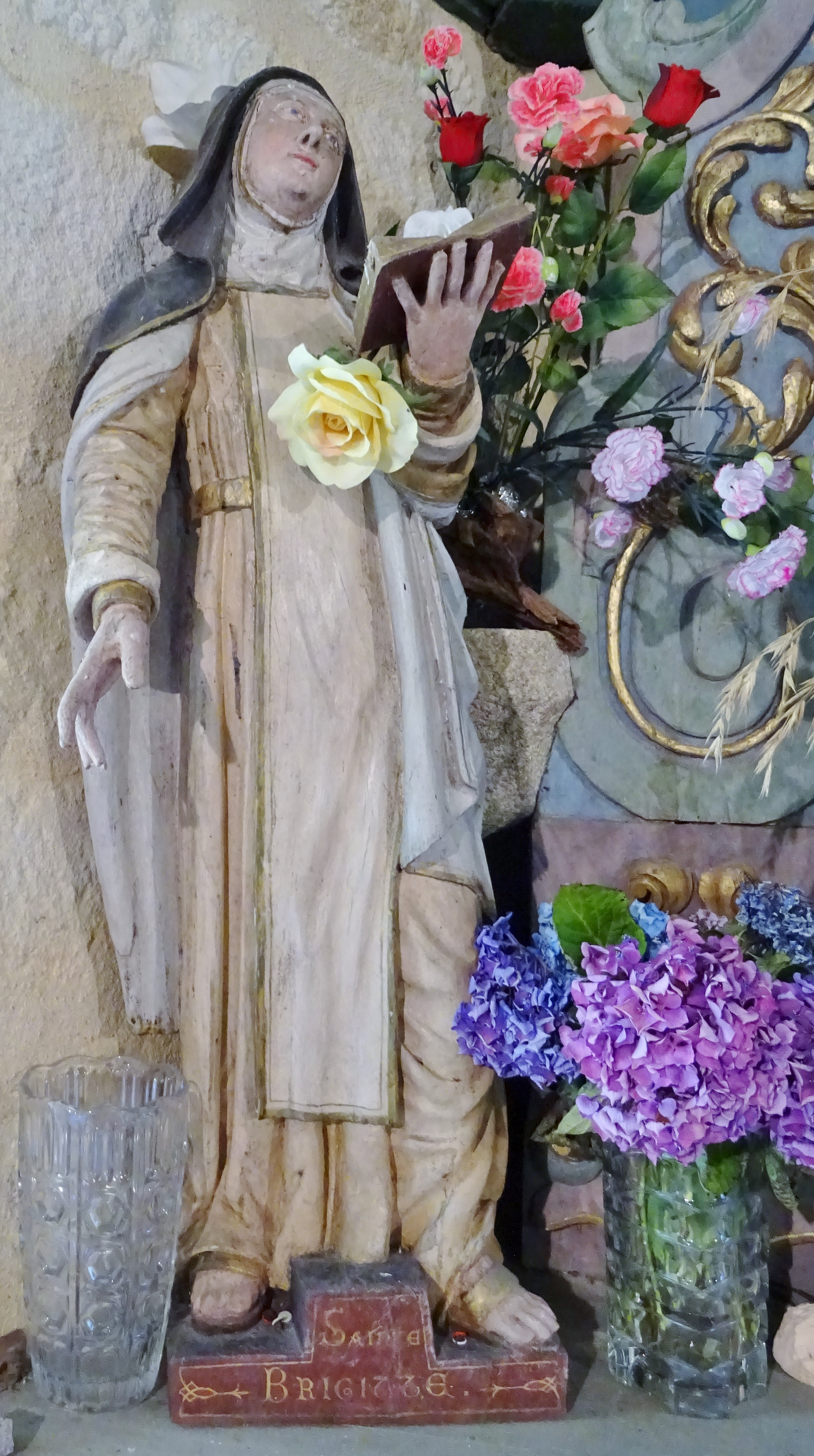
Chapelle Sainte-Brigitte, statue de sainte Brigitte.
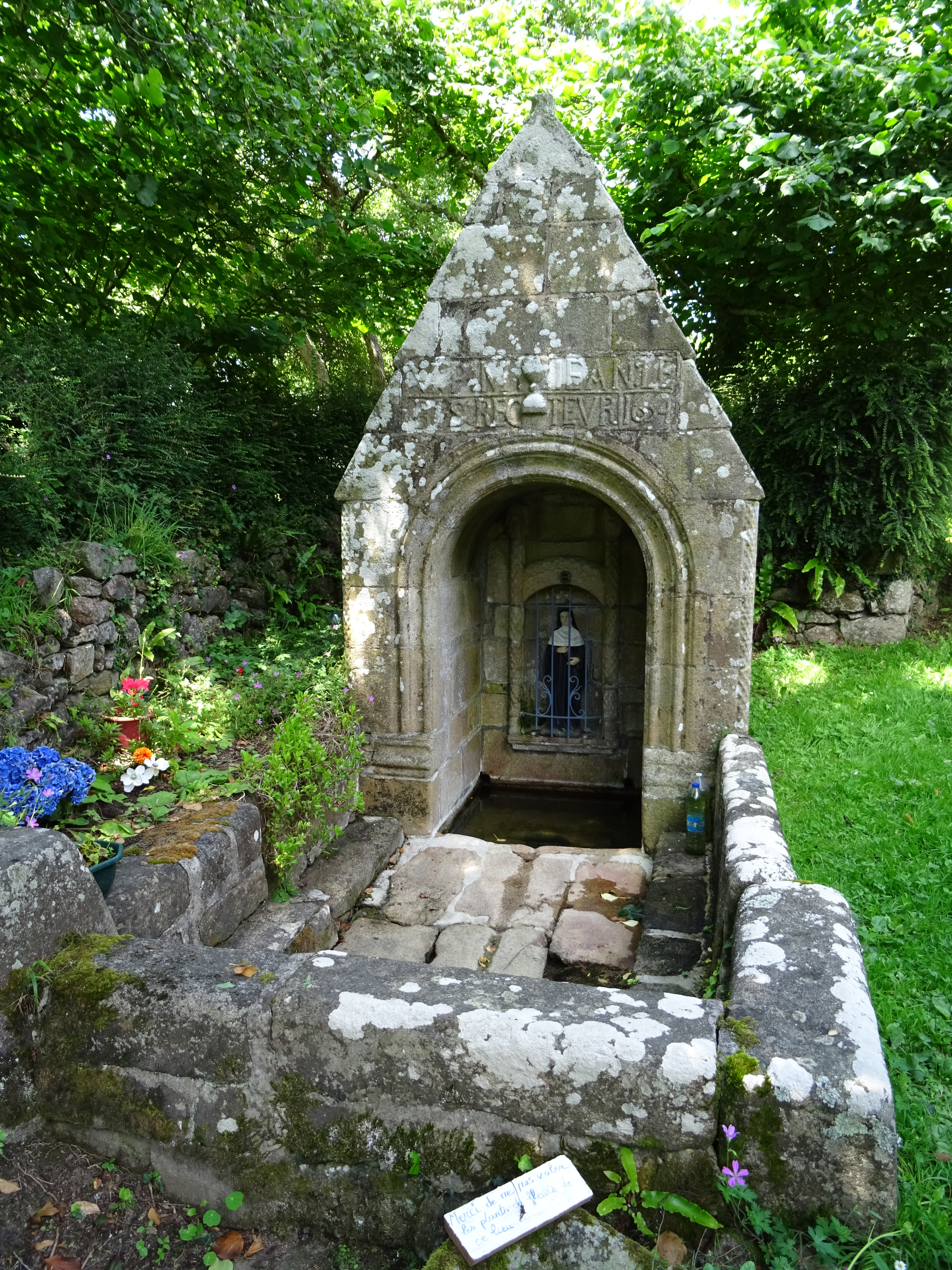
La fontaine de dévotion près de la chapelle Sainte-Brigitte.
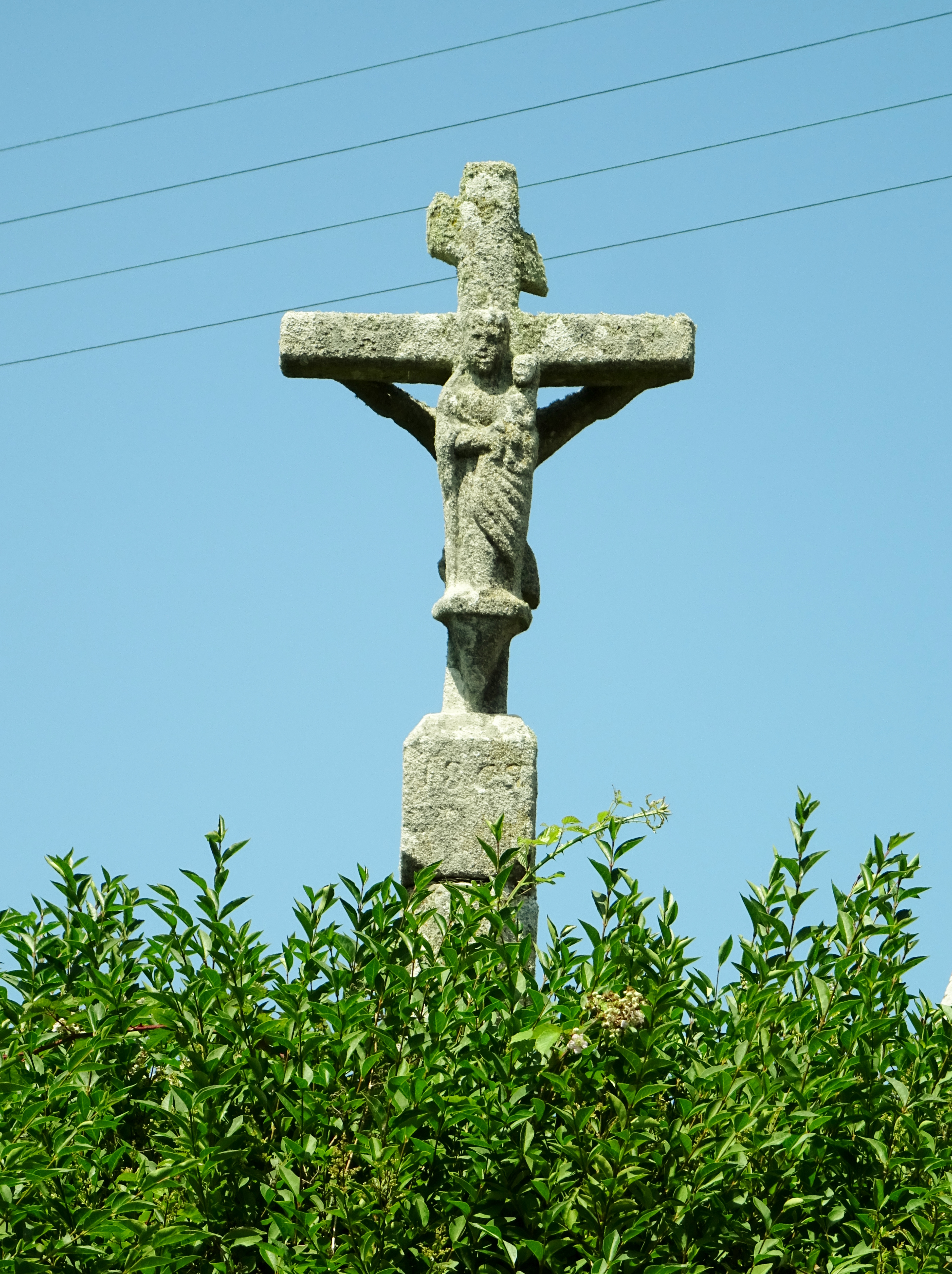
Croix monumentale près de la chapelle Sainte-Brigitte, partie sommitale (date gravée ː 1869).

### Autres lieux d'intérêt patrimonial

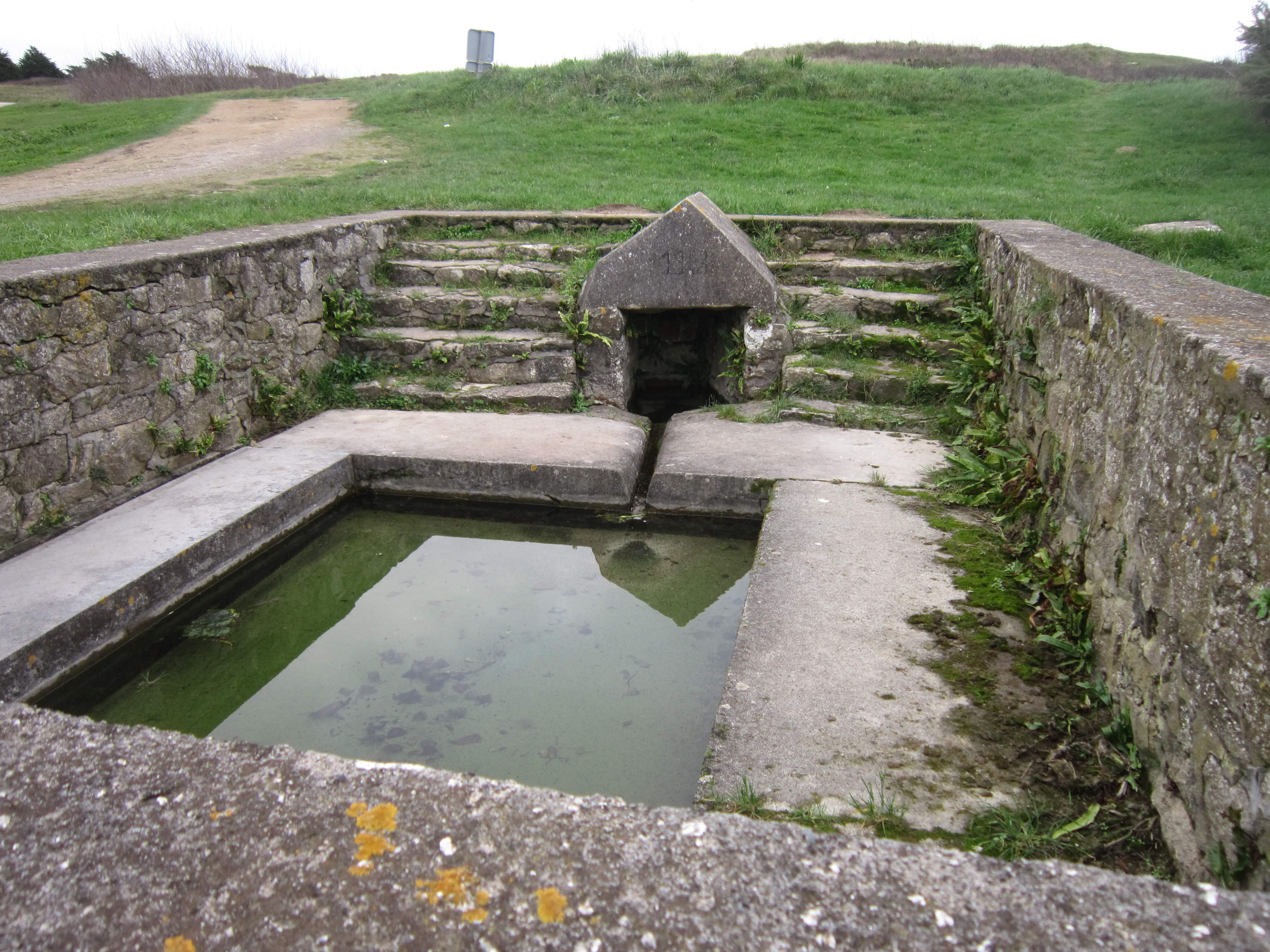
Fontaine et lavoir à l'ouest de la plage de Trez Goarem.

- La chapelle détruite de Saint-Onneau, à Trez-Goarem. La fontaine, rebâtie en 1648, a disparu.
- 30 lavoirs.
- 75 villages.
- 25 fontaines.
- 16 calvaires[67].
- Des canons sur la pointe de Pen-Enez
- Le phare-sémaphore de Lervily, sur la pointe du même nom.
- Manoir du XIXe siècle aménagé en chambres d'hôtes.

"Jadis  à  Lanuign  en  Beuzec, elle  fut  transportée  en  1651  à  Traoun  Lannuguentel." 

### Patrimoine naturel
- Les 4 kilomètres de plages et le littoral (falaise) de la commune.
- Les dunes de Trez Goarem (Espace naturel protégé du Conservatoire du littoral).
- Pointe de Lervily, l' "île aux vaches"
- Bois de Suguensou et les berges du Goyen
- Baie d'Audierne
- Parc botanique Ar Paëron[68].
- Le site de Lennach, ancien lieu d'activité des goémoniers qui remontaient le goémon ramassé en contrebas sur la grève, le remontaient à l'aide de paniers tirés par des cordes, le faisaient sécher, puis le brûlaient dans les fours à goémon. Une "Fête du goémon" a été à nouveau organise en juillet 2022 après plusieurs annés d'interruption[69].

## Personnalités liées à la commune

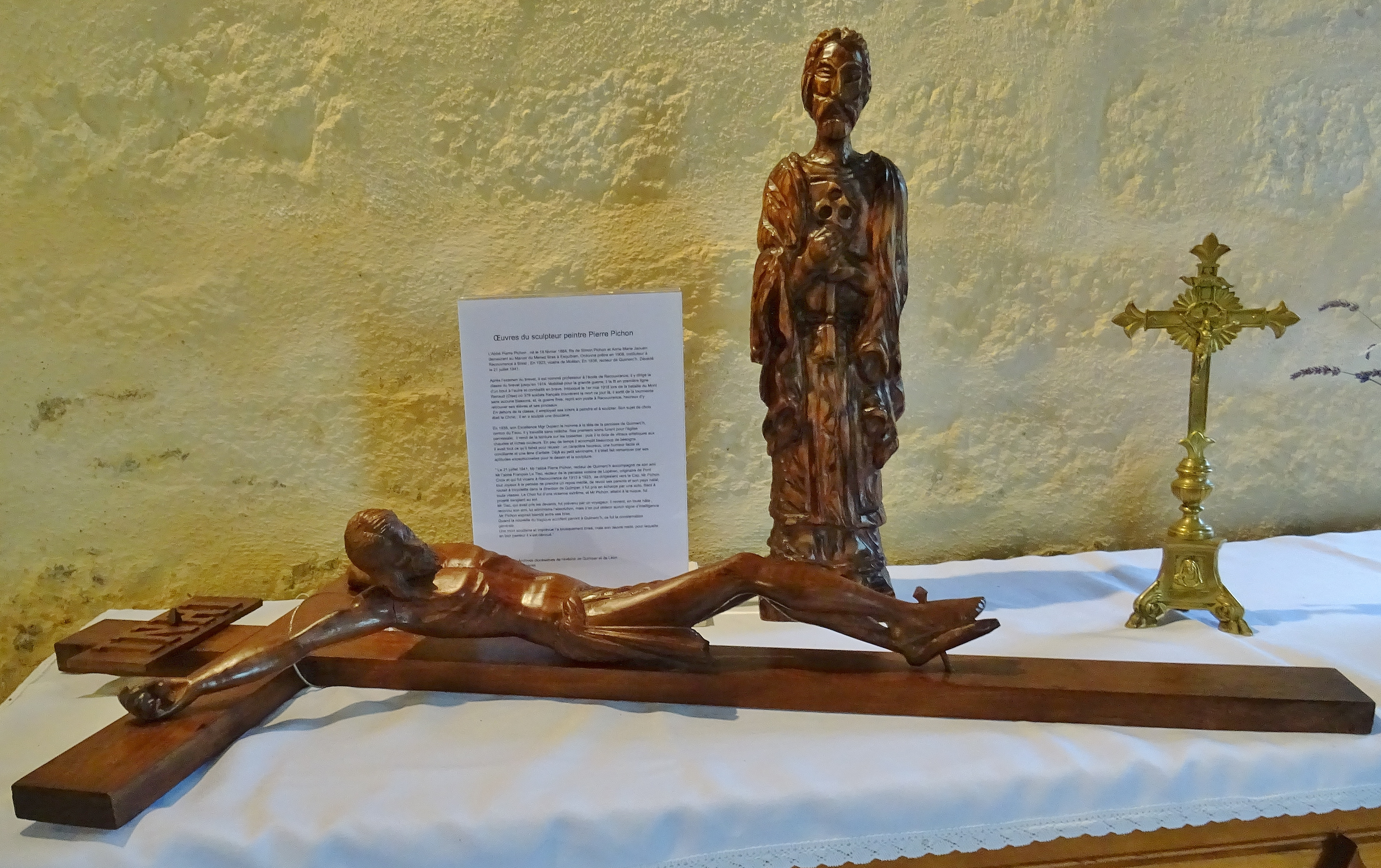
Œuvres de l'abbé Pierre Pichon exposées dans la chapelle Sainte-Brigitte d'Esquibien.

- Claude Contamine (1929-2017), haut fonctionnaire et président de France Régions 3 et d'Antenne 2, y est mort.
- Alfred Fatou (1862-1929), Capitaine de Vaisseau, propriétaire du Manoir de Suguensou.
- Jean Perrot (1889-1976), homme politique, né à Esquibien.
- Marie Anne Stephan (1898-1944), résistante, née à Esquibien.
- Georges van Parys, compositeur français, a construit sa maison au bord des dunes de Trez Goarem.
- Abbé Pierre Pichon (né le 18 février 1884 au manoir de Menez Braz en Esquibien, sculpteur et peintre, recteur de Quimerc'h, décédé le 21 juillet 1941).